# Умершие в феврале 2022 года
Это список известных людей, соответствующих установленным критериям значимости (см. Википедия:Критерии значимости персоналий), умерших в феврале 2022 года.
Причина смерти указывается лишь в исключительных случаях (убийство, самоубийство, гибель в результате военных действий, смертная казнь, ДТП или несчастные случаи). В остальных случаях — не указывается.

## 28 февраля

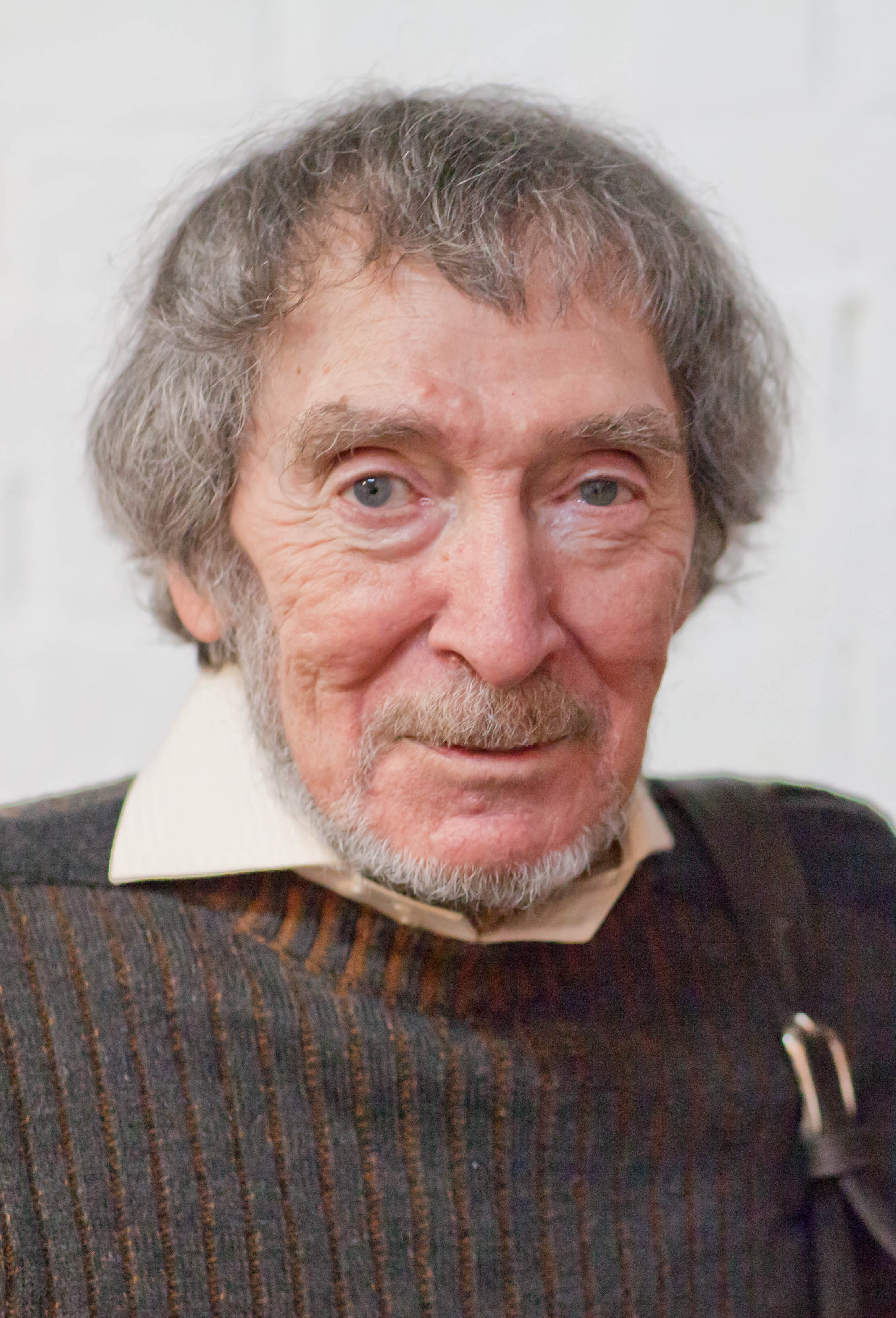
Евгений Арензон

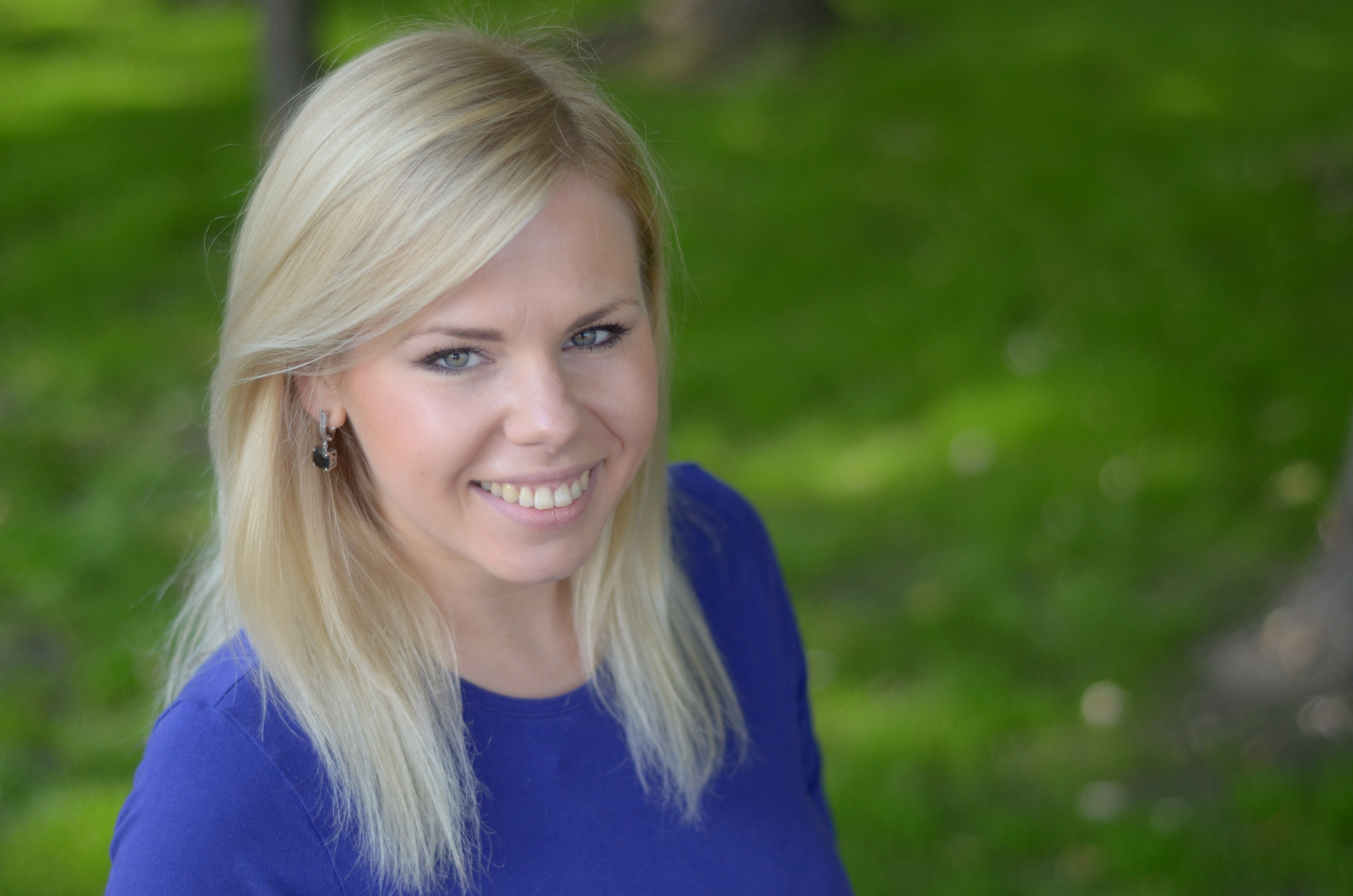
Анастасия Федоренко

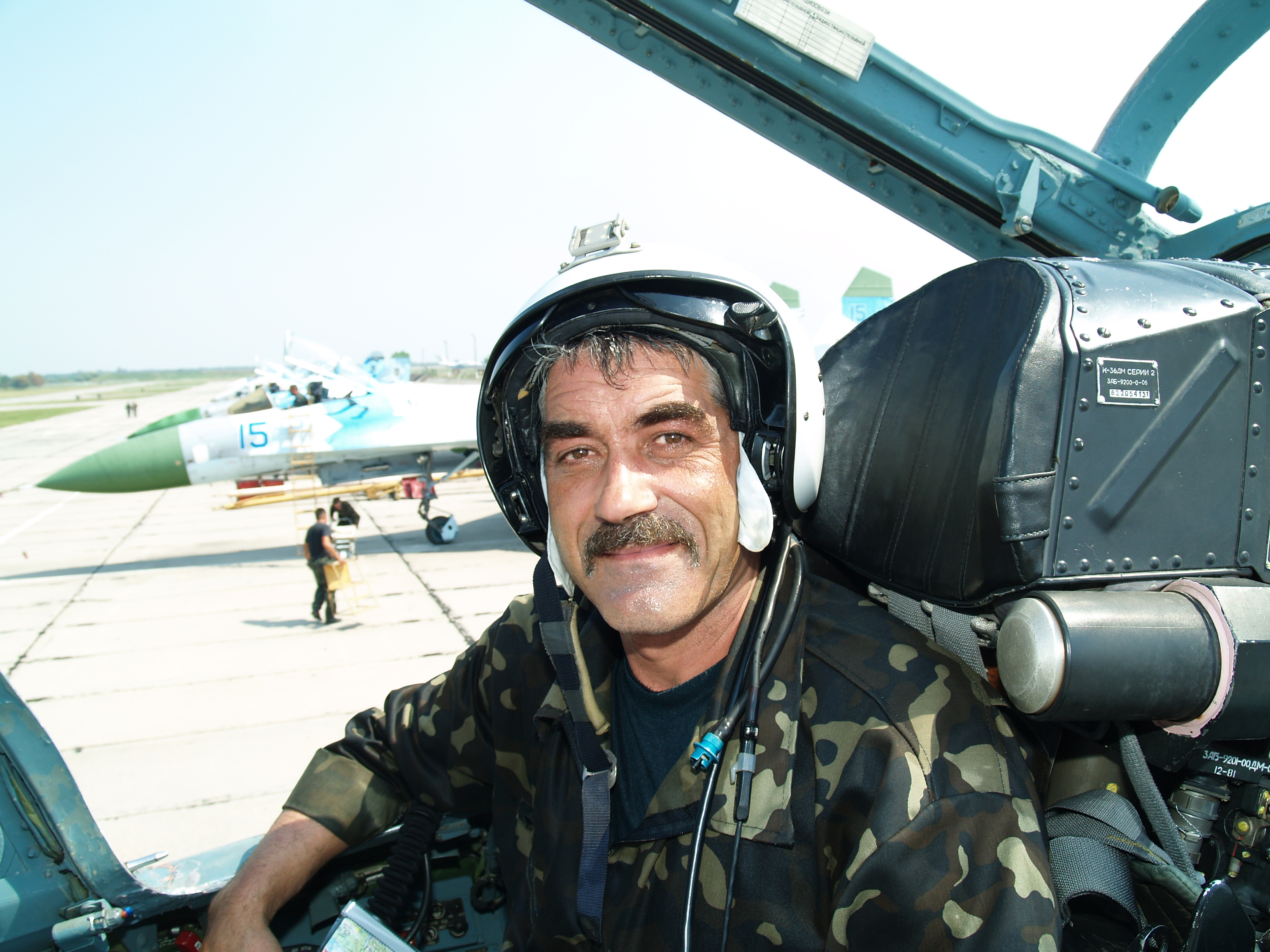
Степан Чобану

- Абузид Омар Дорда (77) — ливийский государственный деятель, секретарь Высшего народного комитета (1990—1994)[1].
- Арензон, Евгений Рувимович (85) — советский и российский литературовед[2].
- Богатырёв, Иван Петрович (96) — советский и российский хозяйственный деятель, Герой Социалистического Труда (1986)[3].
- Бэйли, Кирк (59) — американский актёр озвучивания[4].
- Воропай, Николай Иванович (78) — советский и российский учёный в области энергетики, член-корреспондент РАН (2000)[5].
- Гладышев, Георгий Павлович (85) — советский и российский физикохимик, доктор химических наук (1966), профессор (1969),академик РАХ (2013)[6].
- Григорьев, Александр Александрович (38) — украинский военный лётчик, полковник, участник российско-украинской войны, Герой Украины (2022, посмертно); погиб в воздушном бою[7].
- Диковец, Иван Васильевич (84) — советский футболист («Динамо» Киев)[8].
- Дэви, Грэнвилл (60) — британский скульптор[9].
- Ивко, Валерий Никитович (80) — советский и украинский домрист, композитор, дирижёр, заслуженный артист УССР (1979)[10].
- Ким Джон Джу[англ.] (54) — южнокорейский бизнесмен[11].
- Маглиев, Рамиль Рафаэлович (60) — российский художник[12].
- Маллаби, Кристофер (85) — британский дипломат, посол в Германии (1988—1992), посол во Франции (1993—1996)[13].
- Менассе, Ханс[нем.] (91) — австрийский футболист[14].
- Панчук, Олег Эльпидефорович (89) — советский и украинский химик, доктор химических наук (1988), профессор[15].
- Патюрель, Доминик (90) — французский киноактёр[16].
- Раттакул, Пхичай[англ.] (95) — таиландский политик и государственный деятель, министр иностранных дел Таиланда (1975, 1976)[17].
- Суховецкий, Андрей Александрович (47) — российский военачальник, генерал-майор, заместитель командующего 41-й общевойсковой армией; погиб в бою[18].
- Тимченко, Александр Александрович (23) — младший сержант Национальной гвардии Украины, участник российско-украинской войны, Герой Украины (2022, посмертно); погиб в бою (о смерти стало известно в этот день)[19][20].
- Федоренко, Анастасия Сергеевна (34) — российская и украинская фотожурналистка[21].
- Чобану, Степан Иванович (58) — украинский военный лётчик, майор, участник российско-украинской войны, Герой Украины (2022, посмертно), погиб в воздушном бою[22].
- Ядлапати, Венкатрао[англ.] (102) — индийский телугский политический деятель, депутат парламента Индии[23].
- Яцук, Сергей Григорьевич (91) — советский и российский военачальник. Участник афганской войны, первой чеченской войны. Заместитель командующего войсками Северо-Кавказского военного округа (1991—1999). Генерал-майор[24].

## 27 февраля

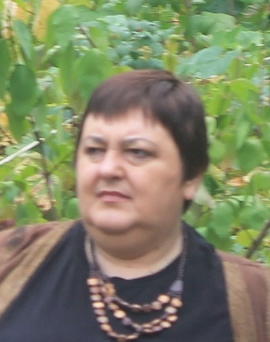
Анна Гаврилец

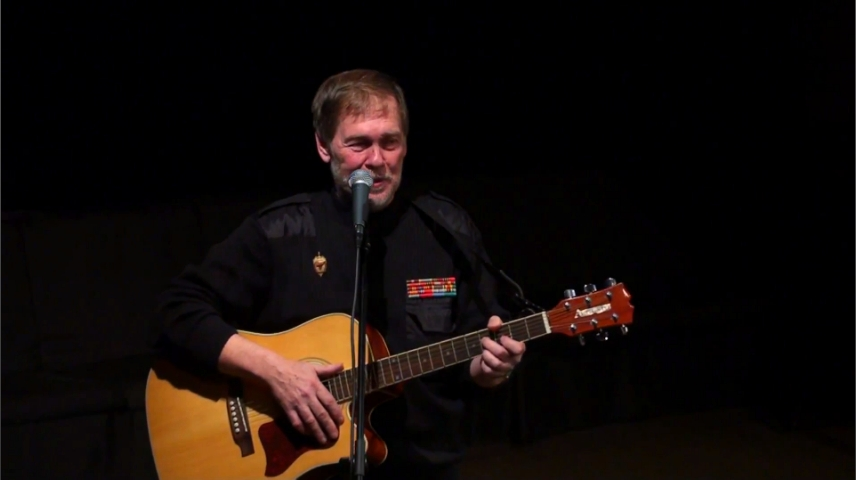
Игорь Морозов

- Акматалиев, Сагынбек (69) — киргизский дирижёр, комузист и аранжировщик, художественный руководитель оркестра народных инструментов Кыргызской Республики имени Карамолдо Орозова, народный артист Кыргызской Республики[25].
- Акуличев, Виктор Анатольевич (83) — советский и российский океанолог, физик-акустик, академик РАН (2000)[26].
- Атан, Яхья[англ.] (67) — малайзийский игрок в хоккей на траве, участник летних Олимпийских игр 1984 года в Лос-Анджелесе[27].
- Белоконь, Максим Витальевич (24) — старший лейтенант Национальной гвардии Украины, участник российско-украинской войны, Герой Украины (2022, посмертно); погиб в бою[28].
- Вайнрих, Харальд (94) — немецкий языковед и литературовед[29].
- Гаврилец, Анна Алексеевна (63) — украинский композитор, заслуженный деятель искусств Украины (2005)[30].
- Жихарев, Александр Николаевич (28) — российский военнослужащий, капитан, участник российско-украинской войны, Герой Российской Федерации (2022, посмертно); погиб в бою[31].
- Ионов, Юрий Андреевич (80) — советский и российский писатель[32].
- Капичун, Александр Валерьевич (35) — украинский военнослужащий, подполковник, участник российско-украинской войны, Герой Украины (2022, посмертно); погиб в бою (о смерти стало известно в этот день)[33].
- Краузе, Юрий Геннадьевич (86) — советский и российский журналист, телеведущий, сценарист криминальных телепередач[34].
- Кунцевич, Всеволод Михайлович (92) — советский и украинский учёный в области автоматизированных систем управления, академик АНУ / НАНУ (1992)[35].
- Кялундзюга, Валентина Тунсяновна (86) — удэгейская писательница[36].
- Лупорини, Гаэтано Джани[итал.] (85) — итальянский композитор[37].
- Морозов, Игорь Николаевич (70) — советский и российский поэт, композитор, бард и полковник КГБ в отставке[38].
- Сенюк, Алексей Александрович (47) — украинский военнослужащий, старшина, участник российско-украинской войны, Герой Украины (2022, посмертно); погиб в бою[39].
- Серафимов, Максим Владимирович (27) — российский военнослужащий, старший лейтенант, командир группы специального назначения 2-й отдельной гвардейской бригады специального назначения, участник российско-украинской войны, Герой Российской Федерации (2022, посмертно); погиб в бою[40].
- Соколов, Александр Игоревич (22) — российский военнослужащий, разведчик 2-й отдельной гвардейской бригады специального назначения Главного управления Генерального штаба Вооружённых сил Российской Федерации, гвардии ефрейтор, участник российско-украинской войны, Герой Российской Федерации (2022, посмертно); погиб в бою[41].
- Сумская, Анна Ивановна (88) — советская и украинская актриса, заслуженная артистка УССР (1975)[42].
- Татарский, Виктор Витальевич (82) — советский и российский теле- и радиоведущий, бессменный автор и ведущий радиопрограммы «Встреча с песней», народный артист Российской Федерации (2012)[43].
- Яннаку, Мариэтта (70) — греческий государственный деятель, министр здравоохранения (1990—1991), министр образования и по делам религий (2004—2007)[44].

## 26 февраля

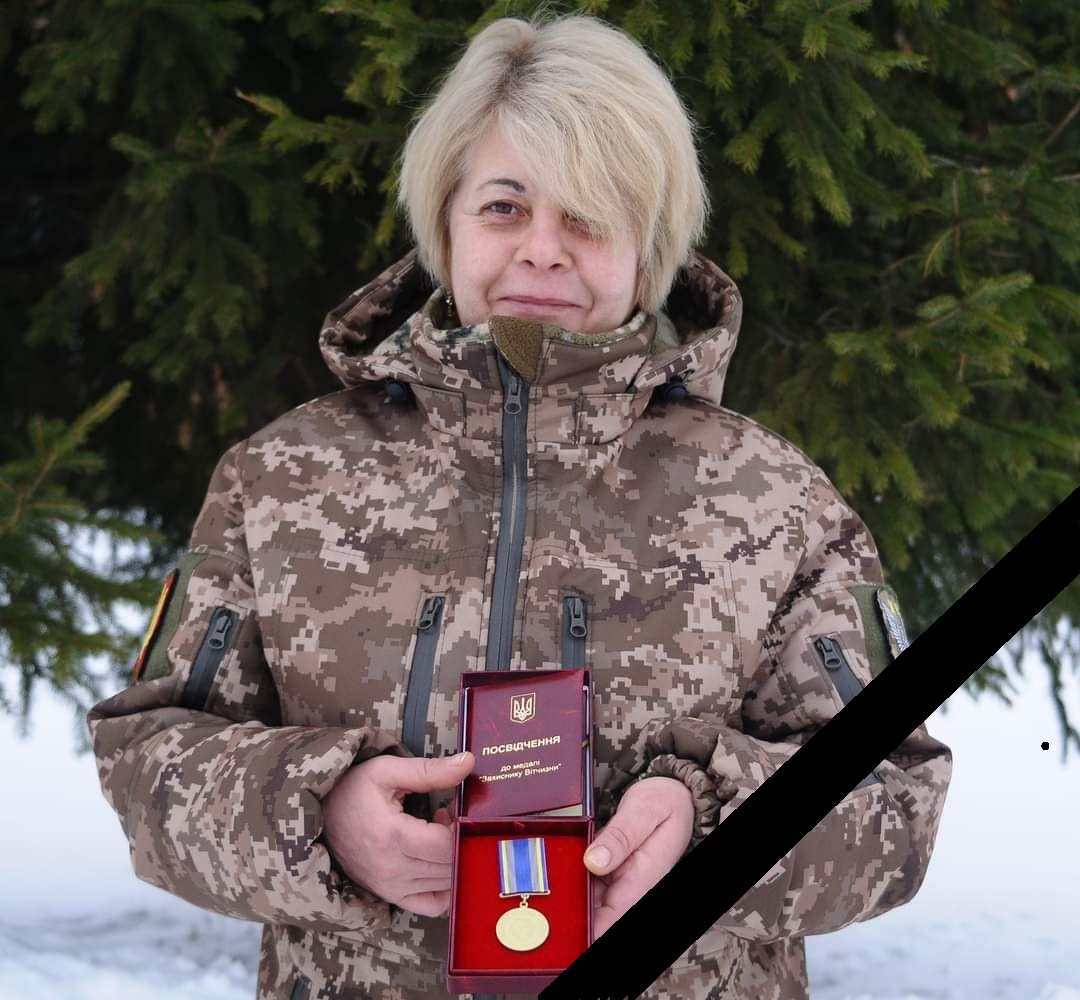
Инна Дерусова

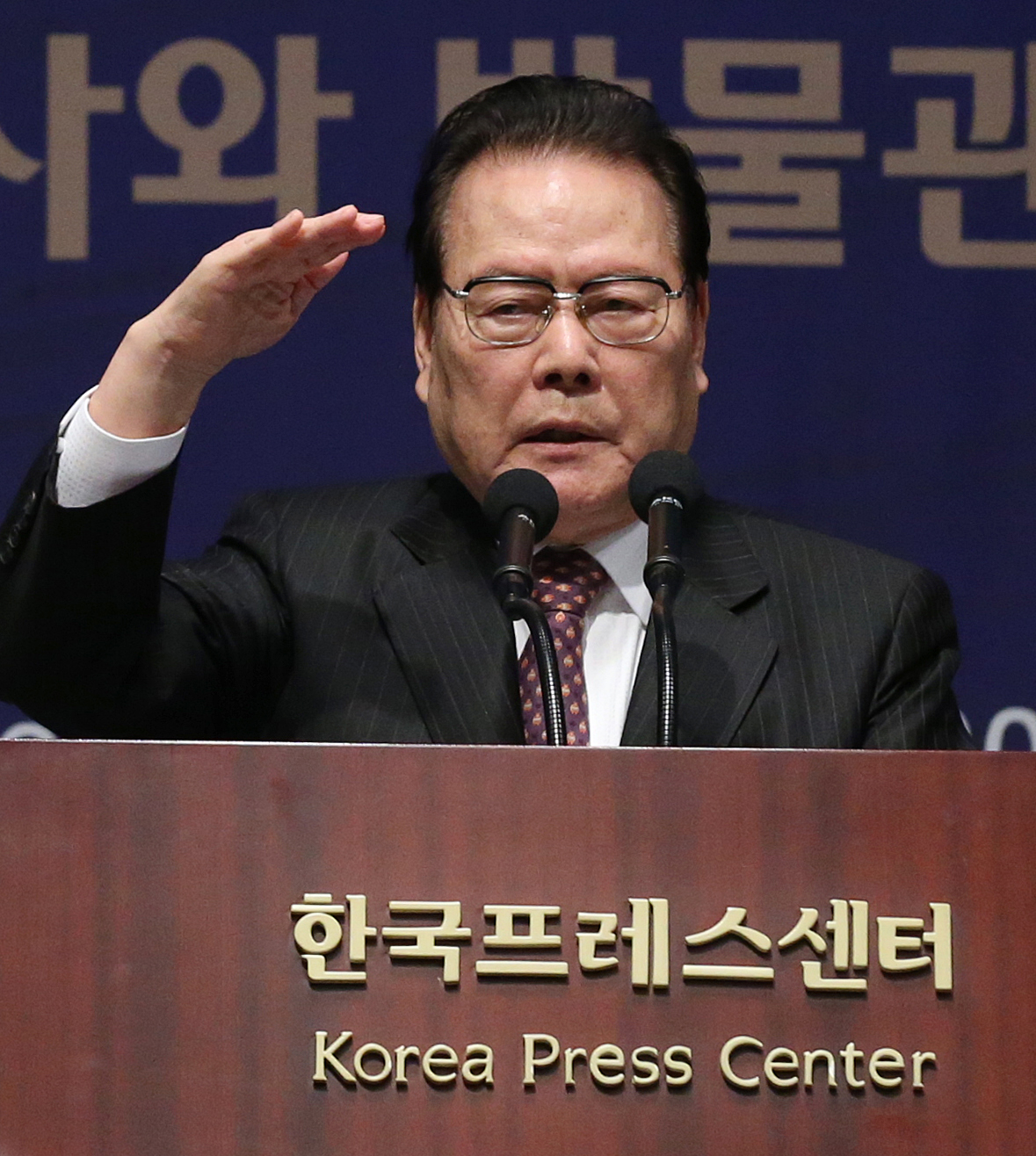
Ли Орён

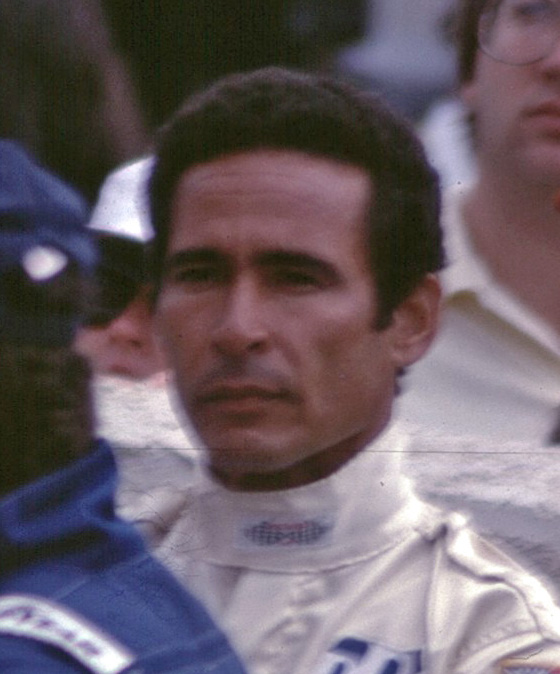
Дэнни Онгейс

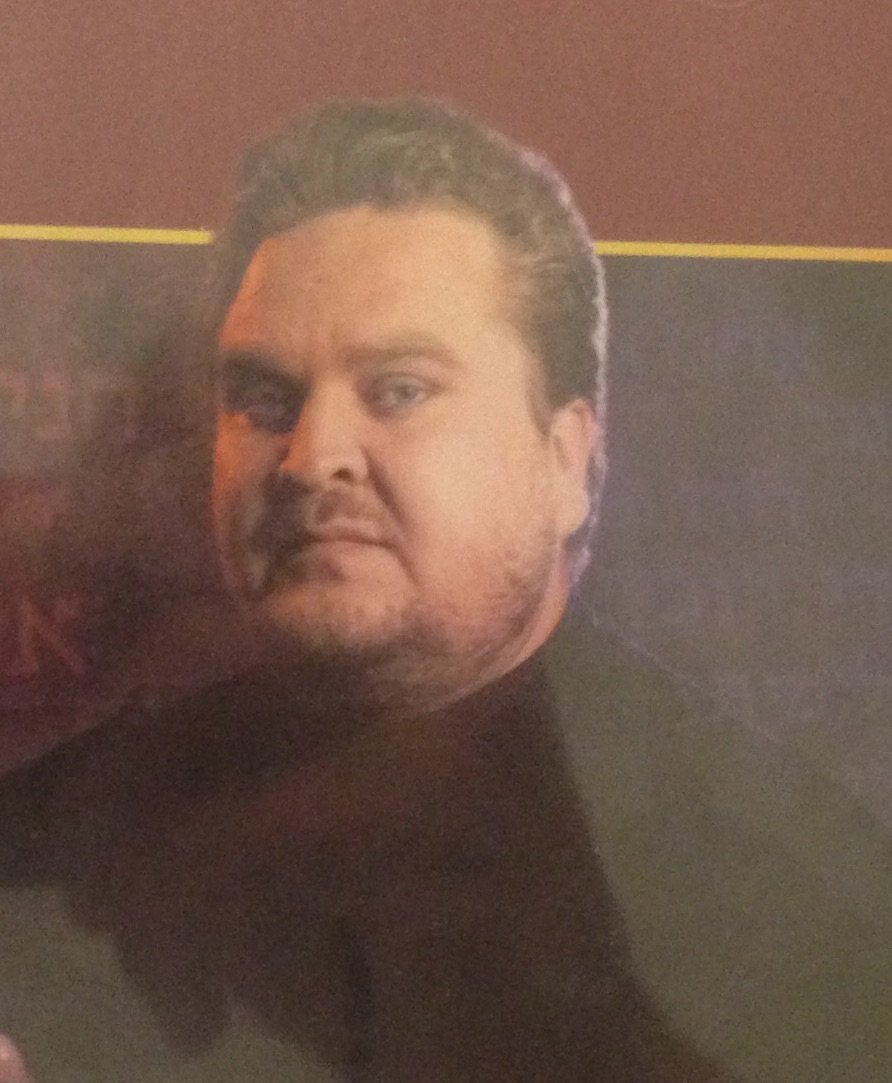
Евгений Шаповалов

- Амелин, Артём Андреевич (27) — старший солдат Национальной гвардии Украины, участник российско-украинской войны, Герой Украины (2022, посмертно); погиб в бою (о смерти стало известно в этот день)[19][20].
- Байрамова, Луиза Каримовна (87) — советский и российский языковед, доктор филологических наук (1984), профессор (1987)[45].
- Гехман, Александр Ефимович (72) — российский химик, член-корреспондент РАН (2000)[46].
- Големинов, Михаил Маринов[англ.] (65) — болгарский композитор, пианист и дирижёр, сын композитора Марина Големинова[47].
- Дашко, Иван Иосифович (72) — советский и российский художник[48].
- Дерусова, Инна Николаевна (52) — украинская военнослужащая, сержант, участница российско-украинской войны, Герой Украины (2022, посмертно), погибла при артиллерийском обстреле[49].
- Зорин, Денис Игоревич (30) — российский военнослужащий 247-го гвардейского десантно-штурмового полка 7ой гвардейской десантно-штурмовой дивизии, гвардии старший лейтенант, участник российско-украинской войны, Герой России (2022, посмертно); погиб в бою[50].
- Касс, Мосс (95) — австралийский государственный деятель, министр окружающей среды и охраны природы (1972—1975), министр средств массовой информации (1975)[51].
- Керон, Жан-Люк[англ.] (60) — французский гимнаст, участник летних Олимпийских игр 1984 года в Лос-Анджелесе[52].
- Ньюфелд, Кевин (61) — канадский академический гребец, чемпион летних Олимпийских игр в Лос-Анджелесе (1984) в соревновании восьмёрок[53].
- Ли Орён (88) — южнокорейский литературный критик и писатель, министр культуры (1990—1991)[54].
- Маслин, Евгений Петрович (84) — советский и российский военачальник, генерал-полковник[55].
- Онгейс, Дэнни (79) — американский автогонщик[56].
- Паранук, Чатиб Даудович (87) — советский и российский адыгейский театральный актёр, переводчик и драматург, заслуженный артист РСФСР (1982)[57].
- Пуслас, Даксон[англ.] (31) — шриланкийский футболист, игрок национальной сборной[58].
- Ситников, Герман Борисович (89) — артист балета (1951—1973) и педагог (1973—2008) балетной труппы Большого театра, заслуженный артист РСФСР (1972)[59].
- Соколов, Борис Михайлович (77) — советский и российский актёр театра и кино, актёр театра имени В. Ф. Комиссаржевской, народный артист РСФСР (1990)[60].
- Файзуллаев, Иброхим (89) — советский и узбекский агроном, депутат Олий Мажлиса, Герой Узбекистана (1996)[61].
- Ханин, Андрей Павлович (33) — украинский военнослужащий, сержант, участник российско-украинской войны, Герой Украины (2022, посмертно); погиб в бою[62].
- Цакулс, Янис (95) — латвийский католический епископ, апостольский администратор Рижской архиепархии и Лиепайской епархии (1990—1991)[63].
- Шаповалов, Евгений (53) — израильский и американский оперный певец[64].
- Шестаков, Владимир Афанасьевич (83) — советский и российский хозяйственный и политический деятель, депутат Государственной Думы РФ 2 созыва (1995—2000)[65].
- Щербинин, Виталий Евгеньевич (84) — советский и российский материаловед, член-корреспондент РАН (1991; член-корреспондент АН СССР с 1990)[66].
- Snootie Wild[англ.] (36) — американский рэпер; убийство[67].

## 25 февраля

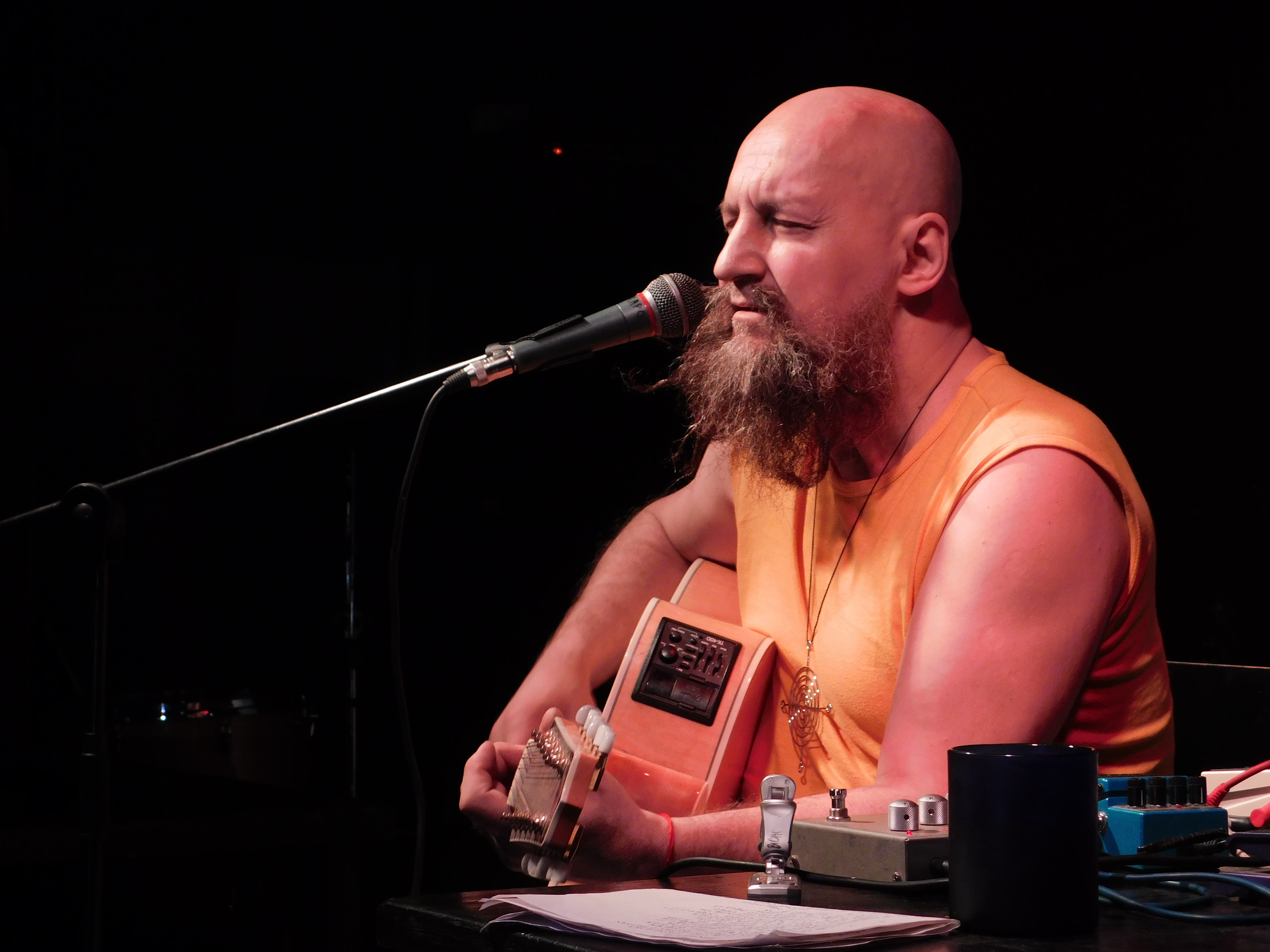
Герман Виноградов

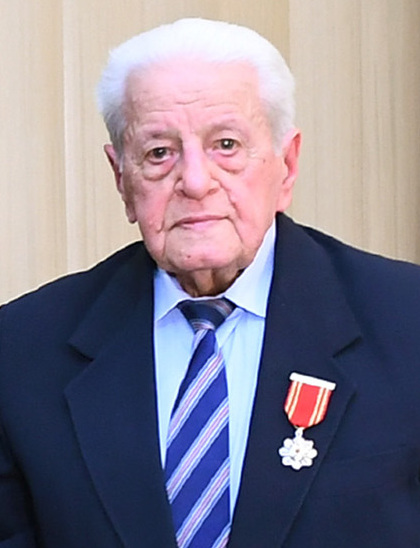
Алибаба Мамедов

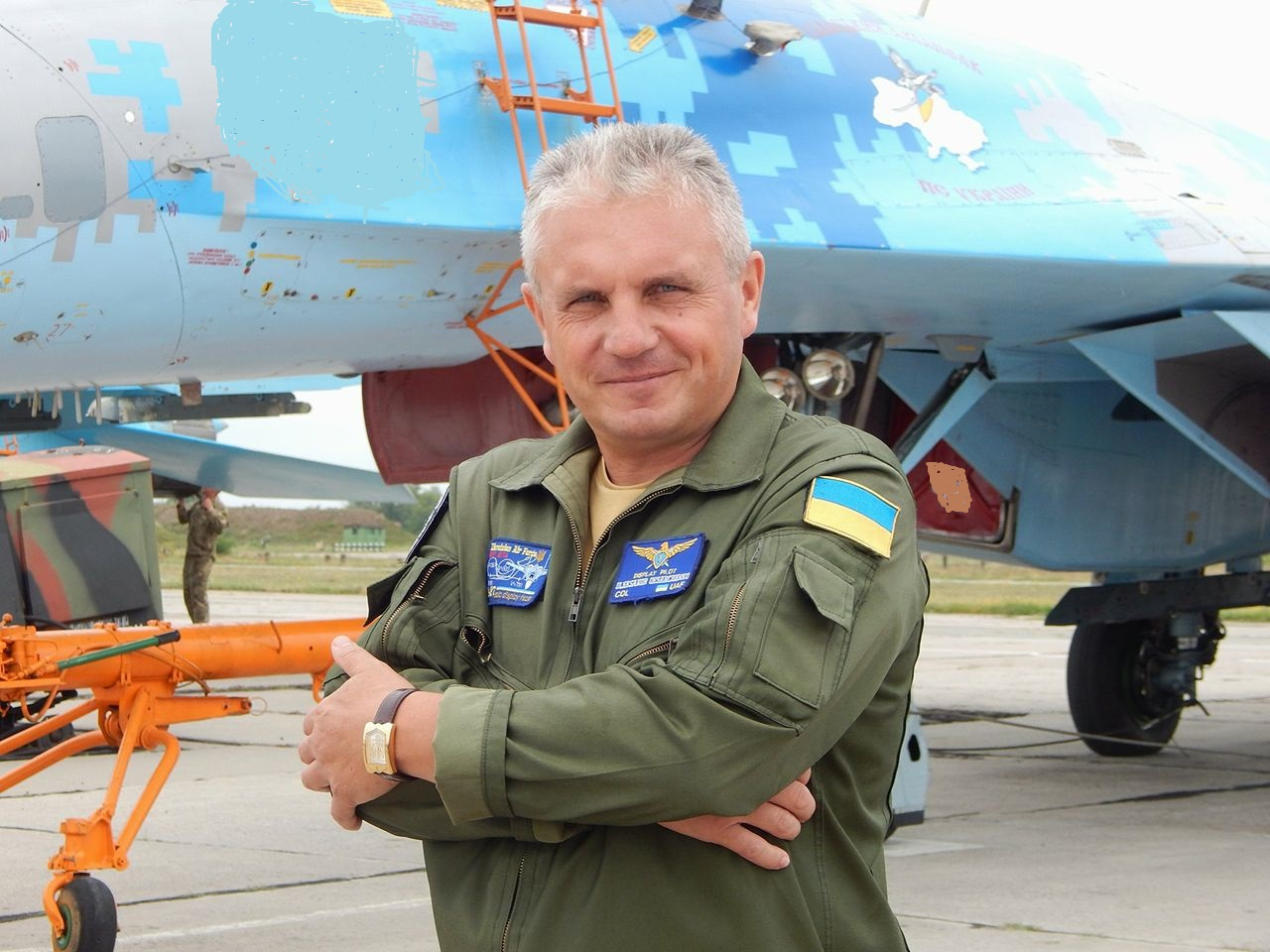
Александр Оксанченко

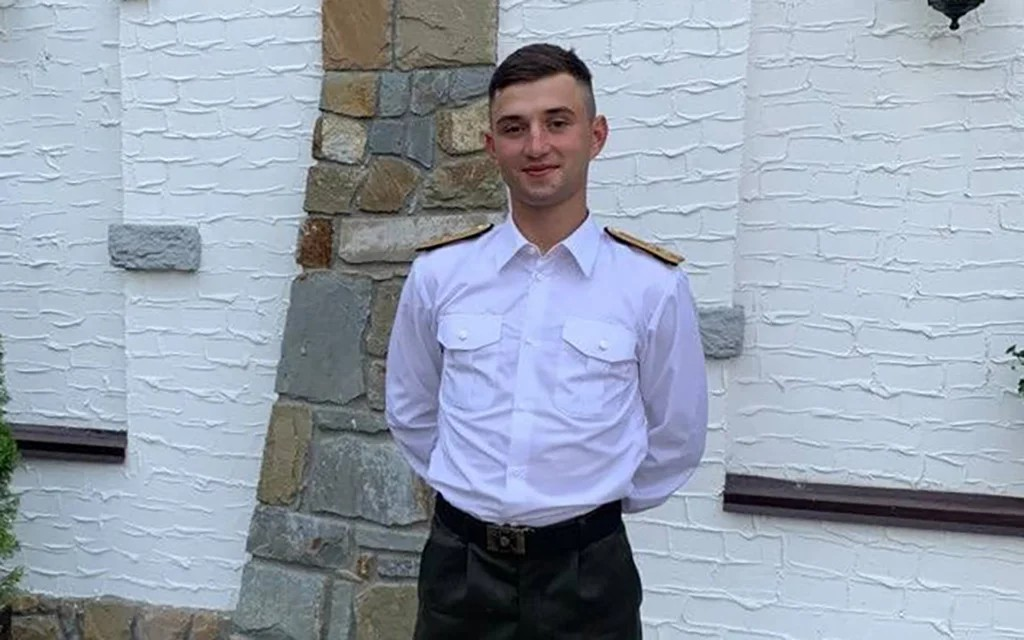
Виталий Сапило

- Беппаев, Суфиян Узеирович (84) — советский и российский военачальник, генерал-лейтенант (1991), заместитель командующего Закавказским военным округом[68].
- Бисвал, Хемананда[англ.] (82) — индийский политик и государственный деятель, депутат Лок сабхи (2009—2014), главный министр Одиши (1989—1990, 1999—2000)[69].
- Богатырёв, Василий Михайлович (74) — советский и российский актёр театра, заслуженный артист Российской Федерации (1993)[70].
- Видири, Джоэли (48) — новозеландский и фиджийский регбист[71].
- Виноградов, Герман Игоревич (64) — российский художник-акционист, поэт и музыкант, сценограф, режиссёр, актёр[72].
- Куломзин, Александр Владимирович (65) — советский и российский актёр, танцор и хореограф, заслуженный артист России[73].
- Лукьянович, Александр Владимирович (33) — украинский военнослужащий, участник российско-украинской войны, Герой Украины (2022, посмертно), погиб при авиационном ударе[74][75].
- Ле Руайе, Мишель[фр.] (89) — французский киноактёр[76].
- Мамедов, Алибаба Балахмед оглы (92) — советский и азербайджанский исполнитель мугама, народный артист Азербайджанской ССР (1989)[77].
- Матуляк, Геннадий Васильевич (44) — украинский военный, подполковник, участник российско-украинской войны, Герой Украины (2022, посмертно); погиб в бою[78].
- Оксанченко, Александр Яковлевич (53) — украинский лётчик, полковник, участник российско-украинской войны, Герой Украины (2022, посмертно); погиб в воздушном бою[79].
- Сапило, Виталий Романович (21) — украинский военнослужащий, лейтенант Вооружённых сил Украины, участник российско-украинской войны, Герой Украины (2022, посмертно); погиб при авиационном ударе[80].
- Форк, Фарра (54) — американская актриса[81].
- Цоволас, Димитрис (79) — греческий государственный деятель, министр финансов (1985—1989)[82].

## 24 февраля

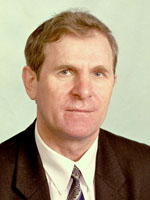
Валентин Бакулин

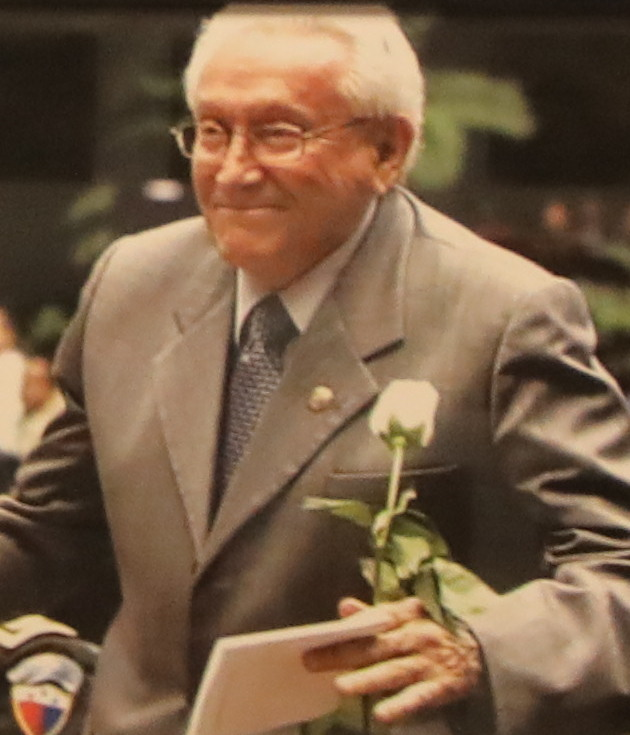
Роберто Карпио

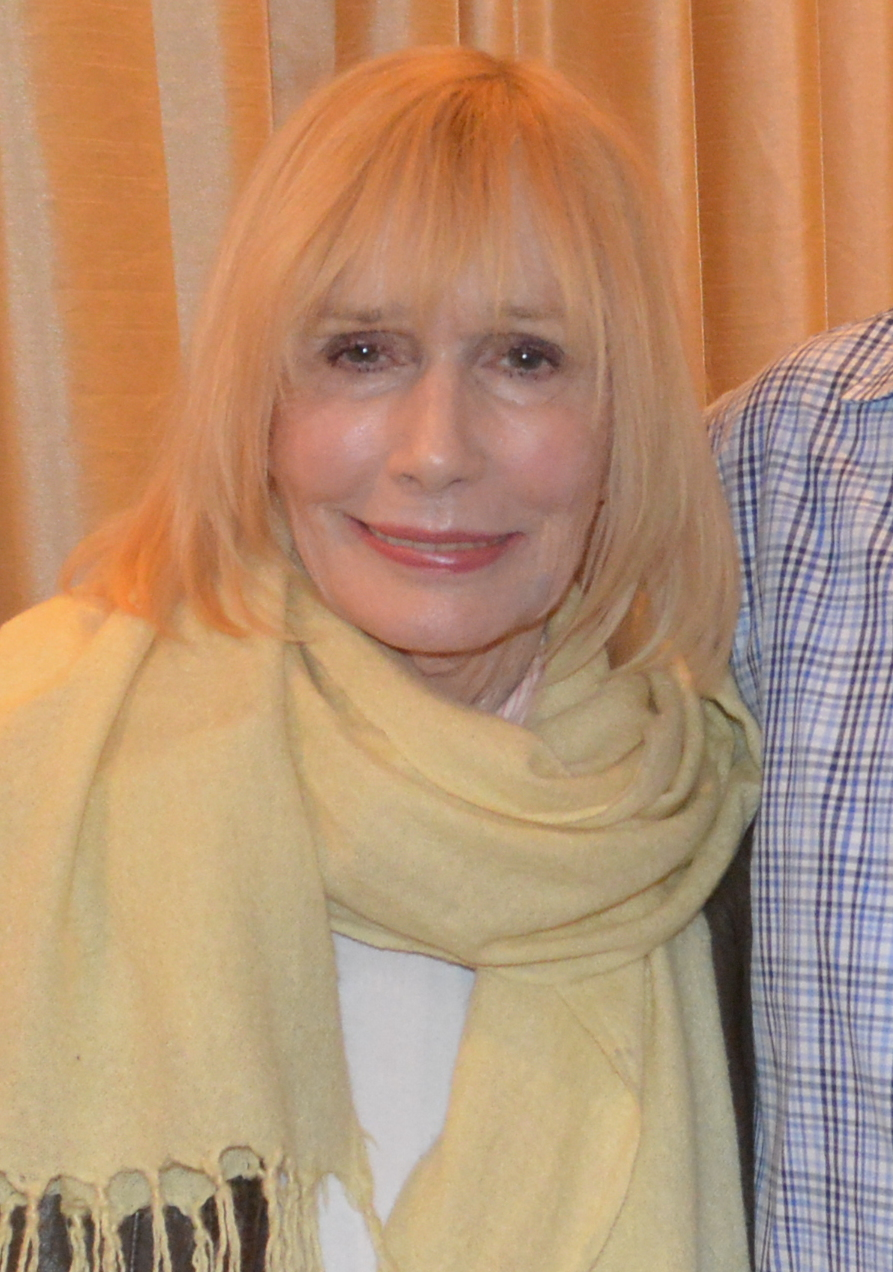
Салли Келлерман

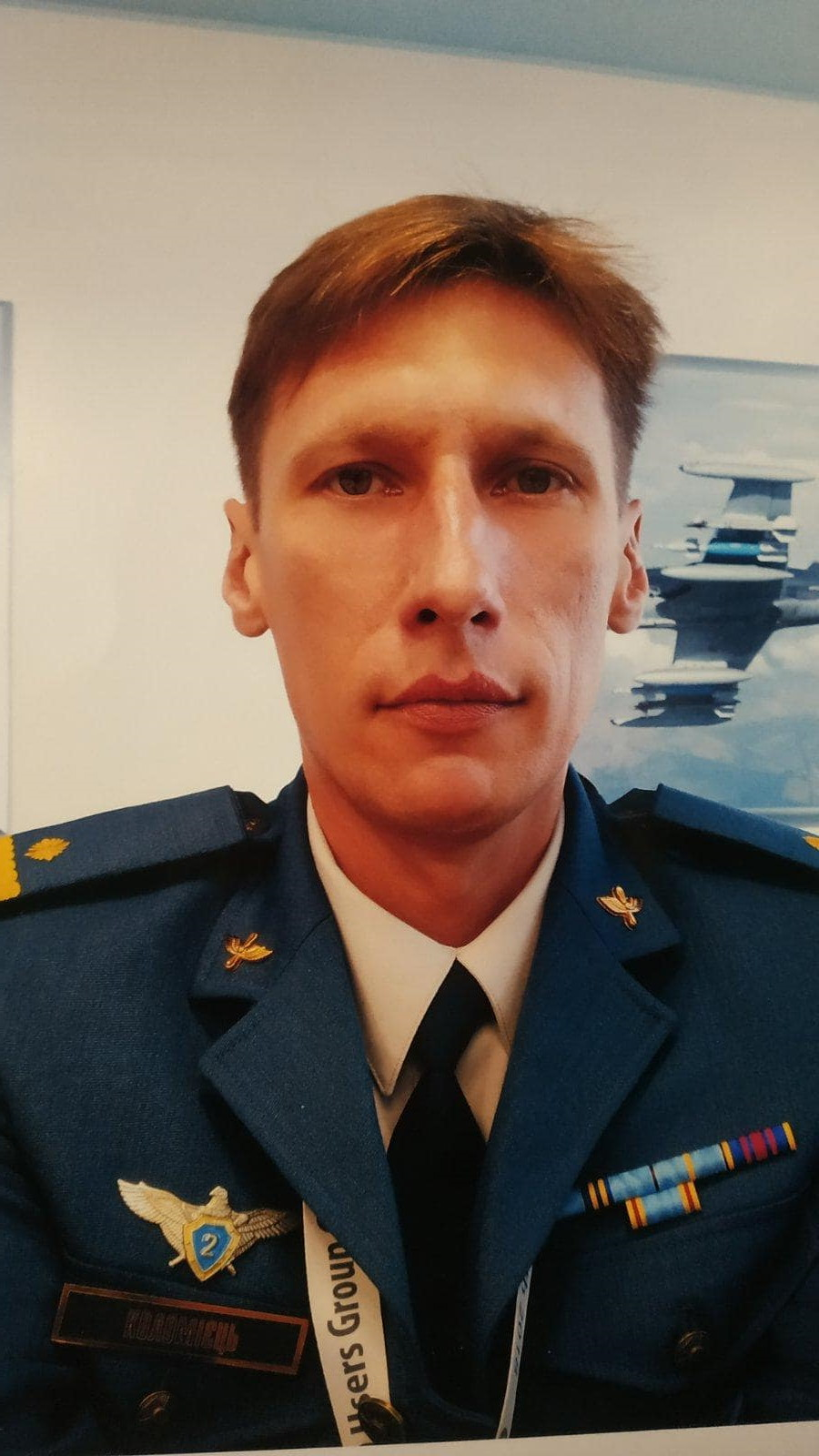
Дмитрий Коломиец

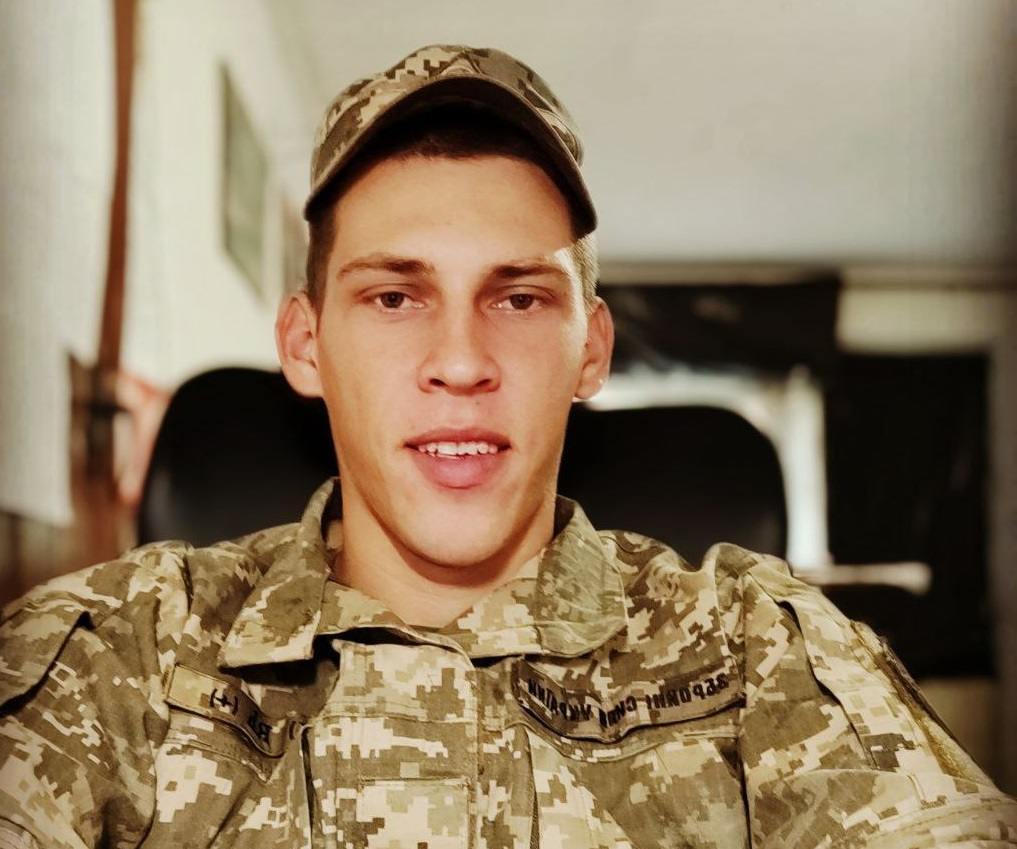
Виталий Мовчан

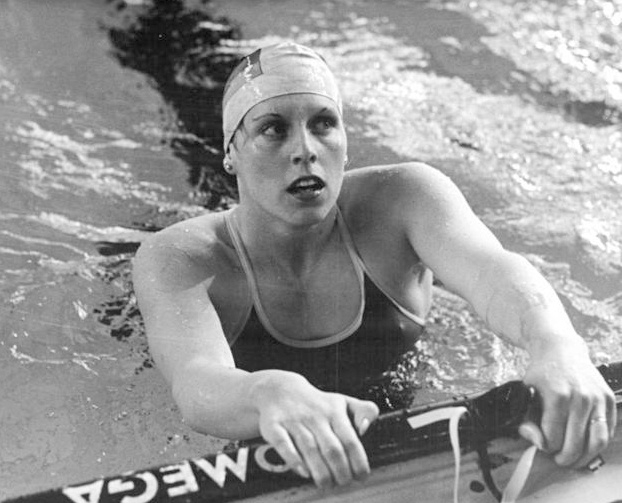
Катлин Норд

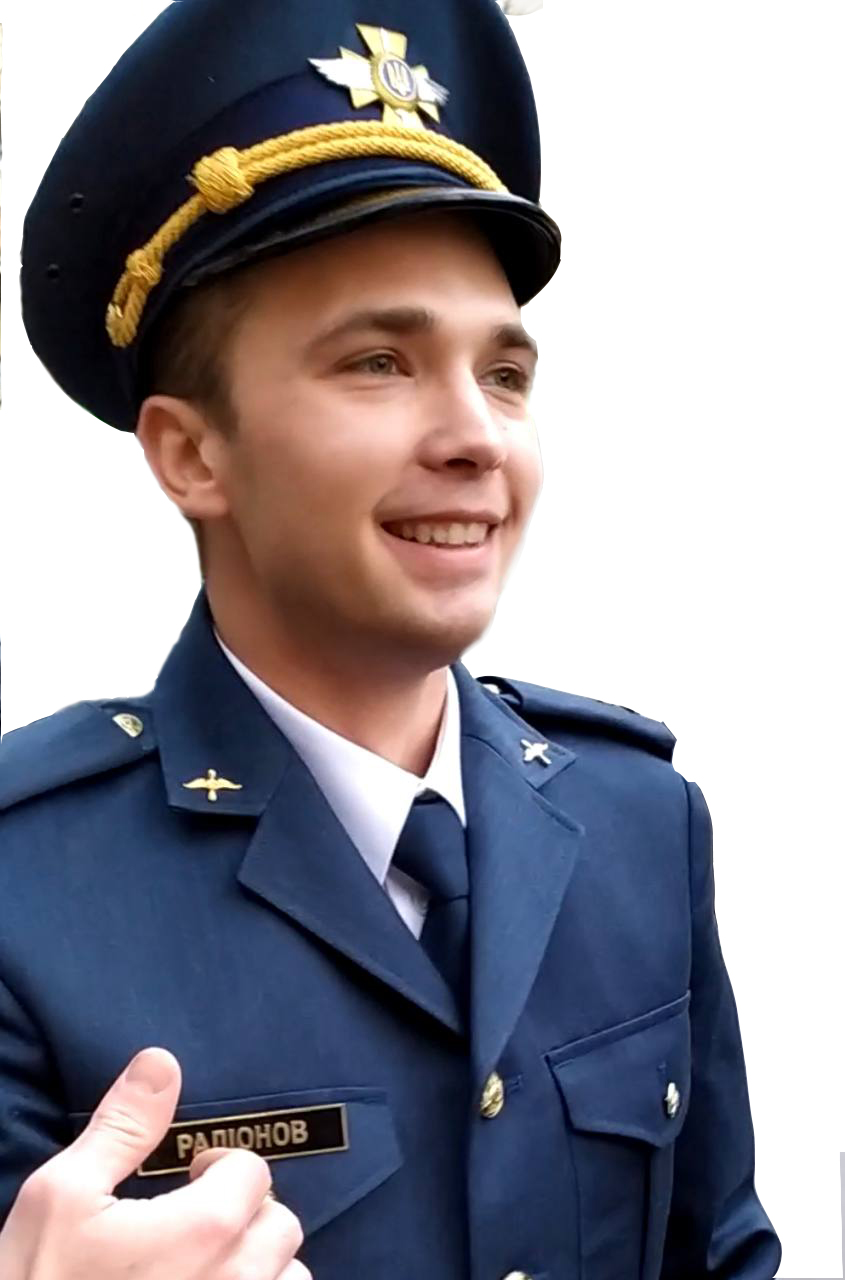
Вячеслав Радионов

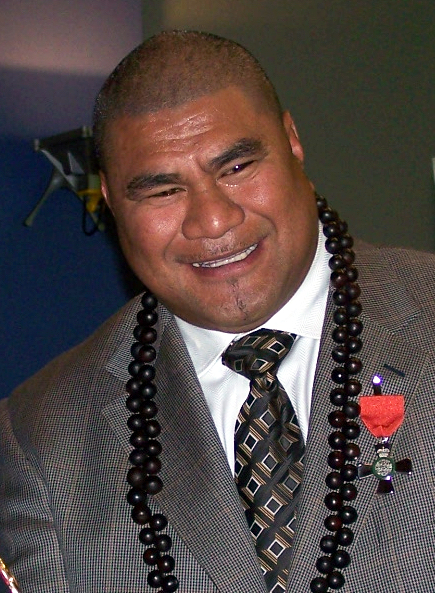
Ва’айга Туигамала

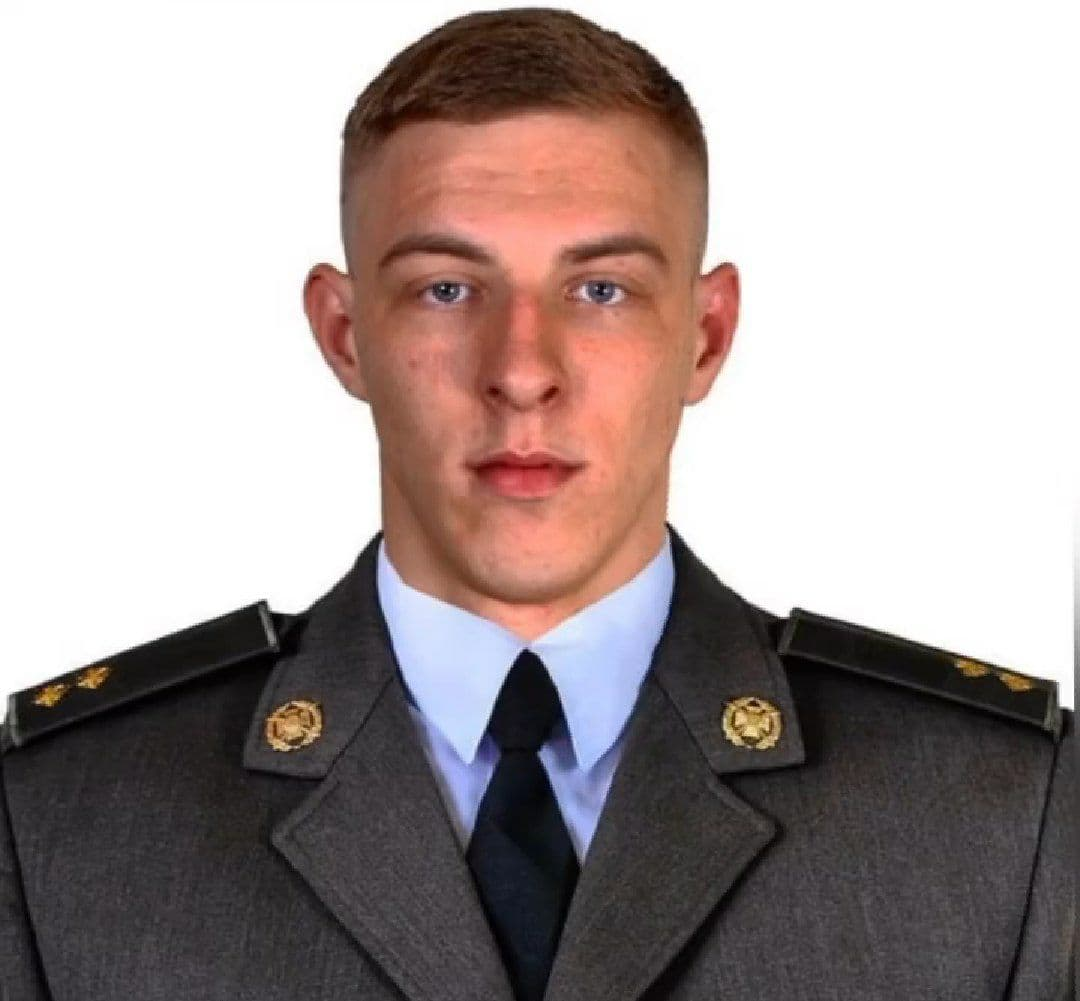
Владислав Украинец

- Бакулин, Валентин Иванович (77) — советский и российский государственный и политический деятель, член Совета Федерации (2001—2004)[83].
- Вагоровский, Эдуард Николаевич (56/57) — украинский военнослужащий, подполковник, участник российско-украинской войны, Герой Украины (2022, посмертно); (погиб в бою)[84][85].
- Гаджимагомедов, Нурмагомед Энгельсович (25) — российский военнослужащий, гвардии старший лейтенант, участник российско-украинской войны, Герой Российской Федерации (посмертно, 2022); погиб в бою[86].
- Гаэта, Гоффредо[итал.] (84) — итальянский художник-керамист и скульптор[87].
- Геворкян, Геворк Арутюнович (70) — советский и российский скульптор, заслуженный художник Российской Федерации (2004), член Союза художников РФ[88].
- Гомоля, Ян (80) — польский футболист[89].
- Дебелка, Дмитрий Владимирович (46) — белорусский борец греко-римского стиля, бронзовый призёр летних Олимпийских игр (2000), заслуженный мастер спорта Беларуси[90].
- Ерко, Вячеслав Владимирович (36) — украинский военный лётчик, подполковник, участник российско-украинской войны, Герой Украины (2022, посмертно); погиб в бою[91].
- Ермилов, Александр Сергеевич (80) — советский и российский учёный, доктор технических наук, профессор Пермского политехнического университета, разработчик новых полимерных материалов[92].
- Ивашко, Андрей Александрович (41) — украинский военнослужащий, участник российско-украинской войны, Герой Украины (2022, посмертно); погиб в бою[93].
- Каеги, Уолтер (84) — американский историк-византинист, эмерит-профессор Восточного института Чикагского университета[94].
- Карпио, Роберто (91) — гватемальский государственный деятель, вице-президент Гватемалы (1986—1991)[95].
- Келлерман, Салли (84) — американская актриса и певица[96].
- Коломиец, Дмитрий Валерьевич (48) — украинский военный лётчик-истребитель, майор, участник российско-украинской войны, Герой Украины (2022, посмертно); погиб в воздушном бою[78].
- Косторнов, Анатолий Григорьевич (84) — советский и украинский учёный, специалист в области материаловедения, академик НАНУ (2003)[97].
- Линкольн, Генри (91) — английский писатель, сценарист, актёр (о смерти объявлено в этот день)[98].
- Лэнди, Джон (91) — австралийский бегун на средние дистанции и государственный деятель, бронзовый призёр летних Олимпийских игр (1956) в беге на 1500 метров, губернатор Виктории (2001—2006)[99].
- Мовчан, Виталий Анатольевич (23) — украинский военный, лейтенант, участник российско-украинской войны, Герой Украины (2022, посмертно); погиб при авиационном ударе[100].
- Несолёный, Михаил Михайлович (33) — украинский военнослужащий, участник российско-украинской войны, Герой Украины (2022, посмертно); погиб в бою[101].
- Никончук, Андрей Валерьевич (29) — украинский военнослужащий, участник российско-украинской войны, Герой Украины (2022, посмертно); погиб при бомбовом и ракетном ударе[102].
- Норд, Катлин (56) — восточногерманская пловчиха, чемпионка Олимпийских игр (1988)[103].
- Пачаравирапонг, Нида[англ.] (37) — тайская актриса, модель, певица и автогонщица[104].
- Радионов, Вячеслав Денисович (25) — украинский военный, старший лейтенант, участник российско-украинкой войны, Герой Украины (2022, посмертно); погиб в бою[100].
- Скакун, Виталий Владимирович (25) — украинский военнослужащий, участник российско-украинской войны, Герой Украины (2022, посмертно); погиб при подрыве моста[105][106].
- Старова, Люан[англ.] (80) — югославский и северомакедонский албанский писатель[107].
- Туигамала, Ва’айга (52) — новозеландский и самоанский регбист[108].
- Украинец, Владислав Петрович (22) — украинский военнослужащий, лейтенант, участник российско-украинской войны, Герой Украины (посмертно, 2022); погиб в бою[109].
- Христова, Иванка (80) — болгарская легкоатлетка, чемпионка Олимпийских игр в толкании ядра (1976)[110].

## 23 февраля

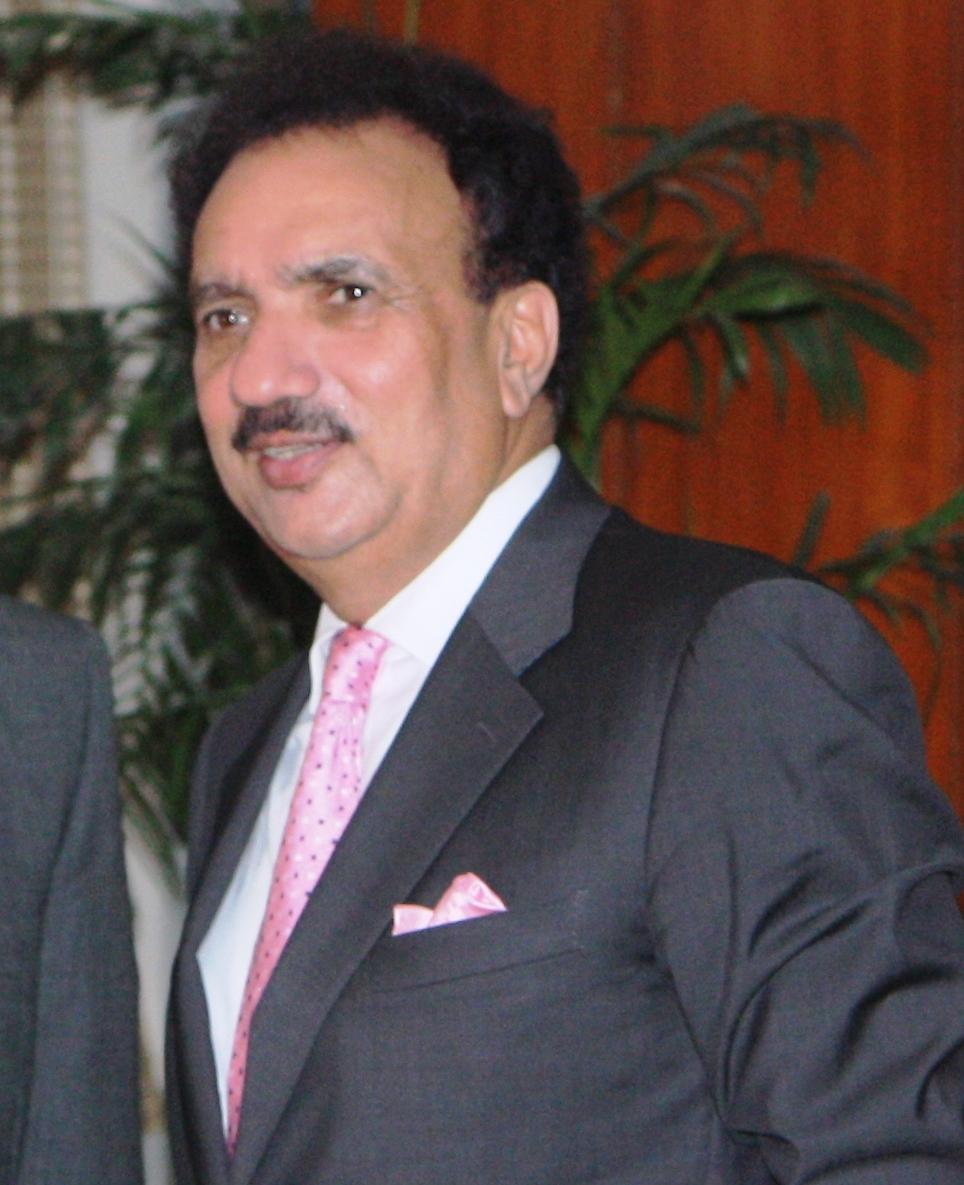
Рехман Малик

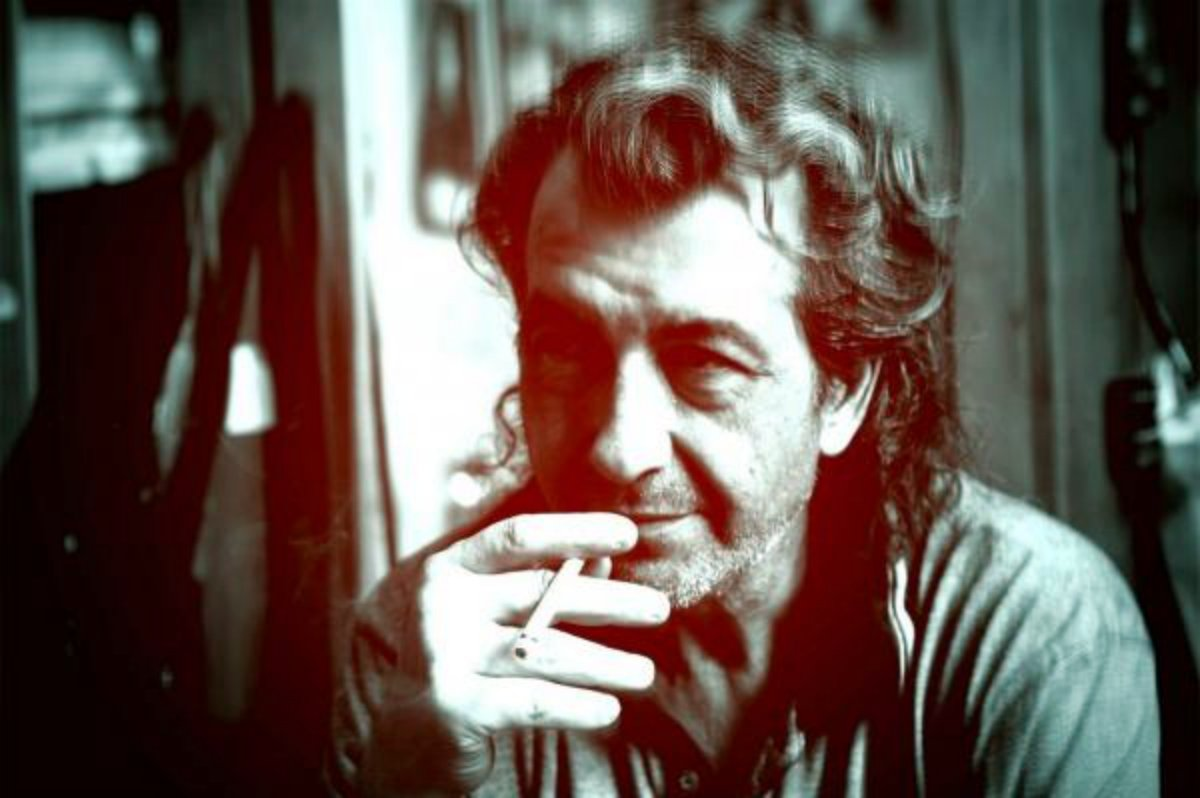
Эдуард Срапионов

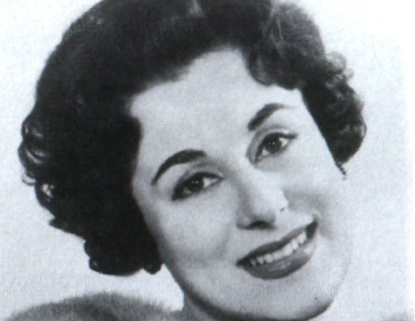
Антониетта Стелла

- Андрианов, Иван Фёдорович (95) — советский пионер-герой периода Великой Отечественной войны[111].
- Анкуда, Евгений Кириллович[значимость?] (91) — советский и белорусский баскетболист и спортивный функционер, президент Федерации хоккея Беларуси[112].
- Барбоза-Лима, Карлуш[англ.] (77) — бразильский гитарист[113].
- Бирштейн, Татьяна Максимовна (93) — советский и российский физик, доктор физико-математических наук, заслуженный деятель науки Российской Федерации (1998)[114].
- Заре, Ион Адриан (62) — румынский футболист и тренер[115].
- Куусисто, Яакко[фин.] (48) — финский композитор, скрипач и дирижёр[116].
- Малик, Рехман (70) — пакистанский государственный деятель, министр внутренних дел (2008—2013)[117].
- Сирлин, Альберто (91) — аргентинский и американский физик, профессор Нью-Йоркского университета, лауреат премии Гумбольдта (1997) и премии Сакураи (2002)[118]
- Скрыпник, Алексей Алексеевич (57) — украинский политический деятель, депутат Верховной Рады Украины[119].
- Срапионов, Эдуард Альбертович (60) — российский музыкант-экспериментатор[120].
- Стелла, Антониетта (92) — итальянская оперная певица (сопрано)[121].
- Хурумов, Хусен Хаджимосович[значимость?] (75) — советский и российский адыгейский писатель и журналист[122].
- Riky Rick (34) — южноафриканский рэпер, певец и автор песен; самоубийство[123].
- Чуркин, Сергей Борисович (52) — российский актёр, артист Архангельского театра драмы им. М. В. Ломоносова, заслуженный артист Российской Федерации (2011)[124].
- Щербак, Галина Иосифовна (91) — советский и украинский акаролог, доктор биологических наук (1980), профессор (1986)[125].
- Ямалетдинов, Ильис Миниахметович (85) — советский и российский художник декоративно-прикладного искусства[126].

## 22 февраля

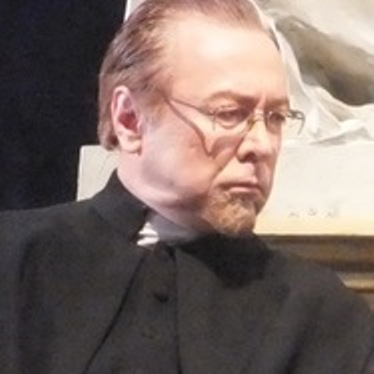
Олег Вавилов

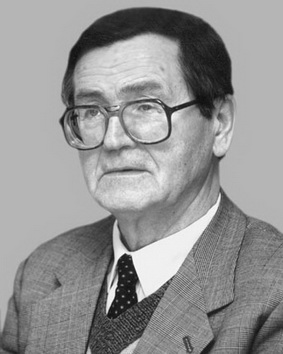
Иван Дзюба

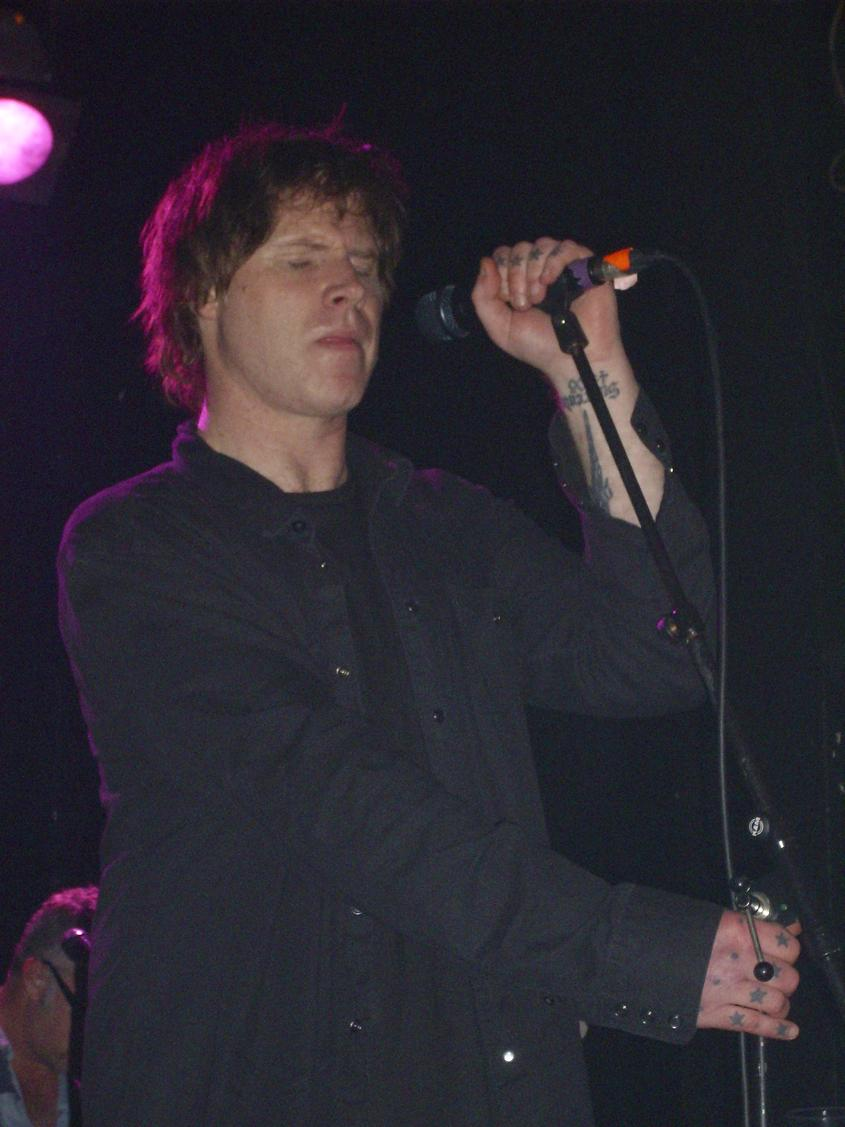
Марк Ланеган

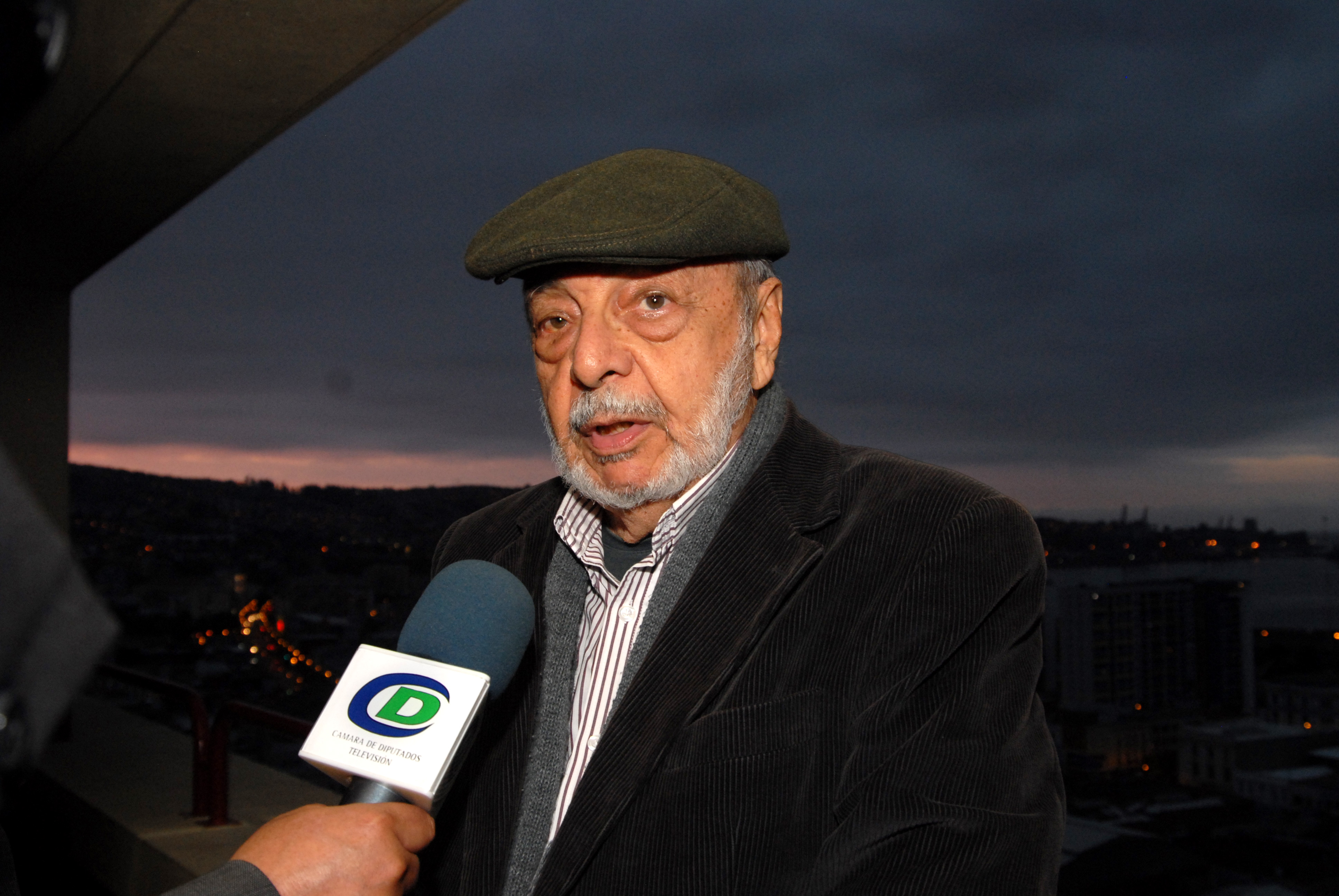
Жералду Сарну

- Ангуракис, Христос[англ.] (69) — греческий паралимпийский спортсмен, неоднократный призёр летних Паралимпийких игр (1988, 1992, 2004) в метании молота и метании копья[127].
- Беван, Стюарт[англ.] (73) — британский киноактёр[128].
- Вавилов, Олег Михайлович (72) — советский и российский актёр театра и кино, народный артист Российской Федерации (1996)[129].
- Виси, Джозефин[англ.] (91) — британская оперная певица (меццо-сопрано)[130].
- Гедрайтис, Хенрикас[лит.] (82) — советский и литовский баскетболист и тренер[131].
- Джалилов, Кямиль Джалил оглы (84) — советский и азербайджанский гобоист, народный артист Азербайджана (2000)[132].
- Дзюба, Иван Михайлович (90) — советский и украинский литературовед, публицист и правозащитник, литературный критик, Герой Украины (2001), действительный член НАНУ (1992), министр культуры Украины (1992—1994)[133].
- Коршунов, Иван Александрович (93) — советский борец классического стиля и тренер, чемпион и призёр чемпионатов СССР, заслуженный тренер БССР (1964) и СССР (1984)[134].
- К.П.А.С. Лалита (73) — индийская актриса, двукратный лауреат Национальной кинопремии за лучшую женскую роль второго плана (1991, 2001)[135].
- Ланеган, Марк (57) — американский музыкант, певец и автор песен[136].
- Лебедев, Роман Евгеньевич[значимость?] (51) — российский киносценарист[137].
- Сарну, Жералду (83) — бразильский кинорежиссёр и киносценарист[138].
- Селес, Джон[значимость?] (64) — американский актёр, продюсер, фокусник и шоумен[139].
- Шафиков, Ягсуф Дулмуганович[значимость?] (85) — советский и российский писатель, публицист и государственный деятель[140].

## 21 февраля

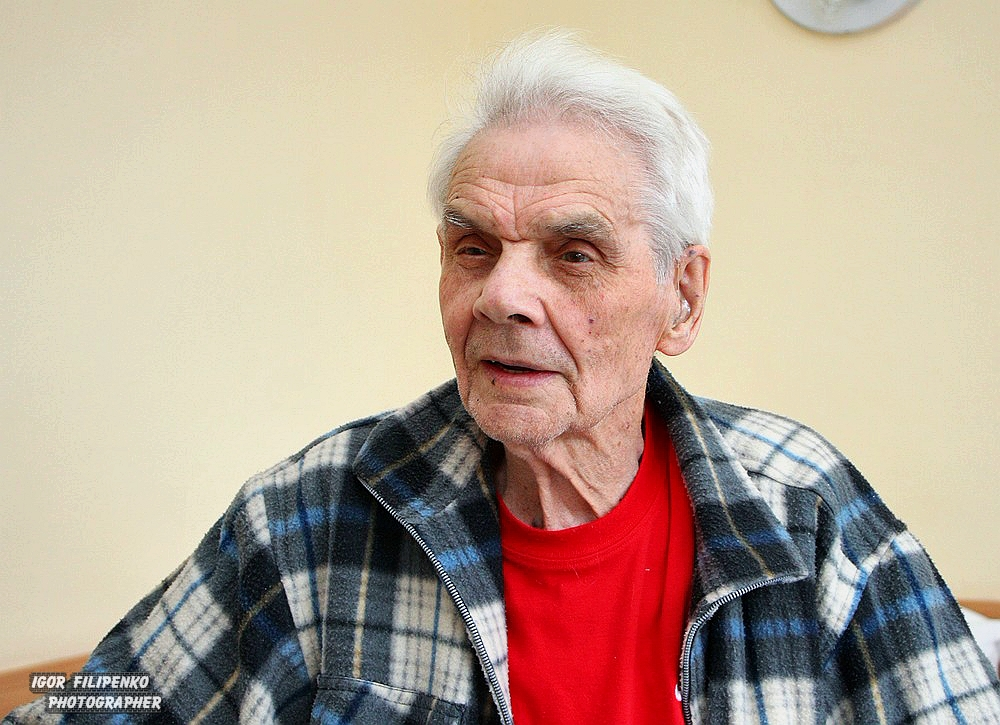
Николай Литус

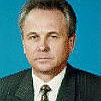
Анатолий Турусин

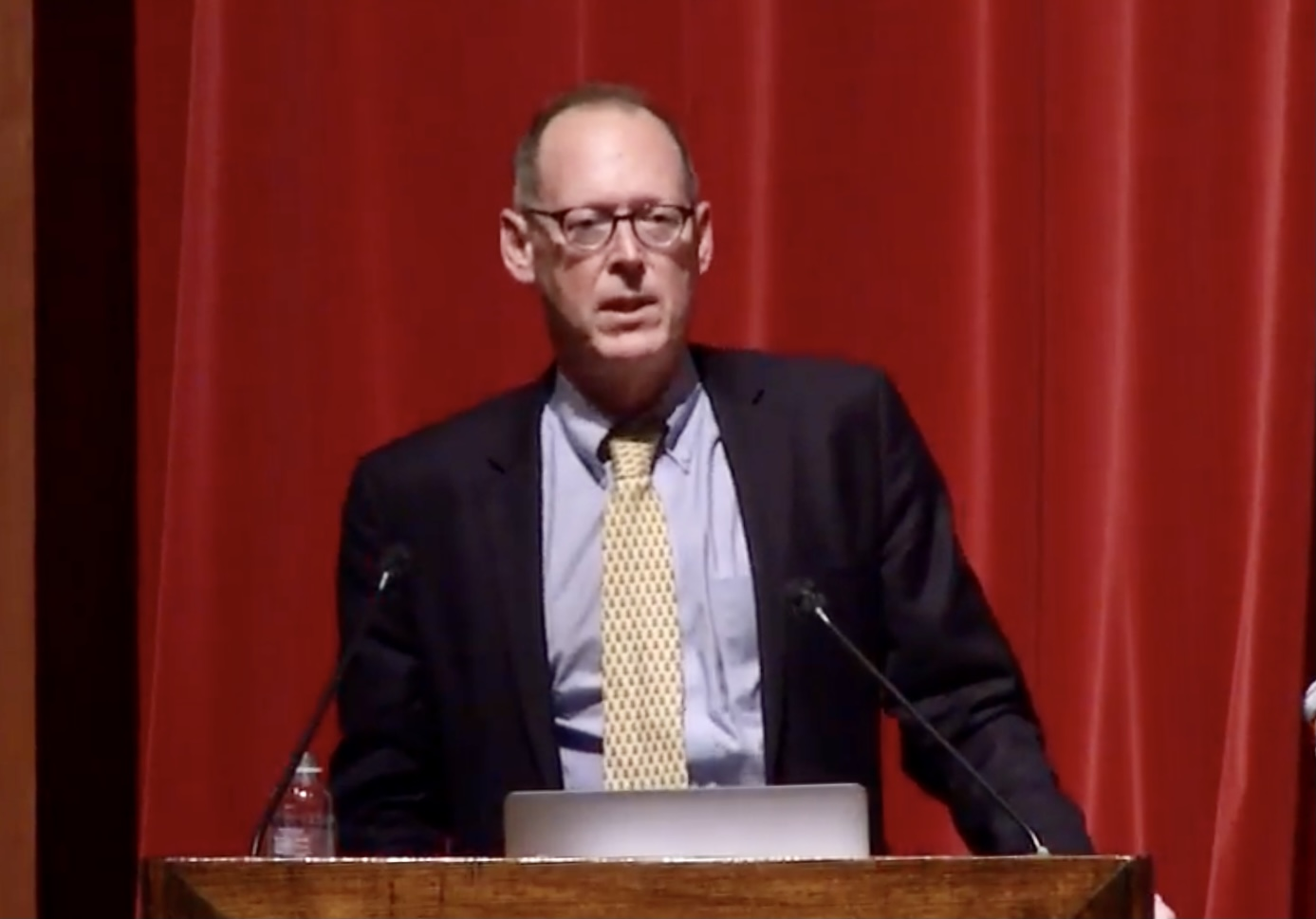
Пол Фармер

- Абреу, Хулио (67) — парагвайский пловец, участник Олимпийских игр (1976)[141].
- Арад, Нава[ивр.] (83) — израильская политическая деятельница, депутат Кнессета[142].
- Василяускас, Бернардас[лит.] (83) — советский и литовский пианист и органист, победитель Конкурса пианистов и органистов имени Чюрлёниса (1968)[143].
- Вахид, Абдул (85) — пакистанский игрок в хоккей на траве, чемпион Олимпийских игр (1960)[144].
- Грицан, Виталий Фёдорович (75) — советский и российский военачальник, генерал-полковник, командующий войсками Северо-Восточного пограничного округа (1995—1998), Председатель Координационной службы СКПВ (1998—2008)[145].
- Кабалин, Владимир Николаевич (74) — советский и российский актёр театра и кино, заслуженный артист России (1993)[146].
- Касумов, Сибирбаг Магомедович (75) — советский и российский дагестанский поэт, народный поэт Дагестана[147].
- Кобылянский, Владимир Дмитриевич (93) — советский и российский биолог-селекционер, доктор биологических наук, профессор[148].
- Литус, Николай Игнатьевич (97) — советский и украинский кинорежиссёр, заслуженный деятель искусств Украины (2005)[149].
- Матушик, Иван[словац.] (91) — чехословацкий и словацкий архитектор[150].
- Симоненкова, Ирина Викторовна — советский и российский тренер по художественной гимнастике, заслуженный тренер Российской Федерации (2000), тренер олимпийских чемпионов Ирины Зильбер и Елены Мурзиной[151].
- Турусин, Анатолий Афанасьевич (82) — советский и российский государственный, политический и партийный деятель, депутат Государственной Думы первого и второго созыва (1993—1999)[152].
- Фармер, Пол (62) — американский медицинский антрополог, врач, общественный деятель, международный эксперт в области здравоохранения[153].
- Шеперд, Ричард[англ.] (79) — британский политический деятель, член Парламента Великобритании[154].
- Эмери, Джон (90) — канадский бобслеист, чемпион зимних Олимпийских игр (1964)[155].
- Юдин, Александр Валерьевич (52) — советский и белорусский хоккеист, экс-защитник московского «Динамо», мастер спорта России международного класса, чемпион мира среди молодёжи, двукратный чемпион СССР, чемпион СНГ, абсолютный чемпион России, обладатель кубка МХЛ[156].

## 20 февраля

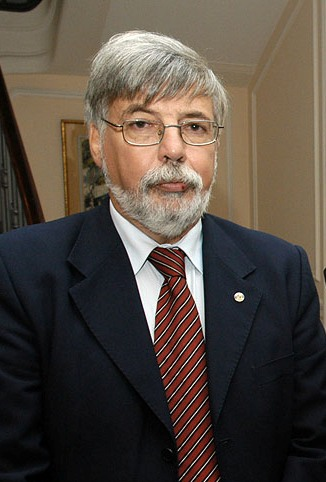
Эдуардо Бономи

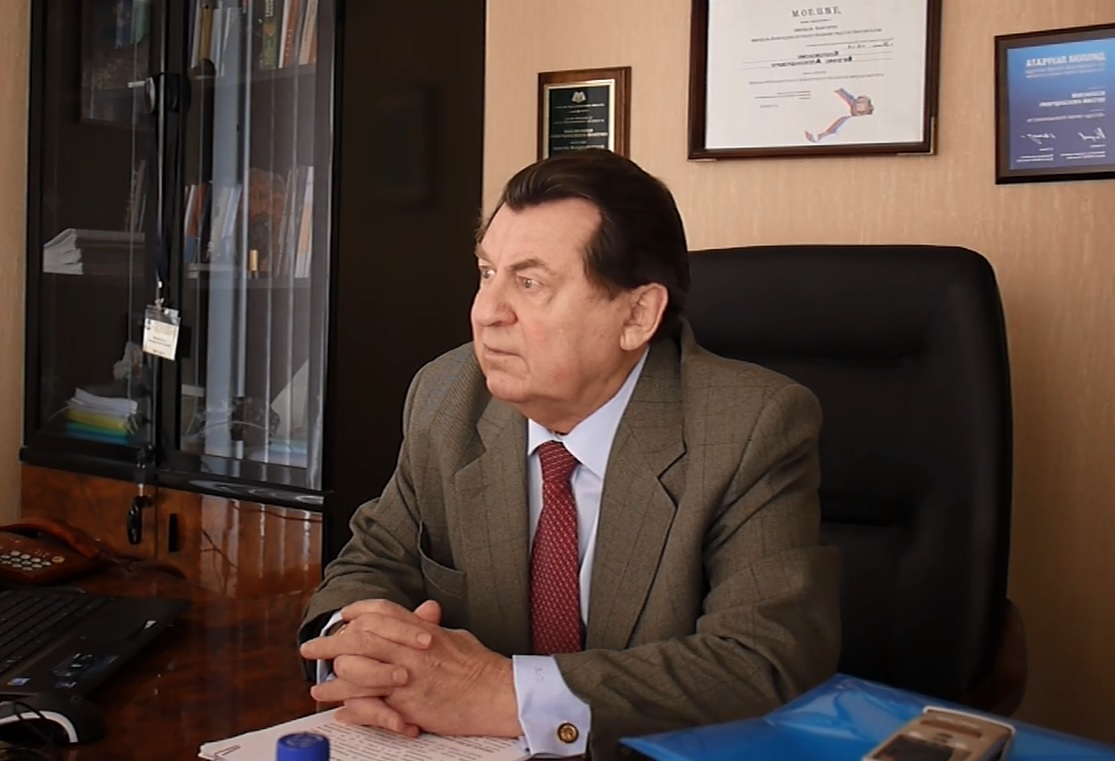
Евгений Козловский

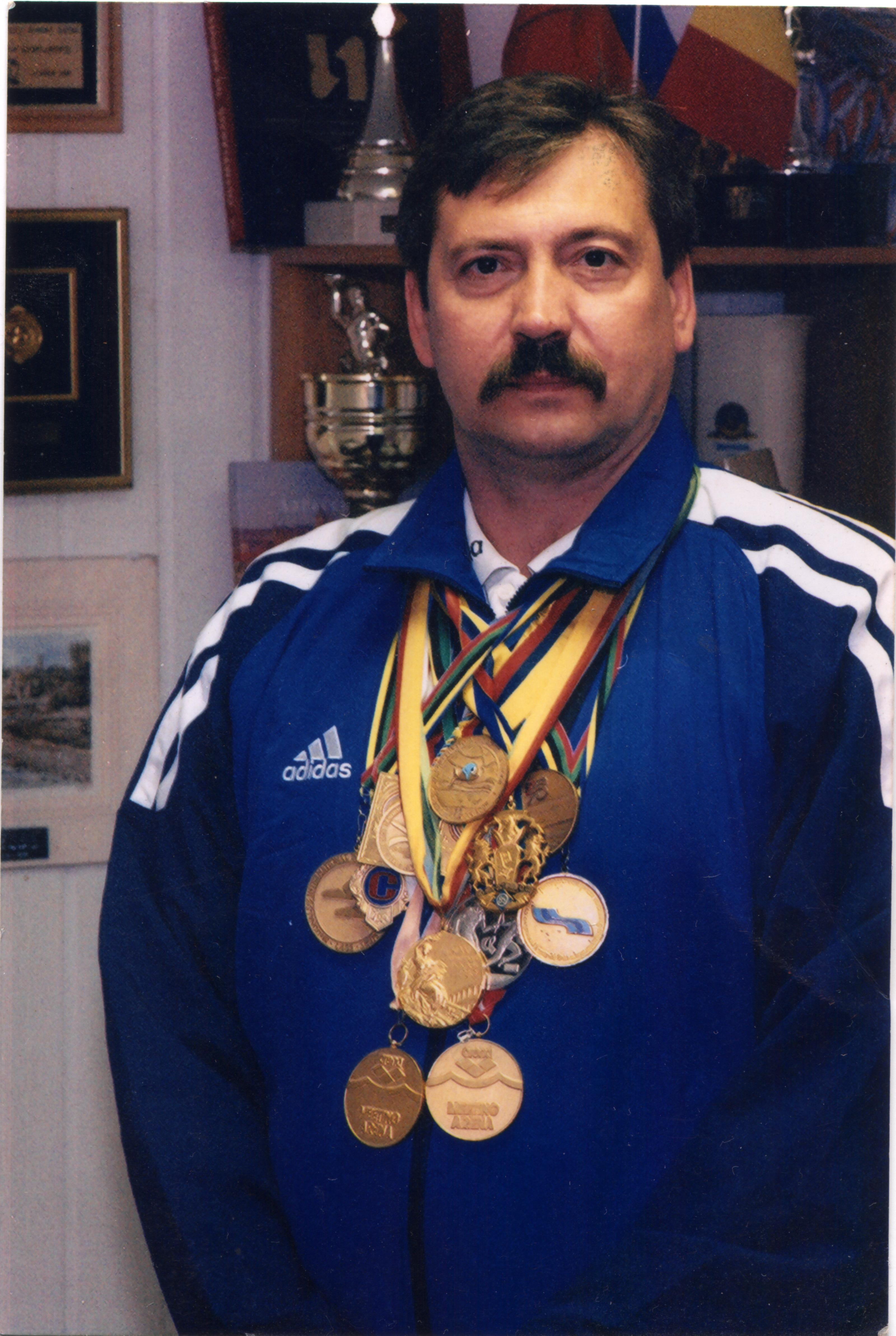
Александр Сидоренко

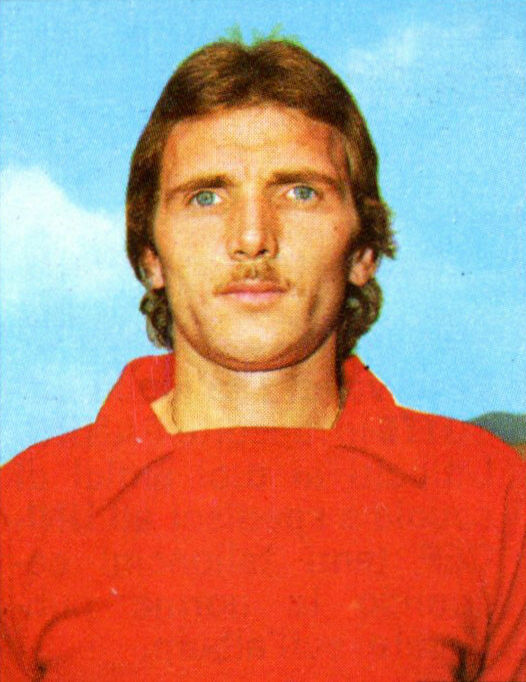
Пьерлуиджи Фрозио

- Бебко, Василий Степанович (89) — советский, российский дипломат, чрезвычайный и полномочный посол СССР/Российской Федерации в Либерии (1987—1992)[157].
- Бономи, Эдуардо (73) — уругвайский государственный деятель, министр внутренних дел (2010—2020)[158].
- Василев, Ганчо (101) — болгарский футболист (ЦСКА София)[159].
- Воротников, Владимир Васильевич (81) — передовик советского производства, Герой Социалистического Труда (1981)[160].
- Гайссер, Томас (81) — американский физик, известный своими работами по физике космических лучей и космомикрофизике.
- Гирсон, Арон Исакович (83) — советский футболист[161].
- Данциг, Евелина Марковна (89) — советский и российский энтомолог, доктор биологических наук, сотрудник Зоологического института РАН[162]
- Ерицян, Мартин Шагенович[англ.] (90) — советский и армянский скрипач, лютнист, мастер по изготовлению струнных инструментов, профессор Ереванской государственной консерватории им. Комитаса[163].
- Зорин, Михаил Петрович (98) — ветеран Великой Отечественной войны[164].
- Козловский, Евгений Александрович (92) — советский и российский геолог и государственный деятель, министр геологии СССР (1975—1989)[165][166].
- Королёва, Нина Валериановна (88) — советская и российская поэтесса, литературовед[167].
- Лебедева, Раиса Андреевна (87) — передовик советской промышленности, мастер научно-производственного объединения имени С. М. Кирова Министерства машиностроения СССР, город Пермь, Герой Социалистического Труда (1975)[168].
- Мейсснер, Кристина[англ.] (88) — польский театральный режиссёр, заслуженный деятель культуры Польши, лауреат медали Гёте (2014)[169].
- Мадуров, Фёдор Иванович (79) — советский и российский чувашский скульптор и график[170].
- Мосягина, Раиса Андреевна (85) — советский передовик производства, Герой Социалистического Труда (1975)[171].
- Пеленский, Ярослав Богданович (92) — американский историк и политолог, иностранный член АНУ/НАНУ (1992)[172].
- Простаков, Николай Иванович (80) — советский и российский биолог, директор биологического центра Воронежского государственного университета «Веневитиново»[173].
- Роси, Квази (73) — бангладешская поэтесса и политик, депутат Национальной ассамблеи Бангладеш (2014—2018)[174].
- Сайго, Тэрухико[англ.] (76) — японский певец и актёр, лауреат Japan Record Awards (1964)[175].
- Сидоренко, Александр Александрович (61) — советский пловец, чемпион Олимпийских игр (1980), заслуженный мастер спорта СССР (1980)[176].
- Строк, Феликс Николаевич (90) — советский, российский дипломат, чрезвычайный и полномочный посол СССР/Российской Федерации в Непале (1990—1993)[177].
- Тинамагомедов, Магомед Тинамагомедович (79) — российский военачальник, военный комиссар Дагестана (1997—2007), генерал-лейтенант[178].
- Фадера, Давда[англ.] — гамбийский дипломат, посол в США (с 2018)[179].
- Финкельштейн, Евгений Шмерович (84) — советский и российский учёный в области нефтехимии, доктор химических наук (1989), профессор, сотрудник ИНХС РАН[180].
- Фрозио, Пьерлуиджи (73) — итальянский футболист и тренер, игрок и капитан и тренер «Перуджи»[181].

## 19 февраля

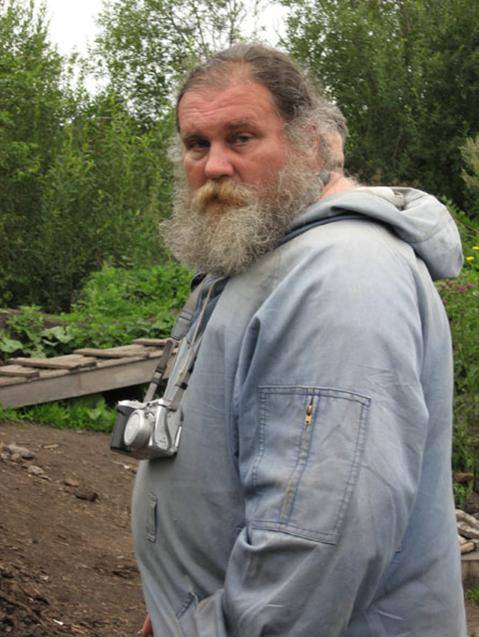
Сергей Белецкий

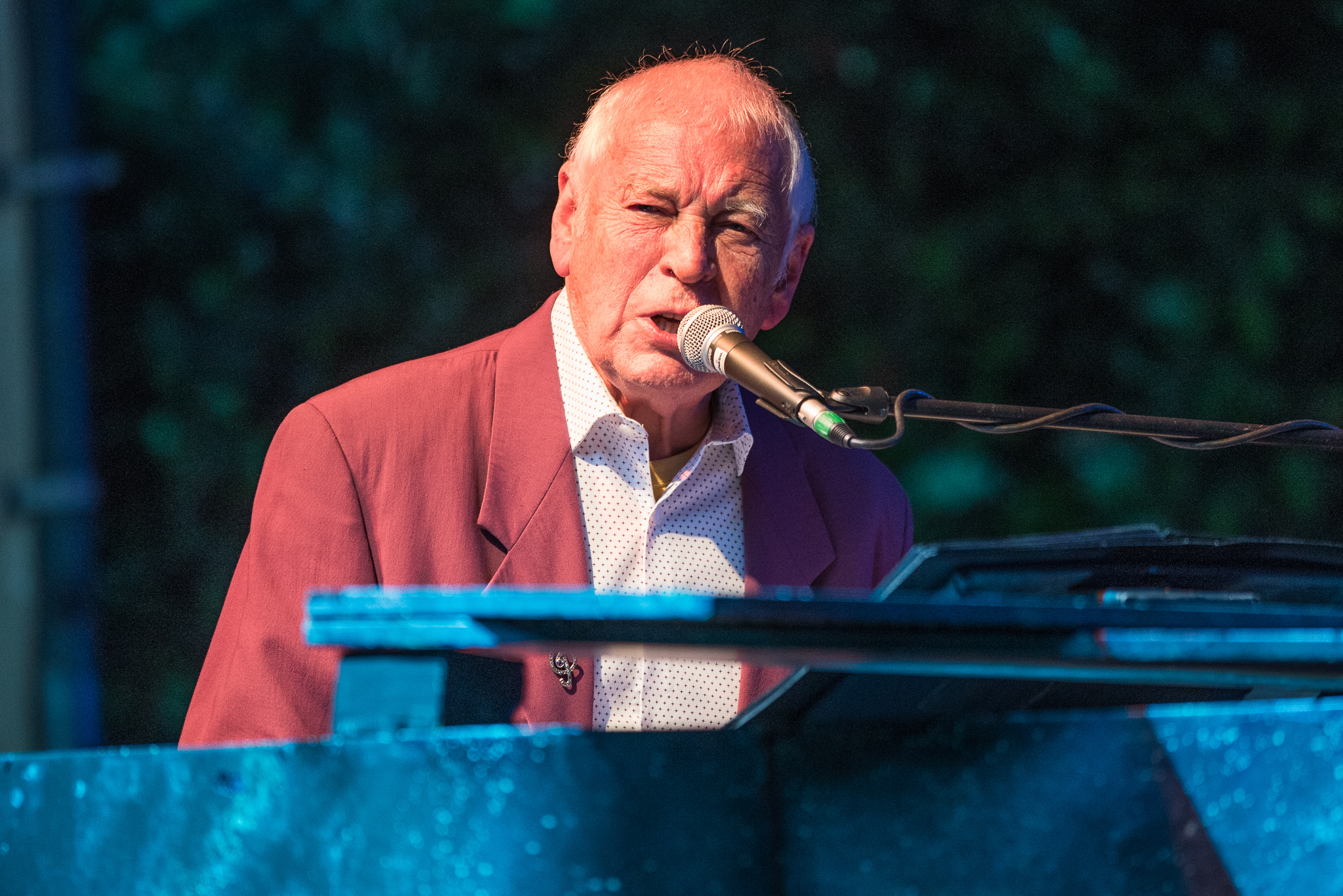
Гэри Брукер

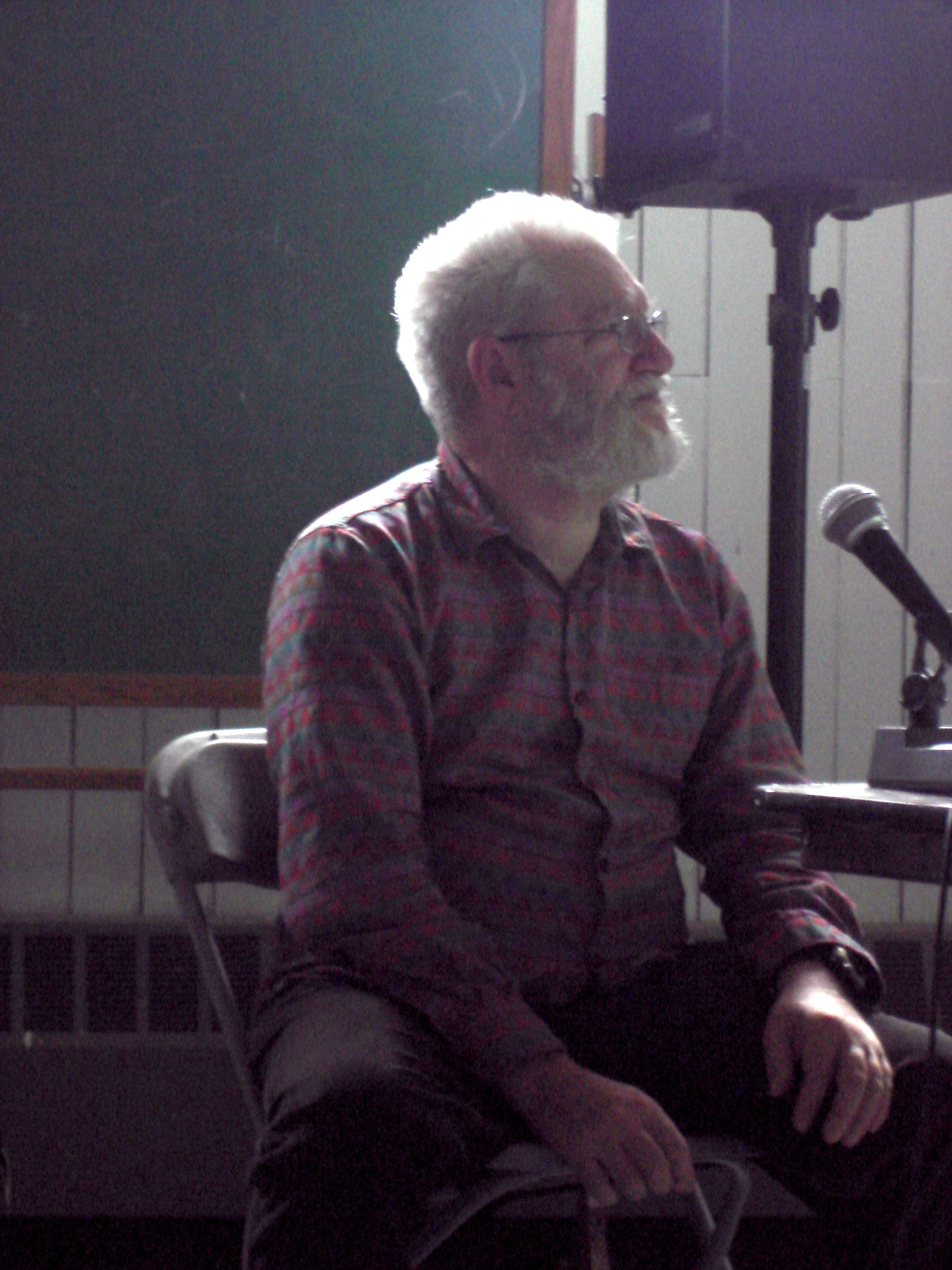
Дэн Грэм

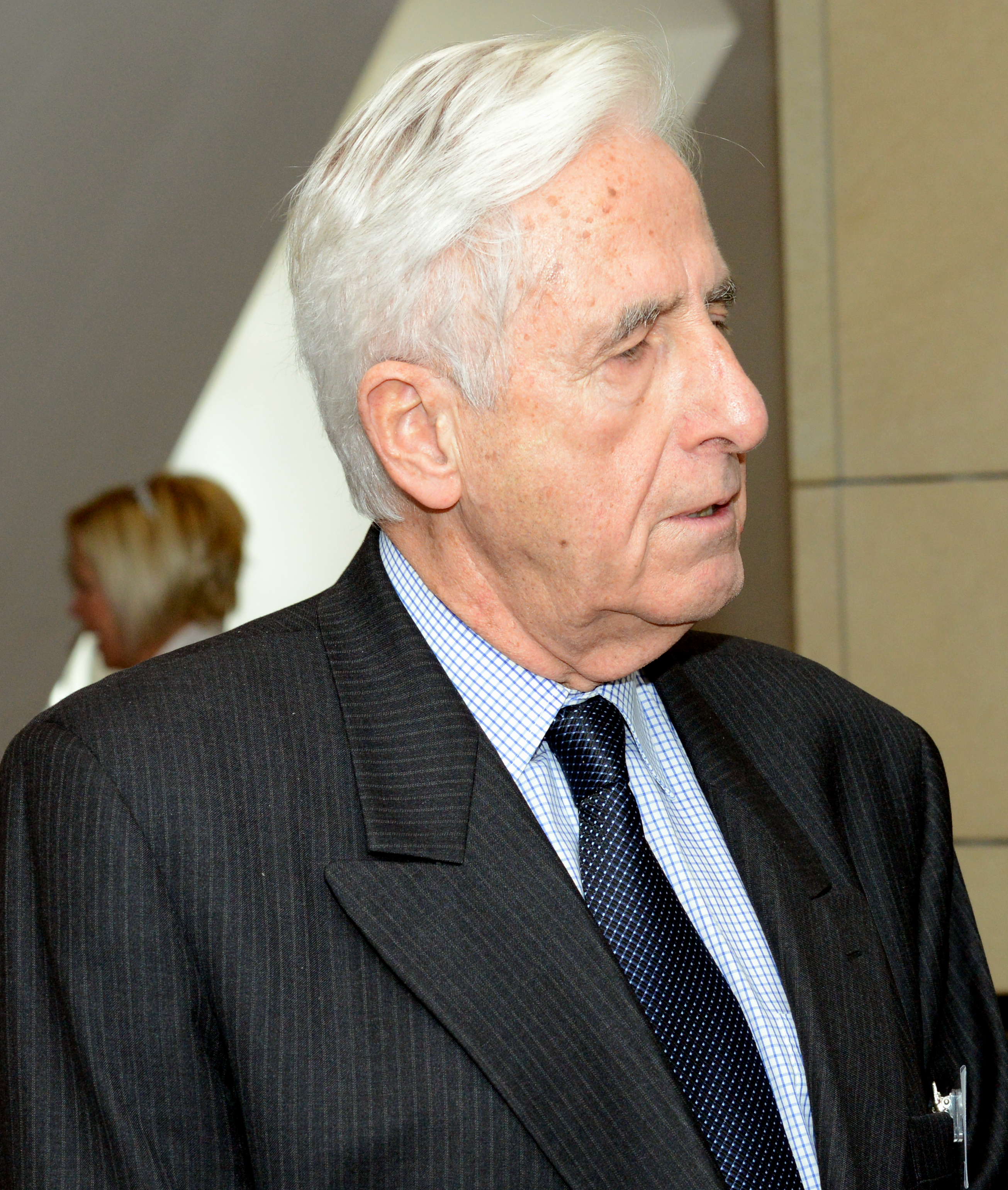
Жак Поос

- Баттерли, Найджел[англ.] (86) — австралийский композитор и пианист[182].
- Белецкий, Сергей Васильевич (68) — советский и российский археолог, историк, доктор исторических наук[183].
- Брукер, Гэри (76) — британский певец, музыкант и композитор, основатель и лидер рок-группы Procol Harum[184].
- Гатт, Чарльз[значимость?] (77) — мальтийский джазовый музыкант, организатор джазового фестиваля на Мальте[185].
- Грэм, Дэн (79) — американский скульптор и художник[186].
- Ихласи, Валид (86) — сирийский писатель[187].
- Кусаинов, Амангельды Кусаинович (79) — казахский историк, ректор Евразийского национального университета (1996—2000)[188].
- Марк, Хавьер (74) — мексиканский актёр и режиссёр[189].
- Мачаге, Уилфред (65) — кенийский политик, депутат Национальной ассамблеи Кении (2003—2013), сенатор (2013—2017)[190].
- Мимура, Какуити (90) — японский футболист, игрок национальной сборной[191].
- Нугуманов, Барый Минигалимович (85) — советский и российский башкирский писатель[192].
- Поос, Жак (86) — люксембургский государственный деятель, министр иностранных дел (1984—1999)[193].
- Раджеш[англ.] (89) — индийский киноактёр[194].
- Сахаров, Владимир Севастьянович (91) — советский и российский машиностроитель, главный инженер Курганского машиностроительного завода, лауреат Государственной премии СССР[195].
- Тардиоли, Франческа (57) — итальянский дипломат, посол Италии в Австралии; несчастный случай[196].
- Фрэнсис, Эмиль (95) — канадский хоккейный тренер («Нью-Йорк Рейнджерс»), член Зала хоккейной славы (1982)[197].
- Хрыняк, Ян[пол.] (51) — польский кинорежиссёр[198].

## 18 февраля

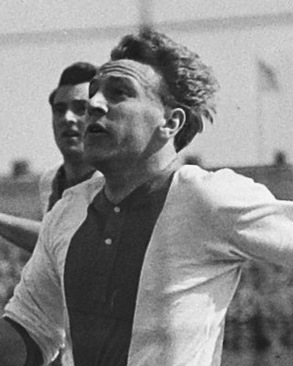
Ян Дитмейер

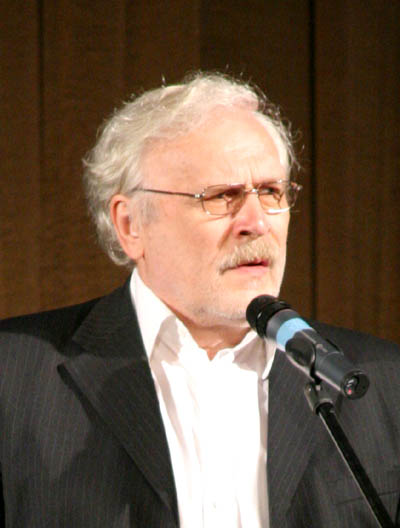
Борис Невзоров

- Балханов, Гавриил Иванович (87) — советский и российский деятель науки, ректор Бурятского института искусств и культуры (1990—1995)[199].
- Бах, Габриэль (94) — израильский юрист, судья Верховного суда Израиля (1982—1997), заместитель прокурора по обвинению Адольфа Эйхмана (1961)[200].
- Григорян, Масис Геворкович[арм.] (92) — советский и армянский художник[201].
- Гро, Франсуа (96) — французский биохимик, член Французской академии наук (1979), иностранный член РАН (1999)[202].
- Ди Бартоломео, Луиджи[итал.] (79) — итальянский политик, сенатор (2006—2008)[203].
- Дитмейер, Ян (93) — нидерландский футболист[204].
- Кулыяс, Табыл (86) — советский и казахстанский писатель[205].
- Маури (87) — испанский футболист, игрок «Атлетик Бильбао» и национальной сборной[206].
- Невзоров, Борис Георгиевич (72) — советский и российский актёр театра и кино, кинорежиссёр, педагог, народный артист Российской Федерации (2011)[207].
- Оганян, Альберт Арташесович (82) — советский, российский, армянский и грузинский писатель и филолог[208].
- Ольшванг, Владимир Николаевич (75) — советский и российский энтомолог[209].
- Перлман, Линдси[англ.] (43) — американская актриса (тело найдено в этот день)[210].
- Подканьский, Здзислав[пол.] (72) — польский политик и государственный деятель, министр культуры и искусства (1996—1997), депутат Сейма (1993—2004), депутат Европейского парламента (2004—2009)[211].
- Пулидо, Эктор (79) — мексиканский футболист, игрок национальной сборной, участник летних Олимпийских игр (1968) и чемпионата мира (1970)[212].
- Савченко, Александр Георгиевич (70) — казахстанский политический деятель, сенатор (2008—2014)[213].
- Сошинская, Кира Алексеевна (88) — советская и российская писательница и художник, вдова Кира Булычёва[214].
- Султанов, Шамиль Загитович (69) — российский политический деятель, депутат Государственной Думы четвёртого созыва (2003—2007)[215].
- Чаушян, Левон Александрович (75) — советский и армянский композитор (о смерти объявлено в этот день)[216].
- Юхтин, Геннадий Гаврилович (89) — советский и российский актёр театра и кино, народный артист Российской Федерации (1994)[217].
- Янов, Александр Львович (91) — советский и американский историк, политолог и публицист[218].

## 17 февраля

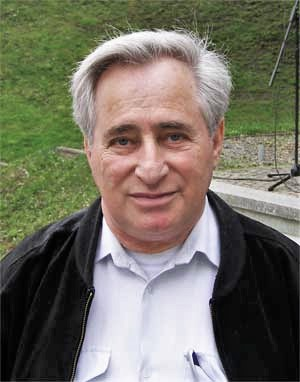
Яков Басин

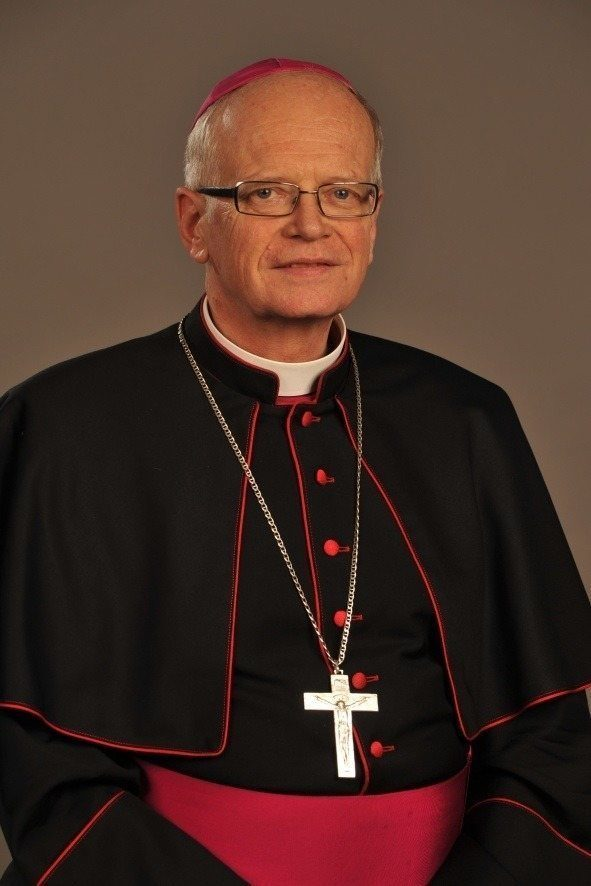
Франтишек Лобковиц

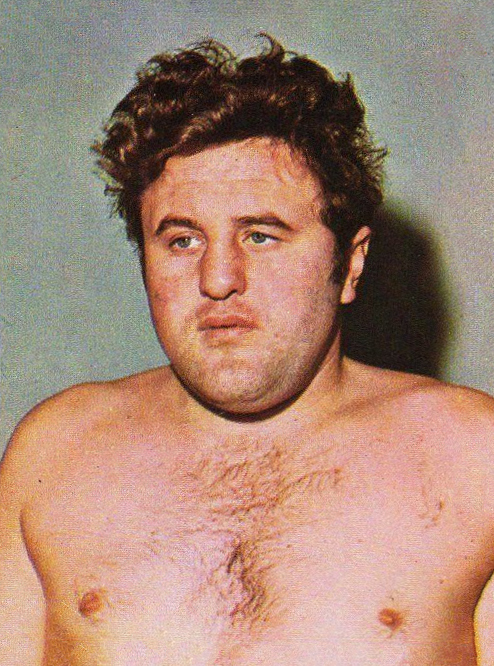
Джузеппе Рос

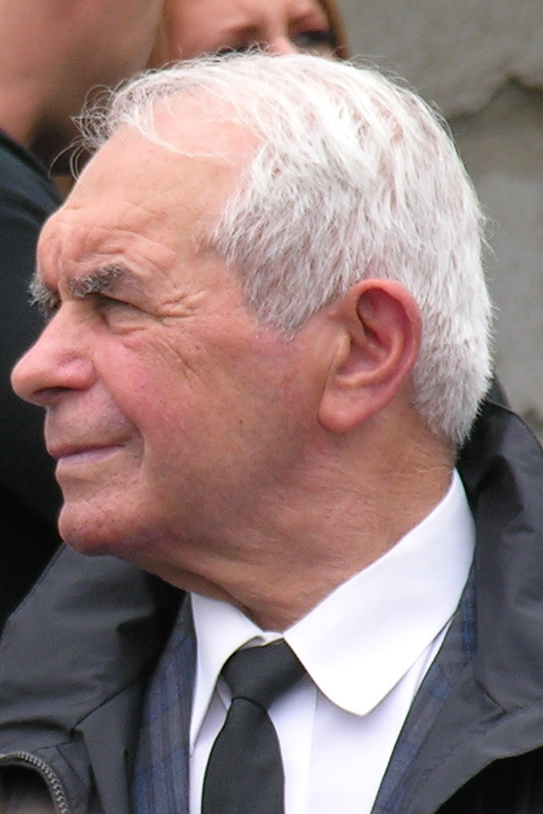
Мате Феньвеши

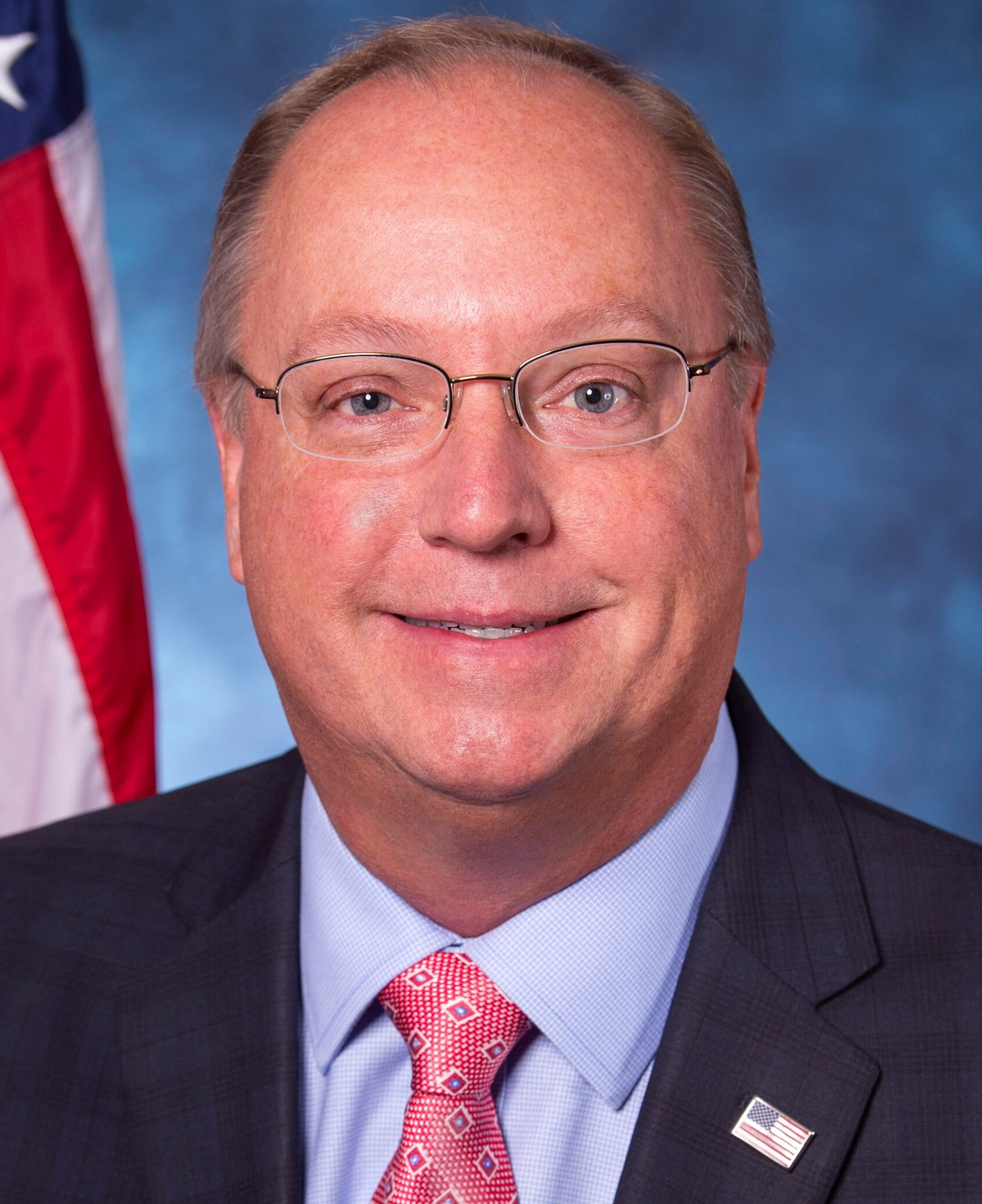
Джим Хейгдорн

- Абдуллаев, Аловуддин Джафарович (56) — таджикский актёр, народный артист Таджикистана (2013)[219].
- Апситис, Роман (83) — латвийский юрист и политик, министр юстиции (1994—1995), заместитель председателя Конституционного суда (2000—2006) и омбудсмен (2007—2011)[220].
- Ахмед, Анвар[азерб.] (78) — советский и азербайджанский поэт, переводчик и литературный критик, доктор философии и филологии, профессор, лауреат национальной премии «Золотое перо»[221].
- Басин, Яков Зиновьевич (82) — советский врач, историк, культуролог, публицист и общественный деятель еврейской общины в Беларуси[222].
- Беднар, Франтишек[значимость?] (90) — чехословацкий и словацкий политический деятель, глава Международной ассоциации бывших политзаключённых[223].
- Бреннер, Дэвид (59) — американский монтажёр, лауреат премии «Оскар» за лучший монтаж (1990)[224].
- Грачёв, Михаил Александрович (82) — советский и российский биохимик, академик РАН (2003), директор Лимнологического института СО РАН (1987—2015)[225].
- Джоши, Судхир[англ.] (81) — индийский политический деятель, мэр города Мумбаи[226].
- Дроздов, Евгений Дмитриевич (75) — советский и российский художник[227].
- Лобковиц, Франтишек Вацлав (74) — чехословацкий и чешский римско-католический деятель, епископ Остравско-Опавской епархии (с 1996)[228].
- Месселис, Андре (91) — бельгийский профессиональный шоссейный велогонщик в 1955—1969 годах[229].
- Рос, Джузеппе (79) — итальянский боксёр, бронзовый призёр летних Олимпийских игр 1964 года в Токио[230].
- Седлецкий, Анатолий Мечиславович (81) — советский и российский математик, доктор физико-математических наук (1981), профессор кафедры математического анализа мехмата МГУ[231].
- Сейвори, Роджер (97) — канадско-британский иранист, один из ведущих в мире специалистов по Сефевидам[232].
- Сорокина, Светлана Александровна (77) — советская и российская актриса Красноярского драматического театра, заслуженная артистка РСФСР (1988)[233].
- Ступаков, Гурий Петрович (78) — советский и российский учёный в области авиационной и космической медицины, генерал-майор медицинской службы, академик РАМН (1999—2013), академик РАН (2013)[234].
- Туркина, Юлия Андреевна (100) — советская и российская пианистка, народная артистка Российской Федерации (1997)[235].
- Феньвеши, Мате (88) — венгерский футболист, бронзовый призёр чемпионата Европы (1964) в составе национальной сборной[236].
- Хейгдорн, Джим (59) — американский политик, член Палаты представителей США (с 2019)[237].
- Чильяно, Фаусто[итал.] (85) — итальянский певец, гитарист и актёр[238].

## 16 февраля

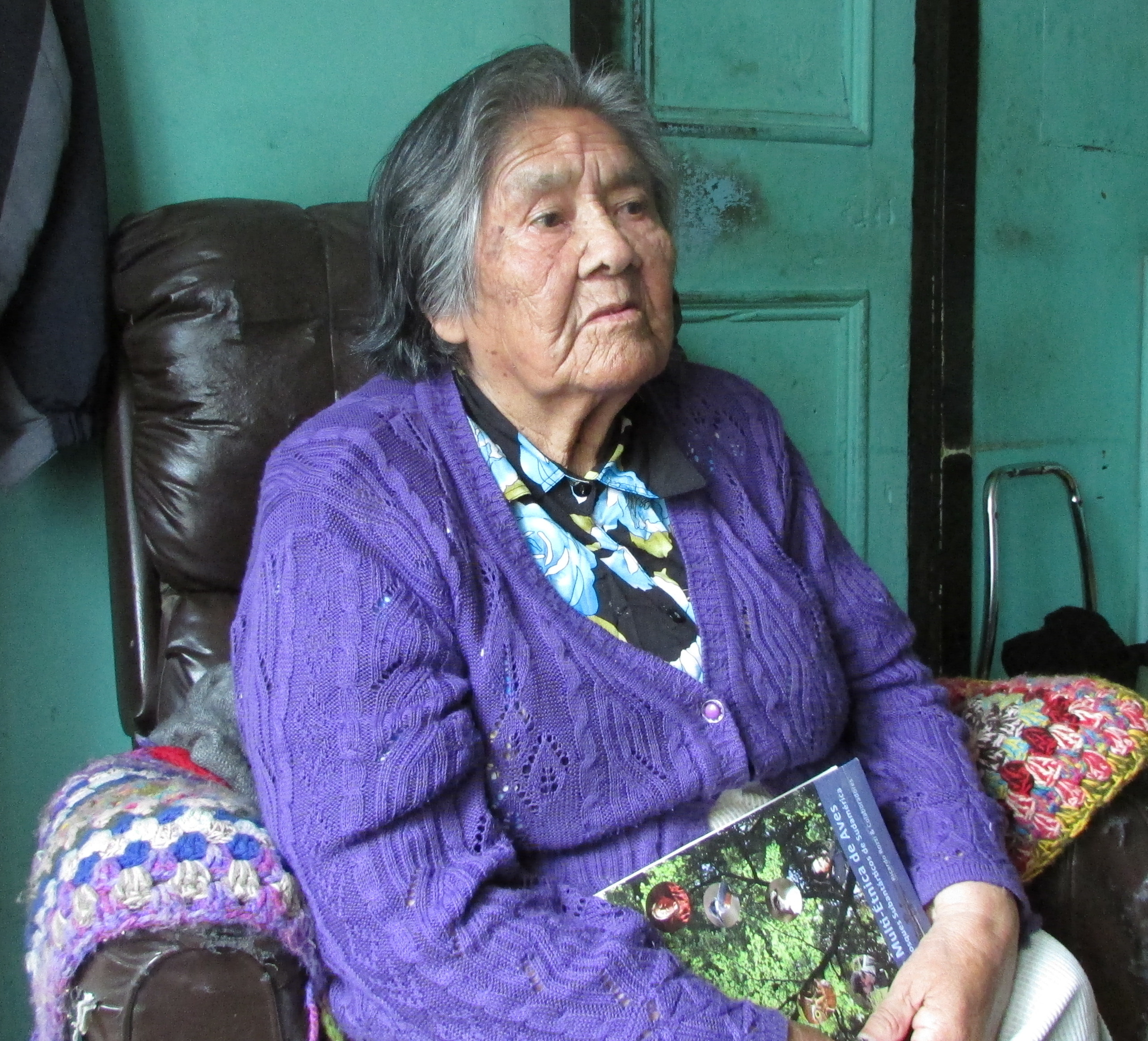
Кристина Кальдерон

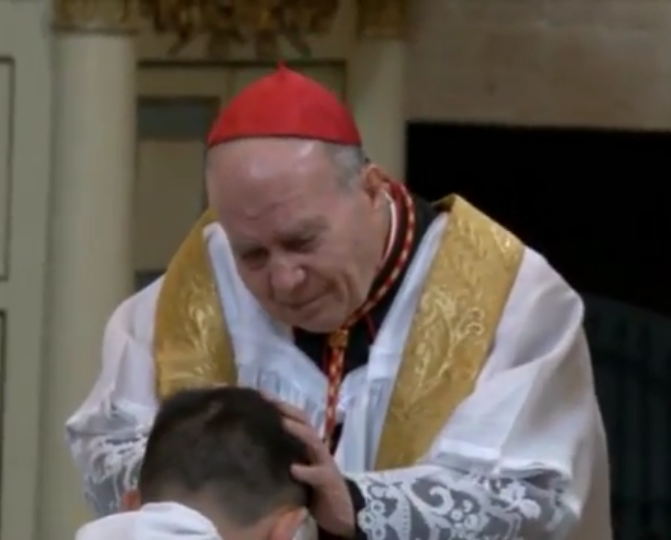
Луиджи де Маджистрис

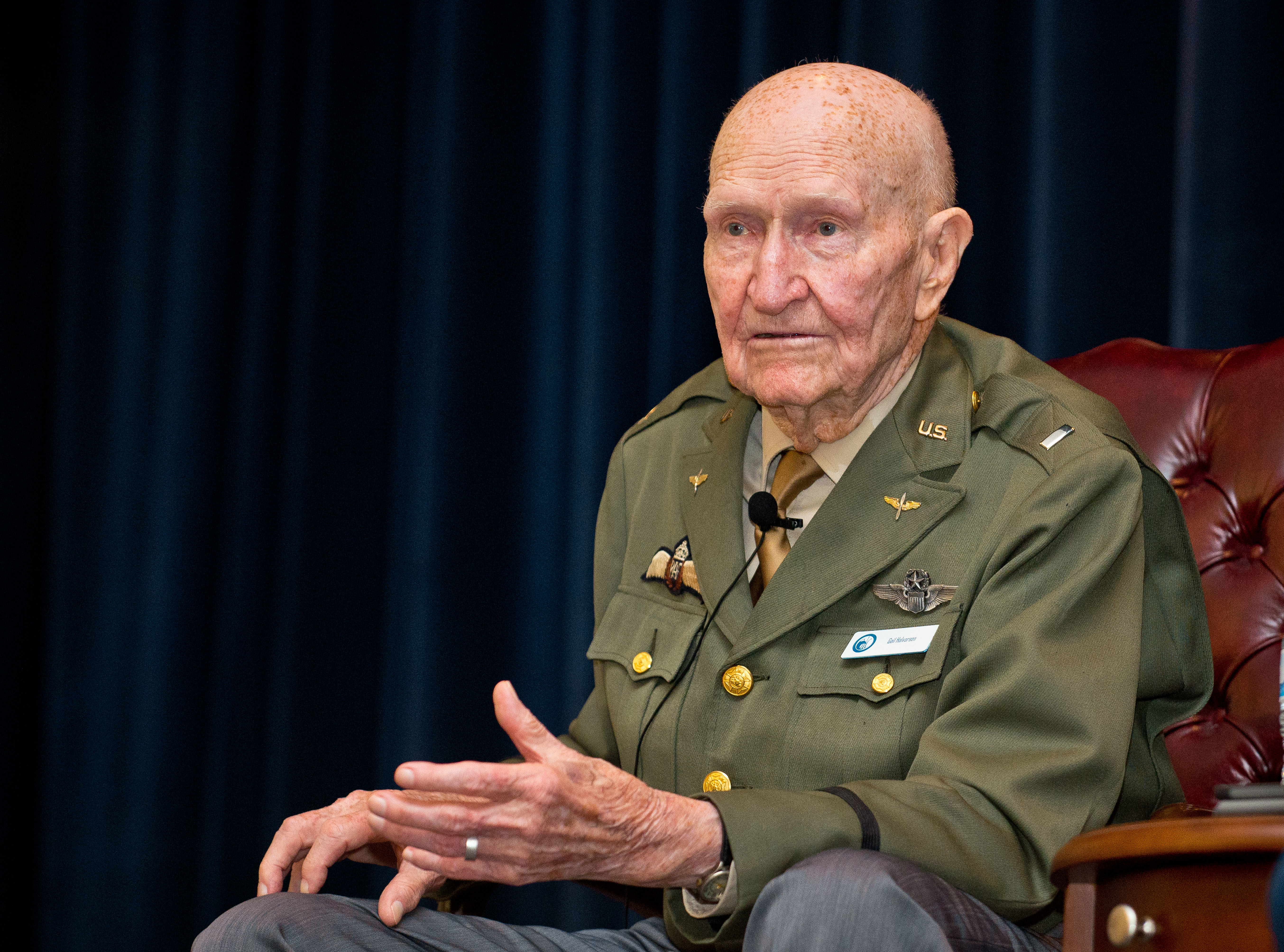
Гейл Хелворсен

- Бальмонт, Борис Владимирович (94) — советский государственный деятель, министр станкостроительной и инструментальной промышленности СССР (1981—1986), Герой Социалистического Труда (1978), сын В. А. Бальмонта[239][240].
- Ботинос, Василис (77) — греческий футболист («Олимпиакос», национальная сборная)[241].
- Гарифулина, Нурдида Кияметдиновна (96) — передовик советского сельского хозяйства, Герой Социалистического Труда (1973)[242].
- Де Маджистрис, Луиджи (95) — итальянский католический кардинал[243].
- Деги, Мишель (91) — французский поэт, эссеист, переводчик, литературный организатор[244].
- Деллинджер, Уолтер[англ.] (80) — американский юрист, Генеральный солиситор США (1996—1997)[245].
- Кальдерон, Кристина (93) — певица и этнограф, последний чистокровный представитель индейского народа яганов, последний носитель яганского языка[246].
- Лопатов, Андрей Вячеславович (64) — советский баскетболист, бронзовый призёр Олимпийских игр 1980 года в Москве[247].
- Ляйтгеб, Ронни[нем.] (62) — австрийский тренер по теннису[248].
- Нуркалиев, Турсынбек Абдыбаевич (70) — советский и казахстанский артист балета и хореограф, руководитель балетной труппы Astana Opera[249].
- О’Брайен, Деклан (56) — американский кинопродюсер, кинорежиссёр и сценарист[250].
- Павел (Меневисоглу) (86) — иерарх Константинопольской православной церкви, митрополит Шведский и Скандинавский (1974—2014)[251].
- Сойер, Амос (76) — президент Либерии (1990—1994)[252].
- Тропп, Эдуард Абрамович (81) — советский и российский учёный в области прикладной математики, доктор физико-математических наук, профессор, заслуженный деятель науки Российской Федерации (1999)[253].
- Тростянский, Николай Митрофанович (86) — советский и российский композитор и поэт, заслуженный работник культуры РСФСР (1985), заслуженный деятель искусств РФ (1995)[254].
- Хелворсен, Гейл (101) — пилот американской транспортной авиации[255].

## 15 февраля

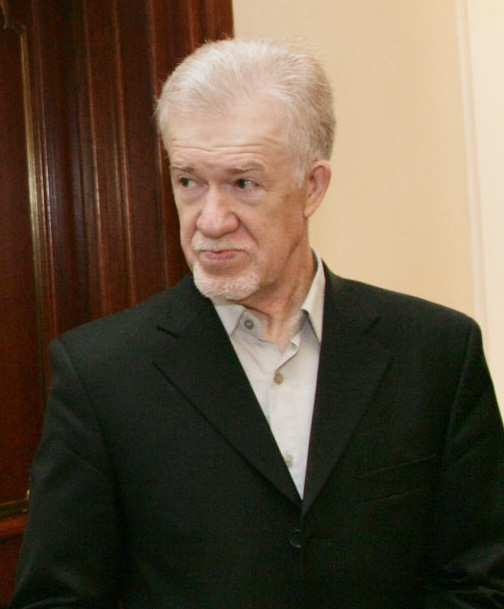
Зуфар Гимаев

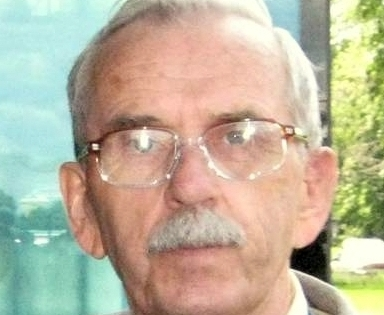
Юзеф Запендзкий

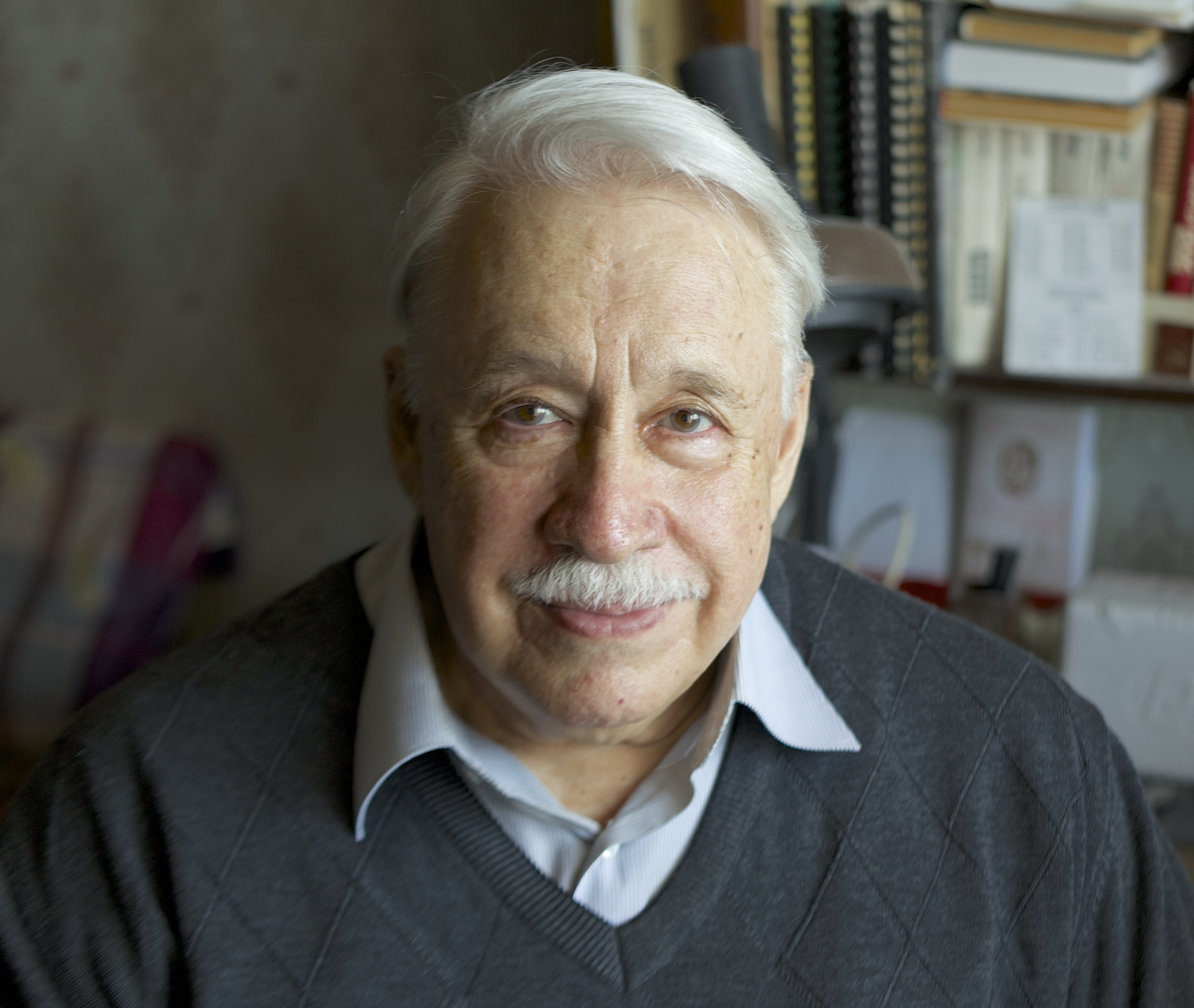
Вадим Ковский

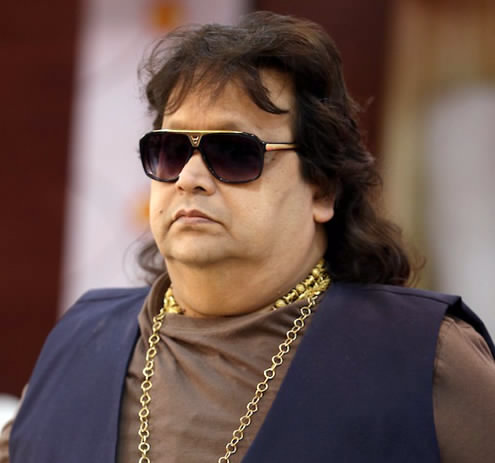
Баппи Лахири

- Акрамов, Рустам Акрамович (73) — советский и узбекистанский футболист и футбольный тренер[256].
- Белозёрова, Лидия Алексеевна (76) — советская и украинская актриса театра и кино, народная артистка Украины (1993)[257].
- Богач, Радомир — словацкий дипломат, председатель Постоянного Совета ОБСЕ (2019), постоянный представитель Словакии при ООН и ОБСЕ[258].
- Бушин, Николай Иванович[укр.] (84) — украинский историк и краевед[259].
- Гимаев, Зуфар Фаатович (71) — советский и российский татарский художник, заслуженный художник Российской Федерации (2012), народный художник Республики Татарстан (2017)[260].
- Дуджом Ринпоче III[значимость?] (32) — тибетский буддистский религиозный деятель[261].
- Елемесов, Копмагамбет Елемесович (84) — советский и казахстанский учёный в области каракулеводства, академик НАН Казахстана (1996)[262].
- Жабор, Арналду[порт.] (81) — бразильский кинорежиссёр[263].
- Запендзкий, Юзеф (92) — польский стрелок, участник пяти Олимпиад, двукратный чемпион Олимпийских игр в стрельбе из скорострельного пистолета (1968, 1972)[264].
- Ковский, Вадим Евгеньевич (86) — советский и российский литературовед и литературный критик[265].
- Кумбараджибаши, Онур (83) — турецкий государственный деятель, министр общественных работ (1991—1994)[266].
- Лахири, Баппи (69) — индийский композитор[267].
- Мечиаури, Тамаз[груз.] (67) — грузинский политический деятель, депутат парламента Грузии[268].
- Пламеницкая, Ольга Анатольевна (65) — советский и украинский архитектор-реставратор, кандидат архитектуры, директор Украинского государственного института культурного наследия Министерства культуры Украины (2015—2019), профессор Киевского национального университета строительства и архитектуры (2007—2017)[269].
- Рачевскис, Эдгарс (85) — советский и латвийский дирижёр[270].
- Суриц, Елена Александровна (92) — советская и российская переводчица прозы и драматургии[271].
- Тудегешева, Тайана Васильевна (64) — советская и российская шорская поэтесса[272].
- Чиджи, Дэвид[англ.] (79) — британский политический деятель, член Палаты общин (1994—2005) и Палаты лордов (с 2005 года)[273].
- Чиркин, Виктор Мартынович (77) — советский и российский лётчик-испытатель, Герой Российской Федерации (1995)[274][275].

## 14 февраля

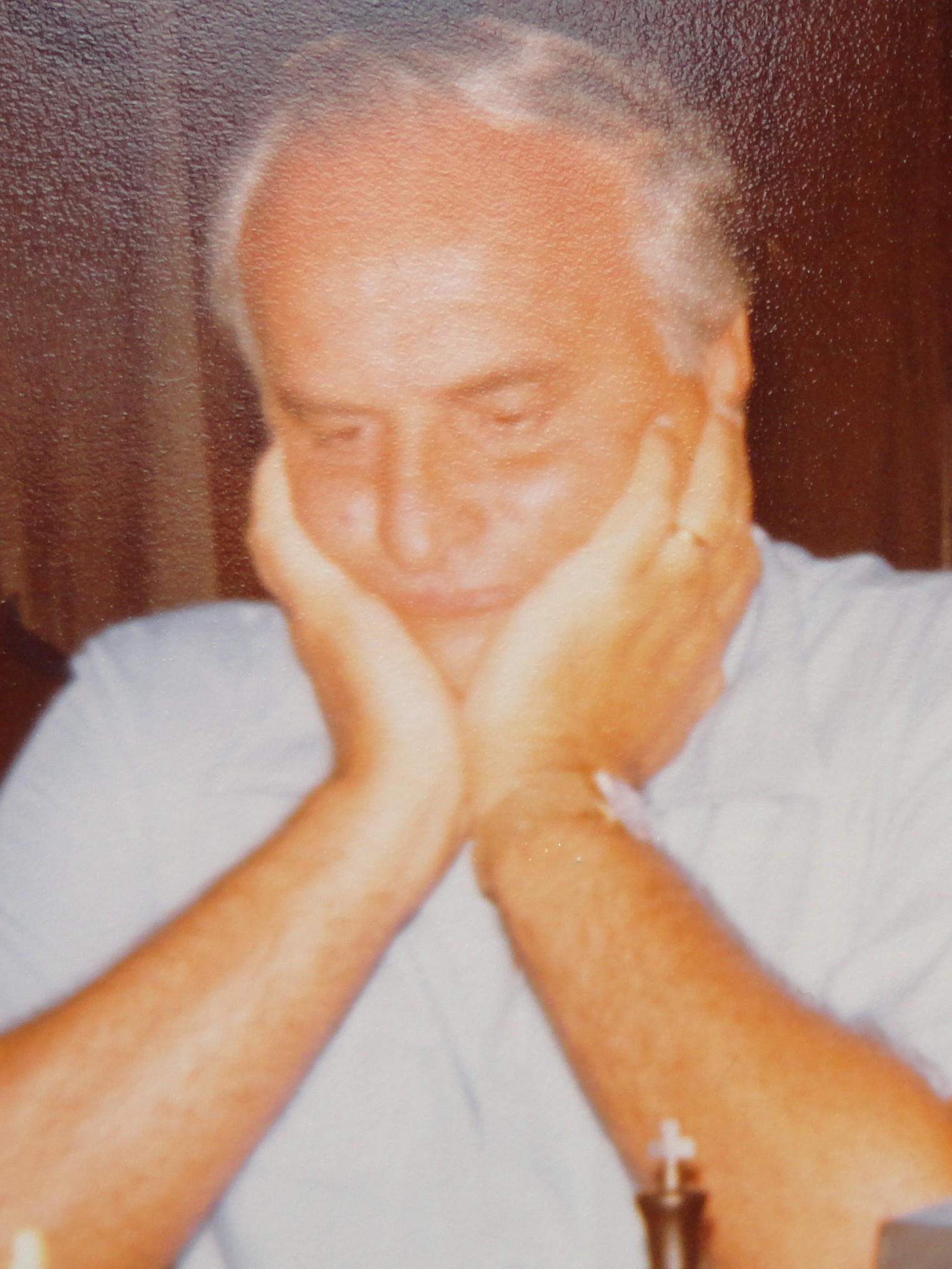
Борислав Ивков

- Беркнер, Сергей Самуилович (98) — советский и российский филолог, доктор филологических наук (1989), профессор (1991), последний живший узник Белостокского гетто[276].
- Вайно, Карл Генрихович (98) — советский партийный деятель, первый секретарь Центрального комитета Коммунистической партии Эстонии (1978—1988) (отпевание прошло в этот день)[277].
- Ивков, Борислав (88) — югославский и сербский шахматист, гроссмейстер (1955)[278].
- Йохане, Чарльз[англ.] (48) — зимбабвийский футболист, игрок национальной сборной; убийство[279].
- Кислинская, Лариса Юрьевна (63) — советская и российская журналистка, репортёр, колумнист, обозреватель газеты «Совершенно секретно»[280].
- Митрофанов, Геннадий Дмитриевич (81) — советский и российский актёр, заслуженный артист Российской Федерации (1994)[281].
- Моралес, Хулио Сесар (76) — уругвайский футболист, игрок национальной сборной[282].
- Пассент, Данель[пол.] (83) — польский журналист и писатель, посол в Чили (1997―2002)[283].
- Робинсон, Вэл[англ.] (80) — британский игрок в хоккей на траве, игрок национальной сборной[284].
- Рожков, Валентин Алексеевич (85) — советский и российский океанолог, доктор физико-математических наук (1979), профессор, заслуженный деятель науки Российской Федерации (1996)[285].
- Уайтли, Джонни[англ.] (91) — английский игрок в регби и тренер[286].

## 13 февраля

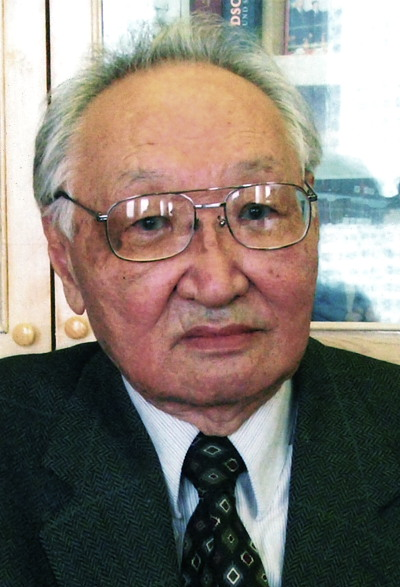
Шагдарын Бира

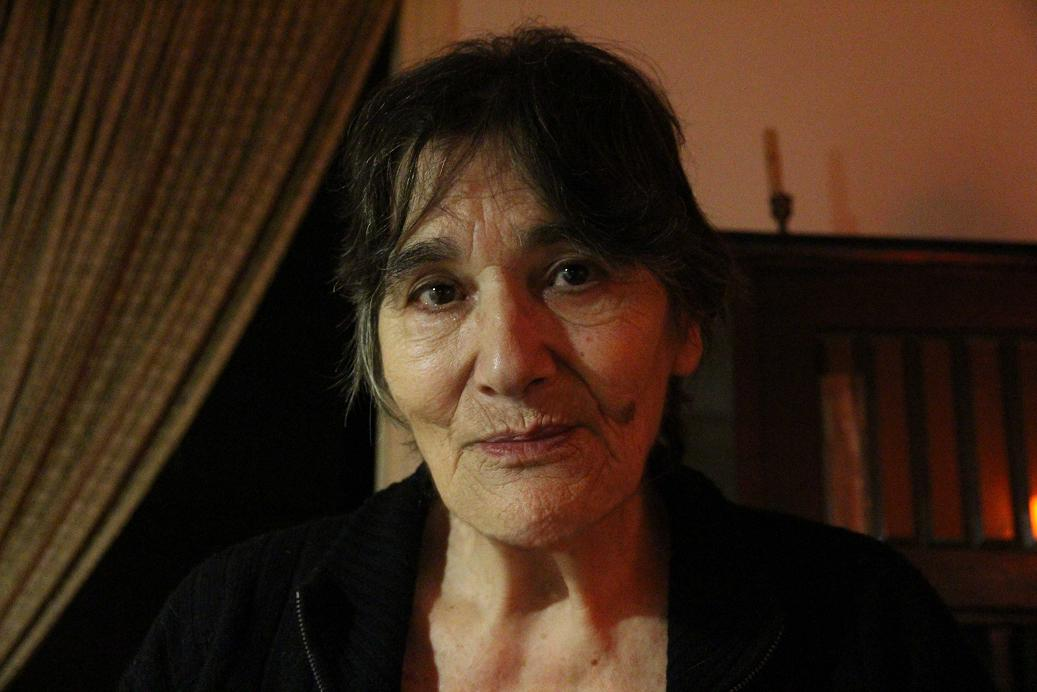
Юлия Винер

- Аронов, Владимир Рувимович (81) — советский и российский искусствовед, историк и теоретик дизайна, президент Национальной академии дизайна, действительный член Российской академии художеств (2021)[287].
- Аскеров, Афган Гаджиага оглы (92) — советский и азербайджанский писатель[288].
- Базуров, Борис Евгеньевич (62) — российский композитор, музыкант, дирижёр, педагог, этномузыколог (о смерти объявлено в этот день)[289].
- Бертельсен, Берит[англ.] (77) — норвежская легкоатлетка (прыжки в длину), участница летних Олимпийских игр 1964 года в Токио, 1968 года в Мехико[290].
- Бира, Шагдарын (94) — монгольский историк, действительный член Монгольской академии наук (1973)[291].
- Винер, Юлия Мееровна (86) — израильская писательница, поэтесса, переводчик, сценарист[292].
- Гюрджян, Каджазун Акопович[англ.] (99) — советский и армянский артист театра, заслуженный артист Армянской ССР[293].
- Зайцев, Анатолий Александрович (82) — советский и российский деятель железнодорожного транспорта, министр путей сообщения Российской Федерации (1996—1997)[294].
- Найдов, Михаил Иванович (89) — советский партийный, государственный и хозяйственный деятель, председатель Кемеровского облисполкома (1990)[295].
- Севрук, Галина Сильвестровна (92) — советская и украинская художница, керамистка-монументалистка[296].
- Ткачёв, Василий Юрьевич[бел.] (74) — белорусский драматург[297].
- Шагинов, Алексей Иванович (73) — советский и российский художник[298].

## 12 февраля

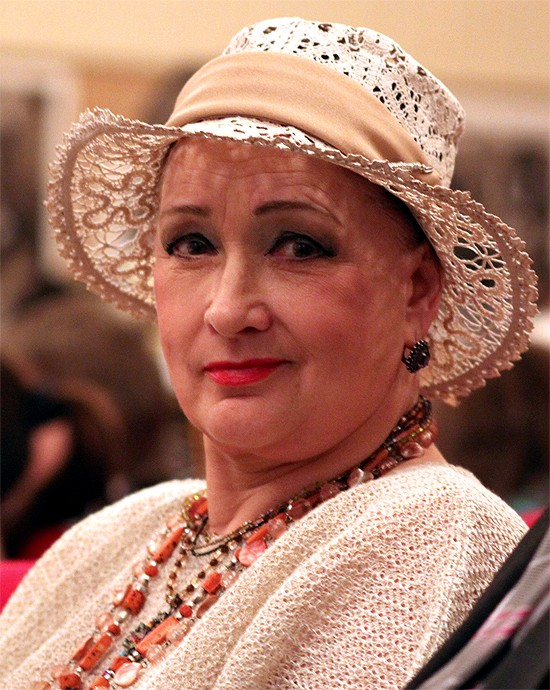
Зинаида Кириенко

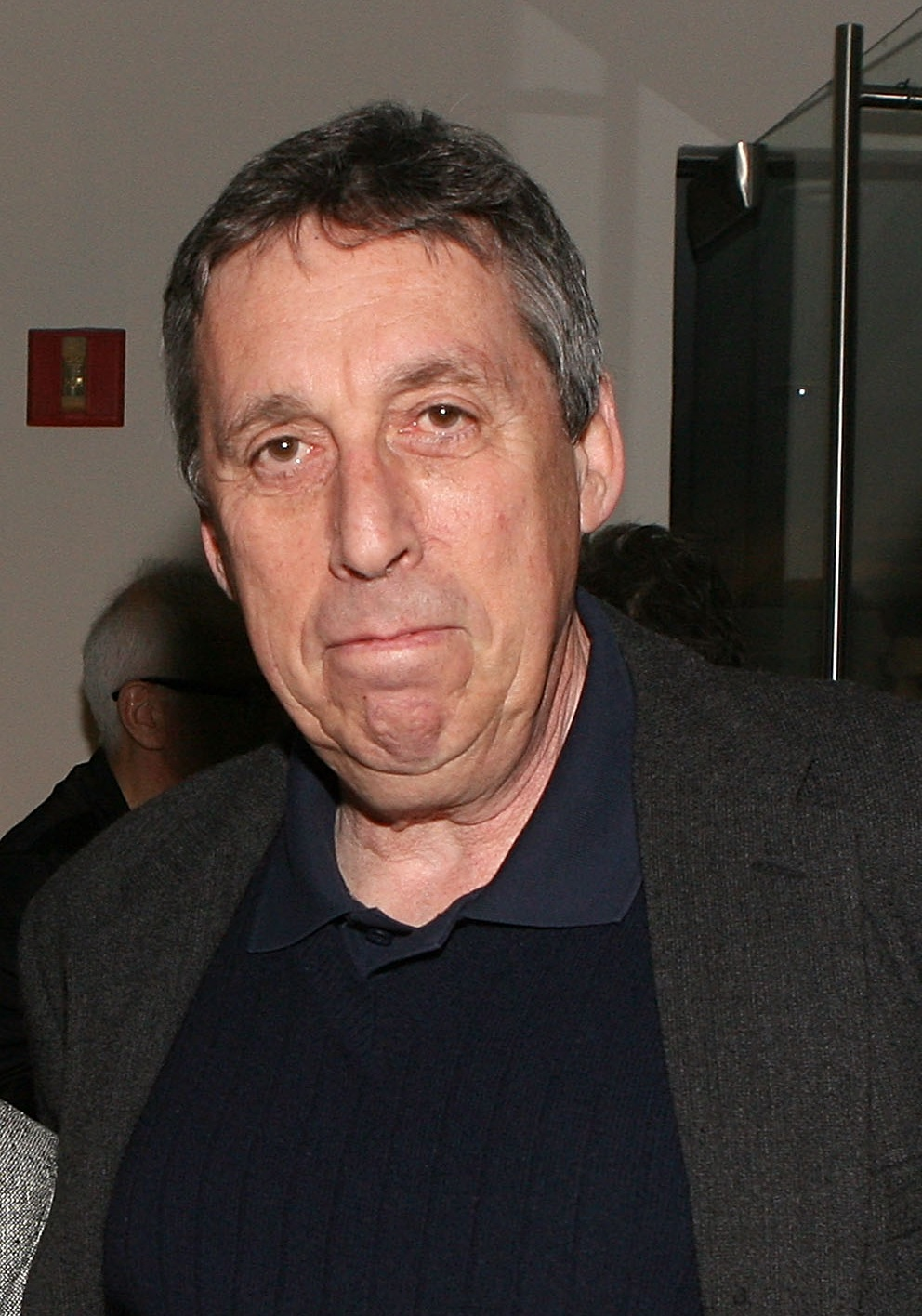
Айван Райтман

- Алёхин, Иван Тихонович (85) — советский и российский организатор производства, директор завода «Брянсксельхозмаш» (1979—2000), лауреат Государственной премии СССР[299].
- Баджадж, Рахул[англ.] (83) — индийский бизнесмен и политик, председатель Bajaj Group (1965—2021), депутат Раджья сабхи (2006—2010)[300].
- Вадель-и-Феррер, Антони[исп.] (49) — испанский католический епископ, архиепископ Барселоны[301].
- Зегжда, Пётр Дмитриевич (81) — советский и российский учёный в области информационной безопасности компьютерных систем, доктор технических наук, профессор, заслуженный деятель науки Российской Федерации (2002)[302].
- Кириенко, Зинаида Михайловна (88) — советская и российская актриса, народная артистка РСФСР (1977), лауреат Государственной премии СССР (1979)[303].
- Конгантиев, Молдомуса Ташболотович (63) — министр внутренних дел Кыргызстана (2008—2010), генерал-лейтенант милиции[304].
- Кулик, Николай Филиппович (94) — советский и российский учёный в области освоения nесков аридной зоны, доктор биологических наук (1971), профессор, лауреат Государственной премии СССР в области техники (1986)[305].
- Курченко, Александр Петрович (82) — композитор и музыковед. Заслуженный деятель искусств Российской Федерации (1997)[306].
- Лепик, Юло Рудольфович (100) — советский и эстонский математик и механик, академик Эстонской академии наук (1993)[307].
- Райтман, Айван (75) — канадский кинорежиссёр и кинопродюсер[308].
- Тонтич, Стеван (75) — югославский и боснийский сербский писатель[309].
- Чумбуридзе, Зураб Галактионович[англ.] (95) — советский и грузинский филолог и писатель[310].
- Шамрай, Галина Яковлевна (90) — советская гимнастка, чемпионка олимпийских игр 1952[311].
- Ыунпуу, Велло (72) — советский и эстонский автогонщик, мастер спорта СССР международного класса, выступал в сборной СССР по ралли, первый советский победитель Кубка Дружбы социалистических стран по ралли (1982)[312].
- Эррера, Кармен (106) — кубинско-американская художница[313].

## 11 февраля

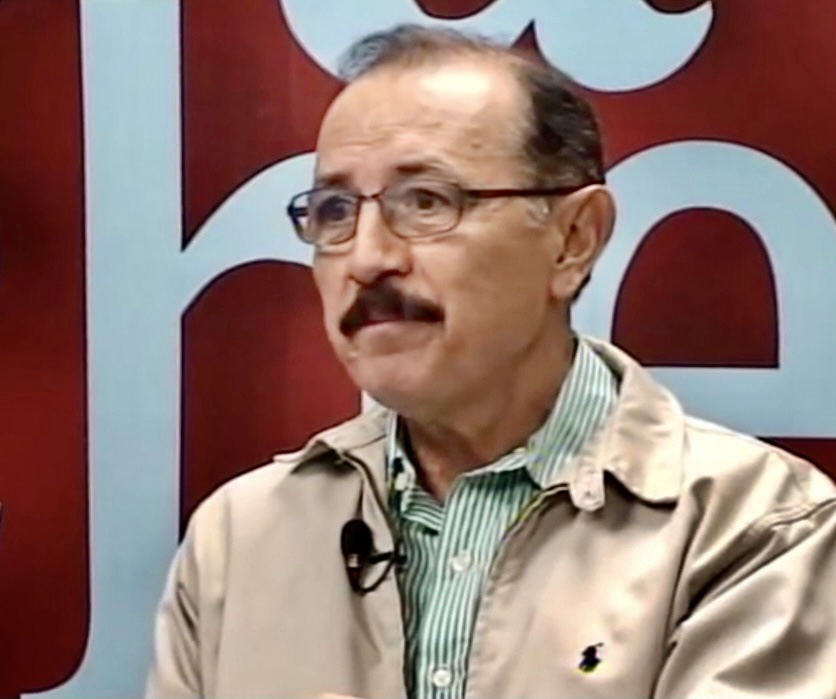
Уго Торрес Хименес

- Аддай II (74) — католикос-патриарх Древней Ассирийской церкви Востока (с 1972 года)[314].
- Азадалиев, Джабраил Абдулали оглы (86) — советский и азербайджанский геолог, доктор геолого-минералогических наук, профессор[315].
- Ахвледиани, Ломер Бидзинович (87) — советский и грузинский кинооператор, народный артист Грузинской ССР (1984), лауреат Государственной премии Грузинской ССР им. Шота Руставели (1979), лауреат Ленинской премии (1986)[316].
- Датунашвили, Илья Ильич (84) — советский футболист, игравший за «Динамо» (Тбилиси)[317].
- Дегоши, Люсьен (84) — французский политический деятель, депутат Национального собрания (1993—2017)[318].
- Кайсар, Сайед Мухаммед[англ.] (81) — бангладешский государственный деятель, министр сельского хозяйства Бангладеш[319].
- Климов, Владимир Степанович (92) — советский и российский тренер по биатлону, заслуженный тренер СССР (1980)[320].
- Ритиньш, Мартиньш (72) — латвийский кулинарный деятель и ресторатор, шеф-повар и владелец ресторана Vincents[321].
- Тиханова, Валентина Александровна (99) — российский и советский искусствовед, основатель и первый директор музея «Творчество и быт ГУЛАГа» (1990—1998) (о смерти стало известно в этот день)[322].
- Торрес Хименес, Уго (73) — никарагуанский военный деятель[323].

## 10 февраля

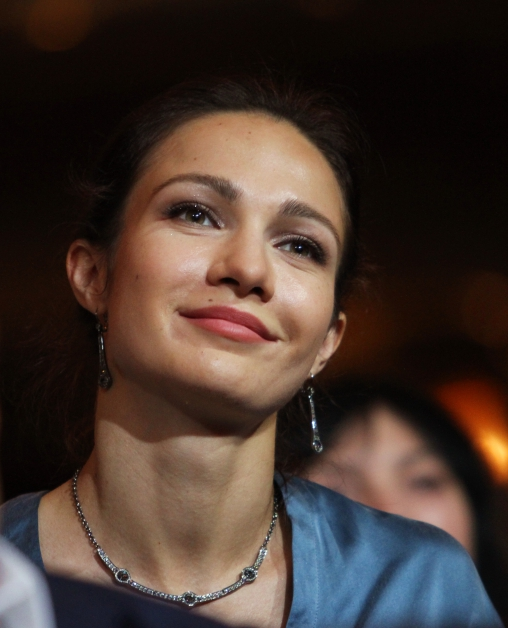
Евгения Брик

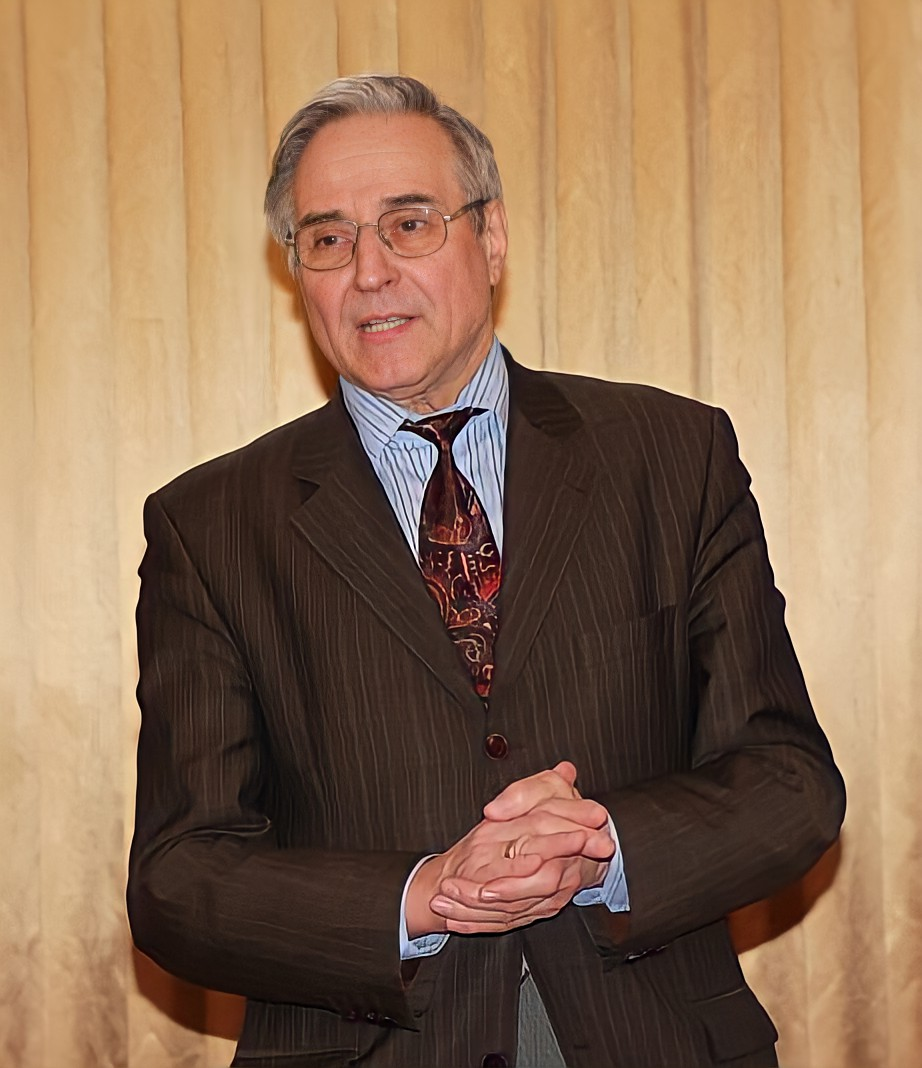
Александр Доросевич

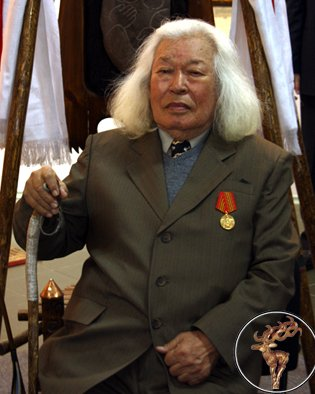
Монгуш Кенин-Лопсан

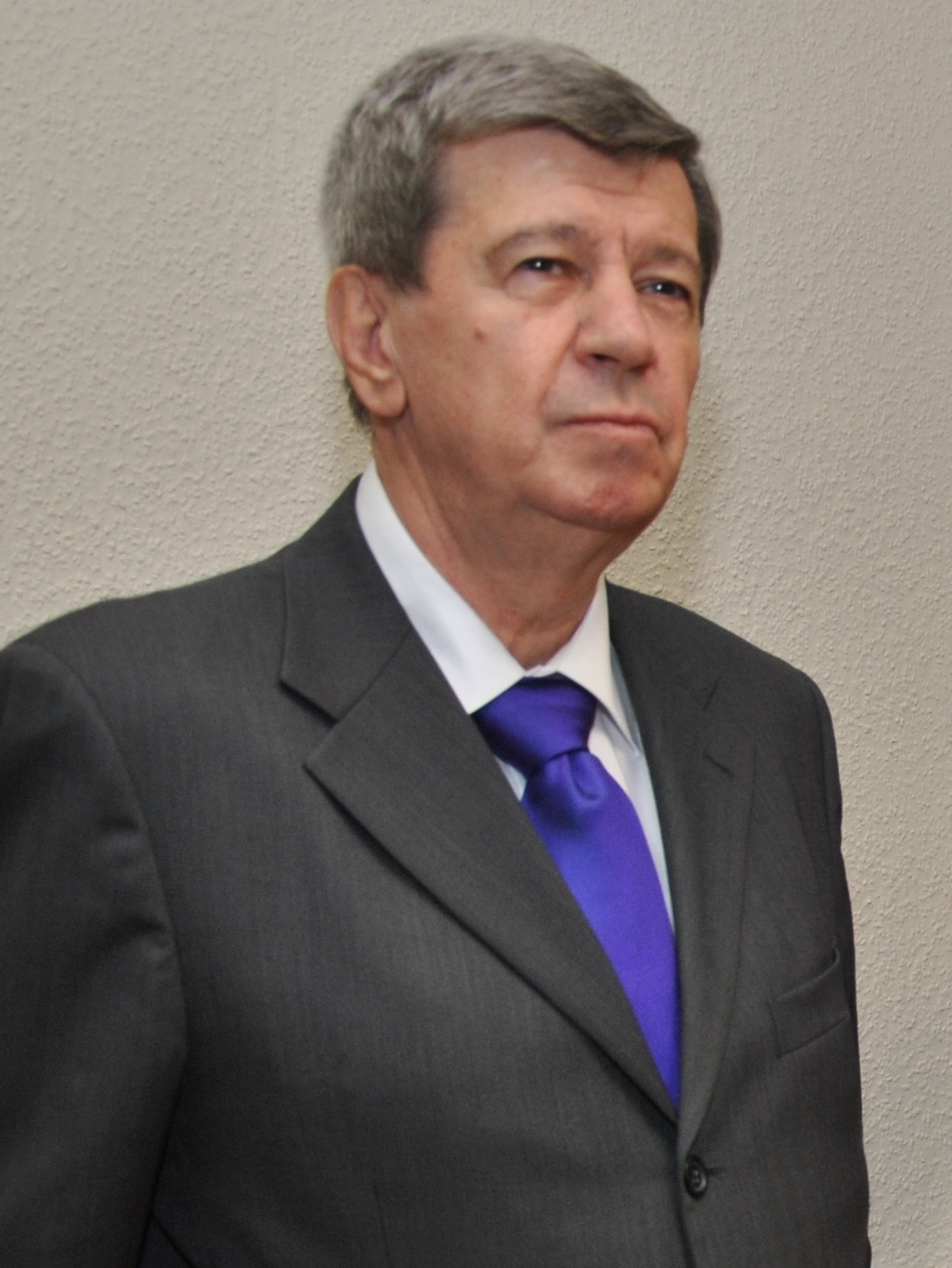
Эдуард Кукан

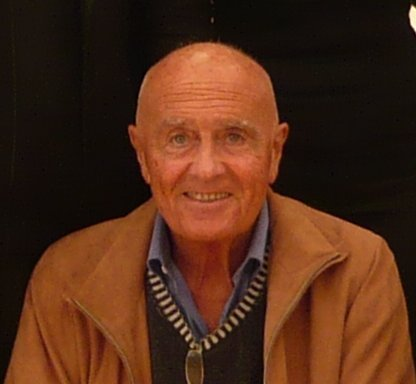
Мино Милани

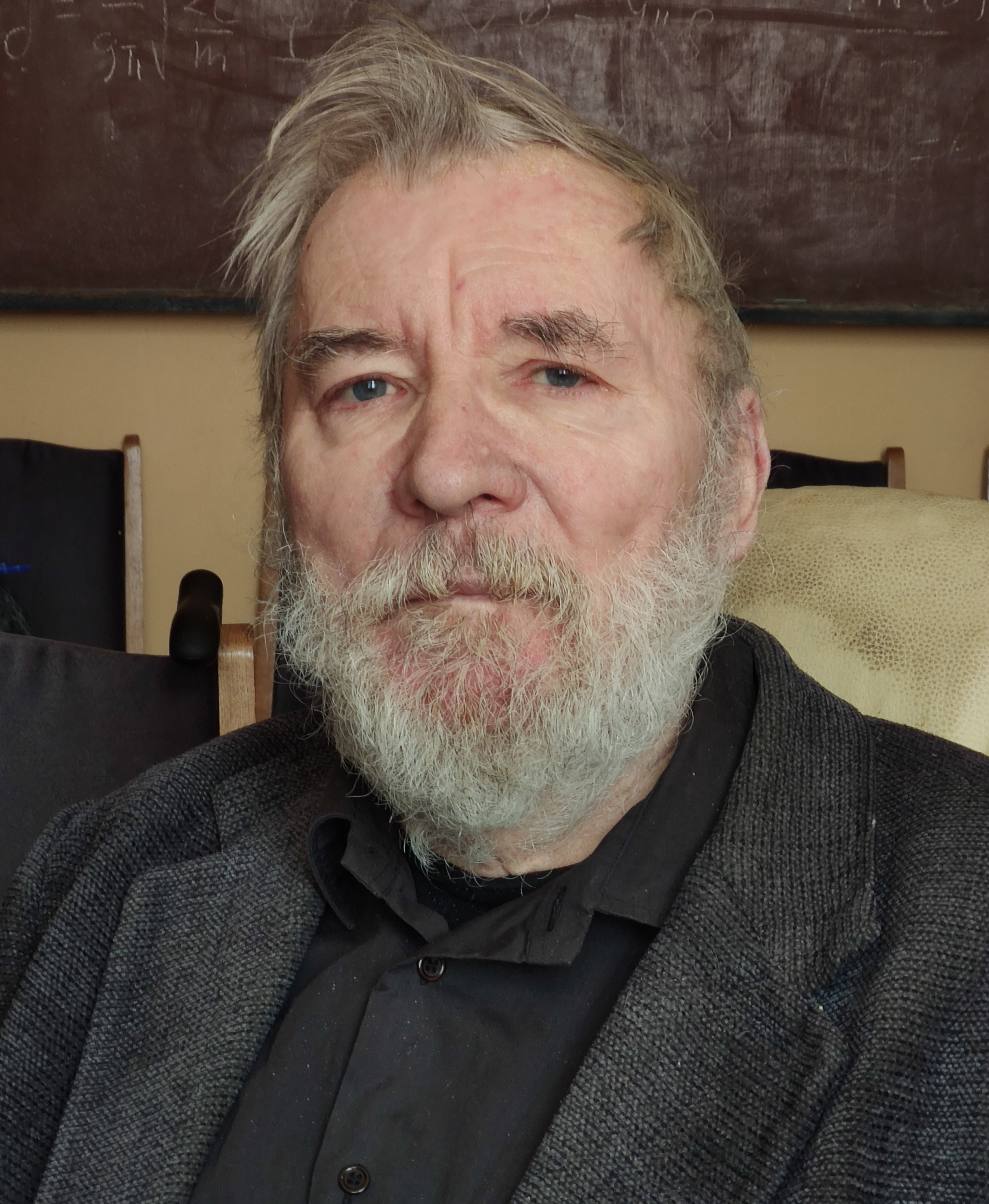
Александр Омельянчук

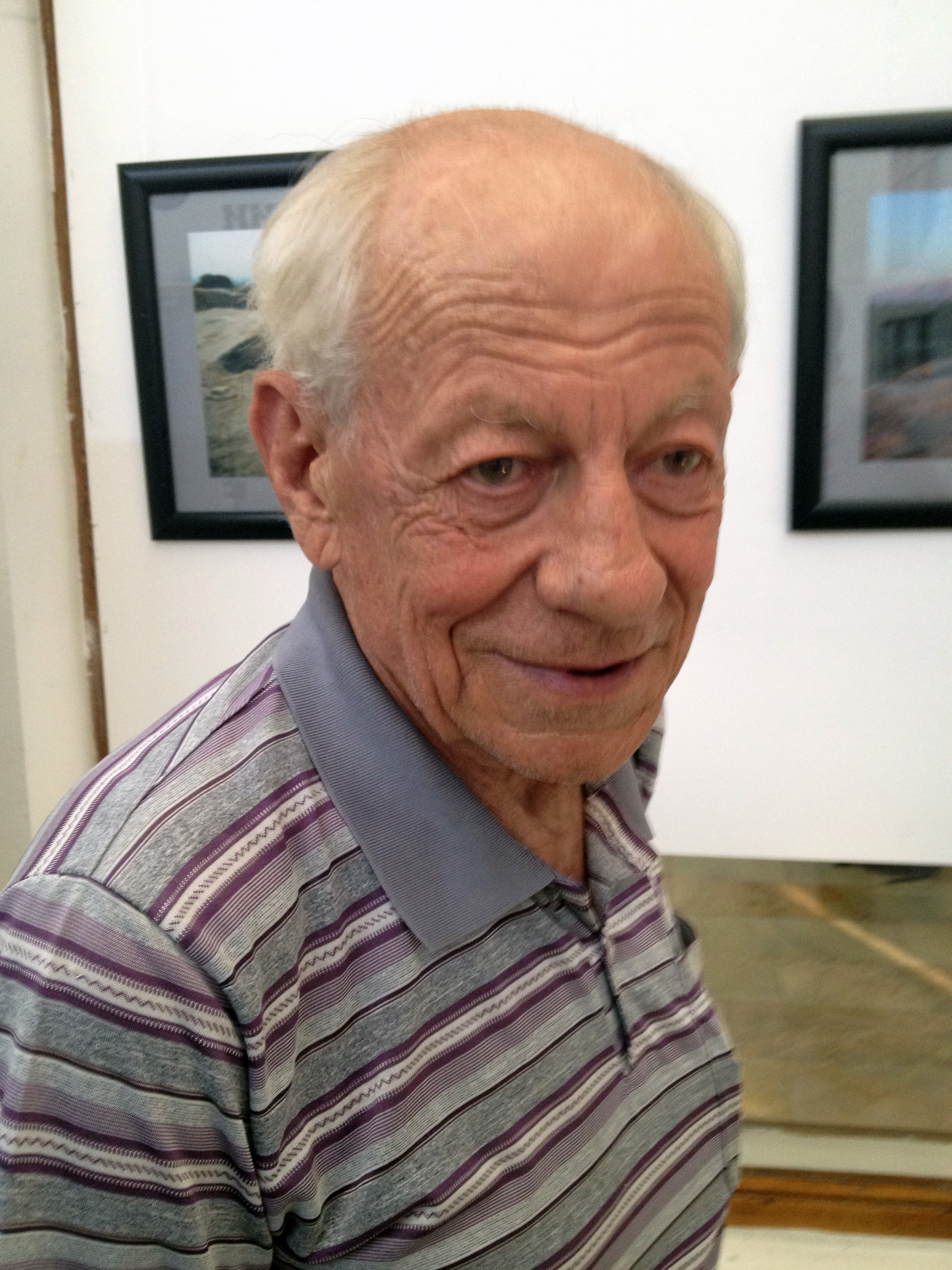
Эдвард Ртвеладзе

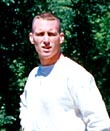
Дюваль Хехт

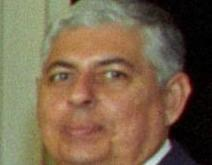
Мануэль Эскивель

- Брик, Евгения Владимировна (40) — российская актриса, жена В. П. Тодоровского[324].
- Доросевич, Александр Евдокимович (75) — советский и российский патологоанатом, доктор медицинских наук (1988), профессор (1989), заслуженный деятель науки Российской Федерации (2021)[325].
- Животко, Стефан[укр.] (102) — польский футболист и футбольный тренер[326].
- Келли, Годфри[англ.] (93) — спортсмен по парусному спорту с Багамских островов, участник Летних Олимпийских игр 1960 года в Риме, 1964 года в Токио, 1968 года в Мехико, 1972 года в Мюнхене[327].
- Кенин-Лопсан, Монгуш Борахович (96) — советский и российский тувинский писатель, литературный переводчик и этнограф[328].
- Клыков, Андрей Вячеславович (59 или 60) — российский скульптор, сын Вячеслава Клыкова[329].
- Кукан, Эдуард (82) — чехословацкий и словацкий государственный деятель, министр иностранных дел Словакии (1994, 1998—2006)[330].
- Маношин, Николай Алексеевич (83) — советский футболист, полузащитник, мастер спорта СССР, заслуженный тренер РСФСР (1976)[331].
- Милани, Мино (94) — итальянский писатель и журналист[332].
- Николаевский, Виктор Николаевич (86) — советский и российский геолог, геомеханик, лауреат премии имени И. М. Губкина (2013)[333].
- Оливер Кабрер, Мария Антония[исп.] (75) — испанская писательница[334].
- Омельянчук, Александр Николаевич (74) — советский и украинский физик, член-корреспондент НАН Украины (2006)[335].
- Ртвеладзе, Эдвард Васильевич (79) — советский, грузинский и узбекистанский учёный, академик Академии наук Республики Узбекистан, доктор исторических наук, профессор, член Сената Олий Мажлиса Республики Узбекистан[336].
- Сангвал Сурасаранг, Иосиф (86) — католический прелат, епископ Чиангмая (1986—2009)[337].
- Тоидзе, Гиви (89) — советский и грузинский художник[338].
- Филипайна, Олсен[англ.] (64) — новозеландский регбист, игрок национальной сборной[339].
- Хехт, Дюваль (91) — американский гребец академического стиля, чемпион Олимпийских игр (1956)[340].
- Цырендашиев, Базыр Очирович (85) — советский и российский бурятский композитор, заслуженный деятель искусств РСФСР, заслуженный деятель искусств Бурятской АССР[341].
- Эскивель, Мануэль (81) — премьер-министр Белиза (1984—1989, 1993—1998)[342].

## 9 февраля

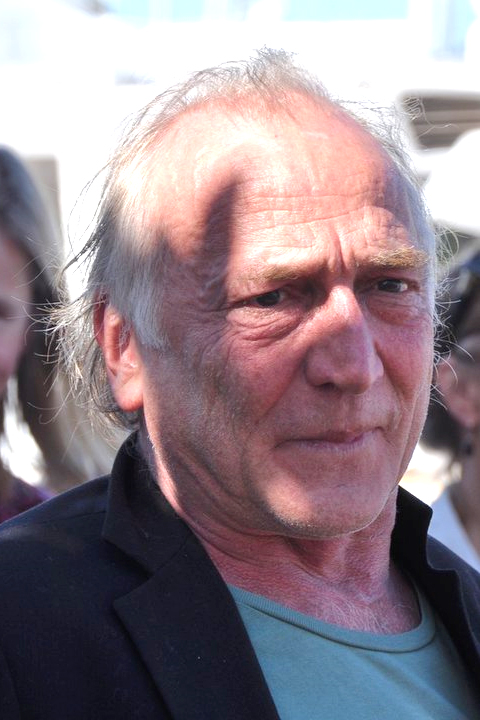
Андре Вильм

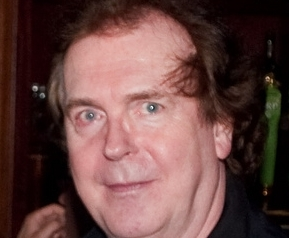
Иэн Макдональд

- Антоний (94) — патриарх Эритрейской православной церкви (2004—2006)[343].
- Белков, Владимир Иванович (80) — советский и российский футболист и тренер, мастер спорта СССР[344].
- Белошицкий, Павел Васильевич (85) — советский и украинский врач, математик и писатель, доктор медицинских наук (1982), лауреат Государственной премии Украины в области науки и техники (2000)[345].
- Вильм, Андре (74) — французский актёр и режиссёр[346].
- Гераськин, Юрий Вениаминович (66) — советский и российский историк, доктор исторических наук, профессор Рязанского государственного университета имени С. А. Есенина[347].
- Горовиц, Йозеф (95) — британский композитор австрийского происхождения[348].
- Игумнова, Наталия Петровна (82) — советский и российский библиотековед, библиотечный деятель, Заслуженный работник культуры РФ (1996), доктор педагогических наук (2009), главный научный сотрудник Российской государственной библиотеки[349].
- Карапетян, Рубен Ервандович (74) — советский и армянский актёр, заслуженный артист Армении (2004)[350].
- Курбангалеев, Марат Шамилович (72) — актёр, народный артист Республики Башкортостан (2016)[351].
- Макдональд, Иэн (75) — британский и американский рок-музыкант[352].
- Мухаймин, Яхья[англ.] (78) — индонезийский политический деятель, министр народного образования Индонезии[353].
- Нора Нова (Ахинора Константинова Куманова) (93) — немецкая поп-певица болгарского происхождения, участница «Евровидения-1964»[354].
- Пантич, Снежана[англ.] (43) — югославская и сербская каратистка, чемпионка мира 2002 года[355].
- Робертс, Кули[англ.][значимость?] (49) — южноафриканская актриса[356].
- Рэпер, Джонни[англ.] (82) — австралийский регбист и тренер, игрок и капитан национальной сборной[357].
- Серра, Жайме[порт.] (101) — португальский политик, депутат Учредительного собрания (1975), депутат Ассамблеи Республики (1976—1985)[358].
- Узай, Рему[порт.] (93) — бразильский композитор, пианист и дирижёр[359].
- Швабеницки, Рейнхард[англ.] (74) — австрийский кинорежиссёр, киносценарист и кинопродюсер[360].
- Швелидзе, Мириан[груз.] (75) — советский и грузинский художник, народный художник Грузии, лауреат Государственной премии Грузии имени Шота Руставели[361][362].
- Эрмида, Алисия[исп.] (89) — испанская актриса, неоднократный лауреат премии Союза актёров, в том числе за жизненные достижения (2017)[363].
- Якушев, Владимир Макарович (83) — советский и российский экономист, основатель Объединённого фронта трудящихся и РКРП, публицист[364].

## 8 февраля

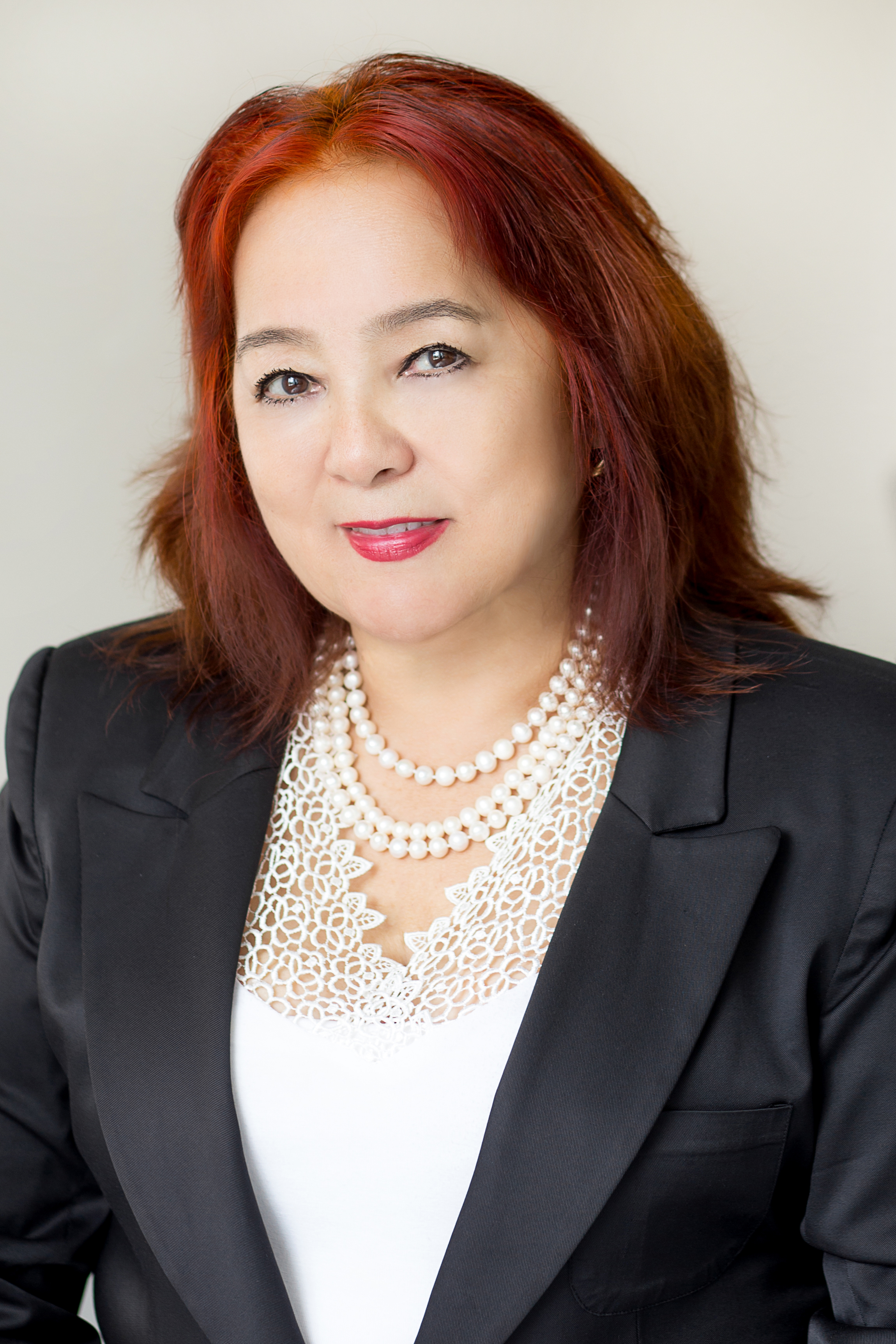
Адалят Акбарова

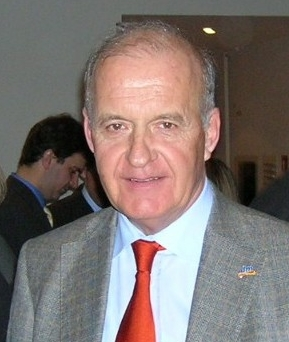
Гётц Вернер

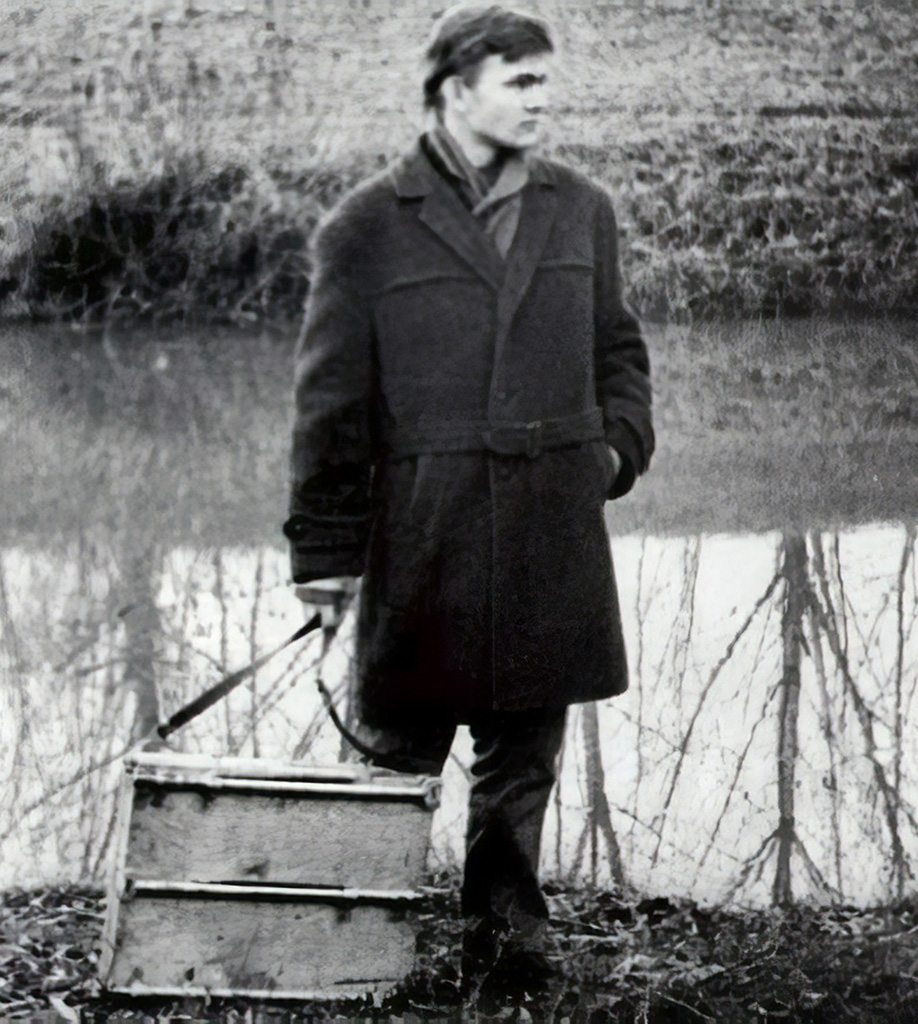
Игорь Губский

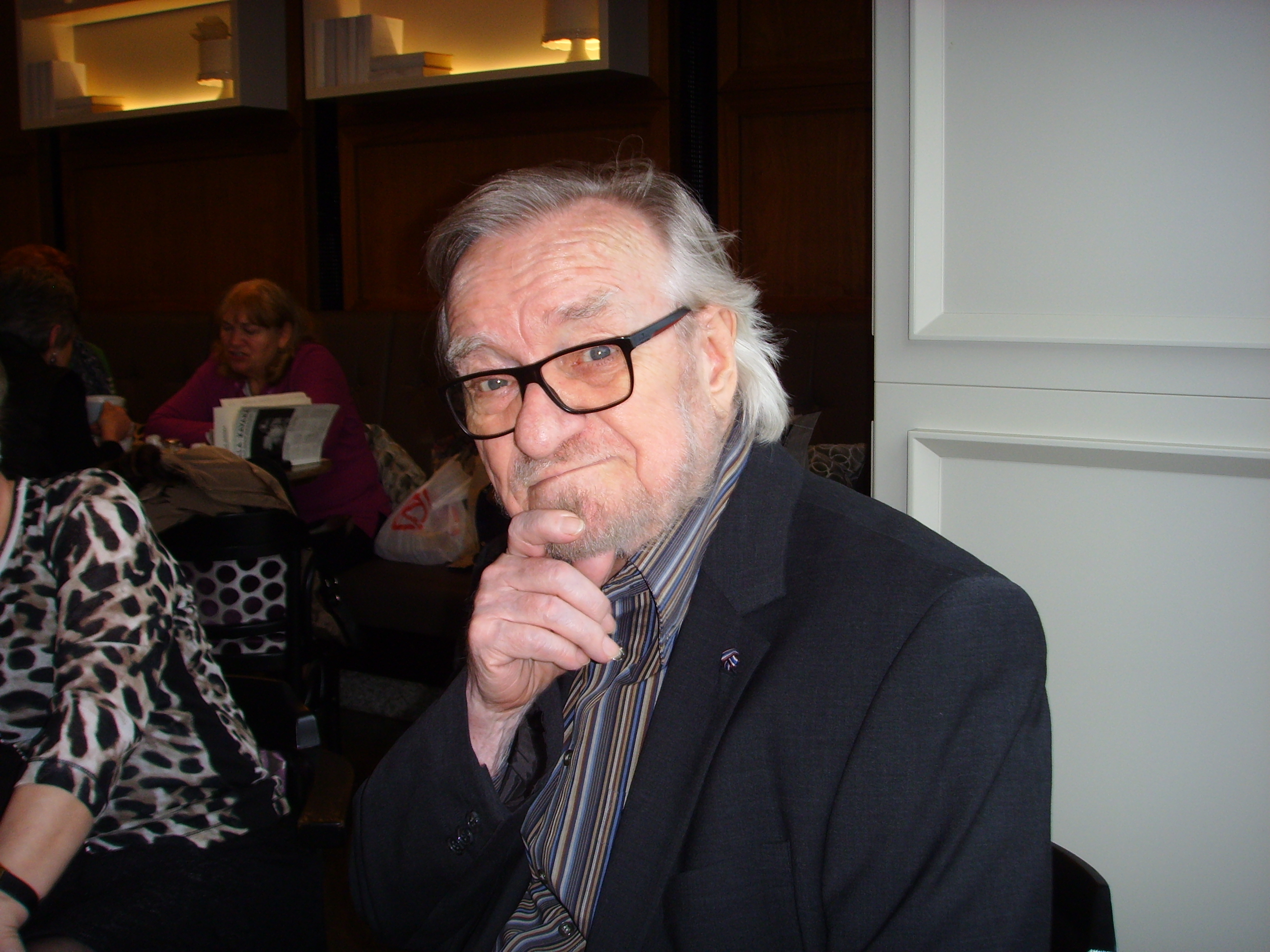
Боривой Довникович

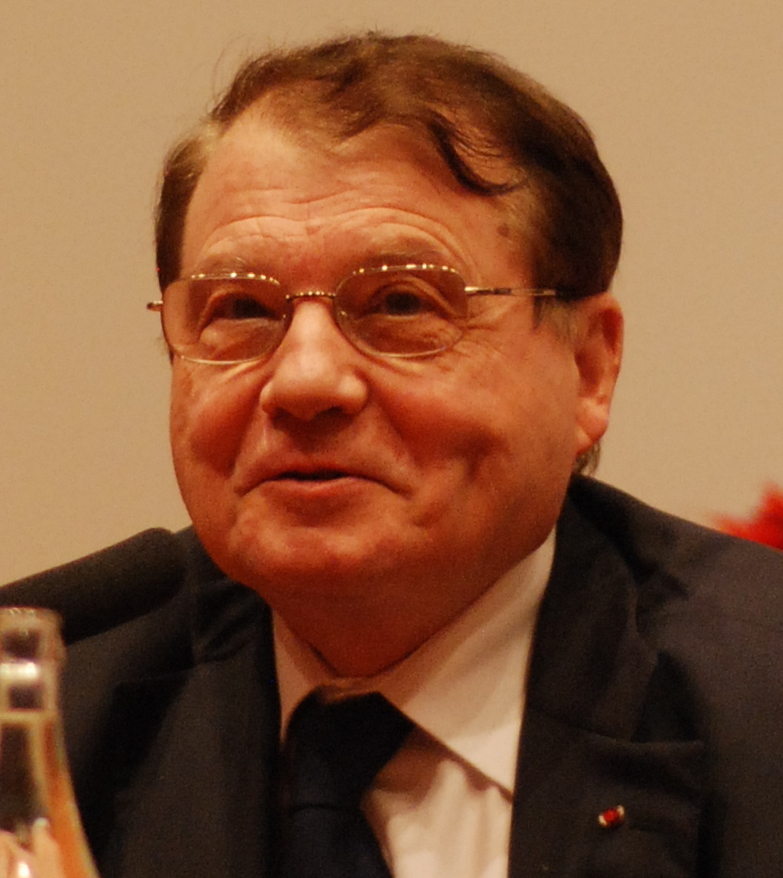
Люк Монтанье

Валентина Полухина

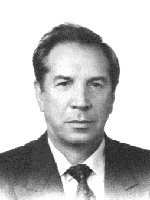
Леонид Филимонов

- Акбарова, Адалят Аскаровна (73) — советская, казахская и уйгурская артист балета, педагог, ведущая солистка балета Государственного республиканского уйгурского театра музыкальной комедии имени К. Кужамьярова (1968—1989), заслуженная артистка Республики Казахстан (1998)[365].
- Ароча, Арнальдо[исп.] (85) — венесуэльский политик и государственный деятель, губернатор Миранды (1971—1974, 1990—1995), член Палаты депутатов (1969—1974)[366].
- Барселуш, Сержиу[порт.] (78) — бразильский политик, член Палаты депутатов (1991—2003)[367].
- Берасалусе, Хавьер (91) — испанский футболист («Реал Мадрид»), пятикратный обладатель Кубка европейских чемпионов[368].
- Ватанабэ, Макото[англ.] (85) — японский политический деятель и дипломат, министр иностранных дел Японии (1993—1995), посол Японии в Иордании (1988—1990)[369].
- Вернер, Гётц (78) — немецкий предприниматель[370].
- Губский, Игорь Иванович (67) — советский и украинский художник[371].
- Гусаров, Иван Афанасьевич (88) — советский и российский муниципальный деятель, глава администрации Старого Оскола (1992—1996).
- Денисова, Ольга Николаевна (75) — советская и российская акробатка, дрессировщица белых тигров и лошадей, заслуженная артистка России (1994)[372].
- Довникович, Боривой (91) — хорватский кинорежиссёр-аниматор и художник-карикатурист[373].
- Каштанов, Александр Николаевич (93) — советский и российский учёный в области земледелия, академик ВАСХНИЛ / РАСХН (1978—2013), академик РАН (2013)[374].
- Линхард, Билл (92) — американский баскетболист, чемпион летних Олимпийских игр (1952)[375].
- Мишель, Андре (101) — французский социолог, феминистка, антиколониалистка и антимилитаристка[376].
- Монтанье, Люк (89) — французский вирусолог, лауреат Нобелевской премии по физиологии или медицине (2008)[377].
- Носов, Игорь Николаевич[значимость?] (43) — российский государственный деятель, генеральный директор Корпорации развития Дальнего Востока и Арктики[378].
- Полухина, Валентина Платоновна (85) — российско-британский литературовед, специалист по творчеству Иосифа Бродского[379].
- Робинсон, Джеки[англ.] (94) — американский баскетболист, олимпийский чемпион (1948)[380].
- Рот, Герхард[нем.] (79) — австрийский писатель[381].
- Рудман, Давид Львович (78) — советский самбист и дзюдоист, заслуженный мастер спорта СССР (1970), заслуженный тренер СССР по борьбе дзюдо и самбо[382].
- Тарасуль, Геннадий Львович[значимость?] (87) — советский кинорежиссёр, продюсер, сценарист и писатель[383].
- Тимергалин, Ильдар Сагитович[значимость?] (61) — российский государственный деятель, депутат Государственного Собрания — Курултая Республики Башкортостан (с 2018 года), заместитель премьер-министра Правительства Республики Башкортостан (2014—2016)[384].
- Филимонов, Леонид Иванович (86) — советский и российский государственный и хозяйственный деятель, министр нефтяной и газовой промышленности СССР (1989—1991)[385].

## 7 февраля

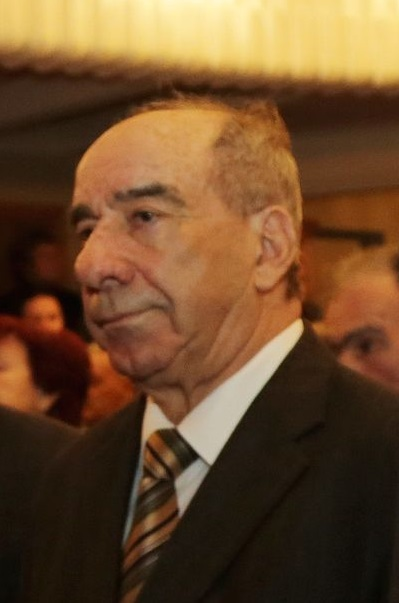
Борис Дейч

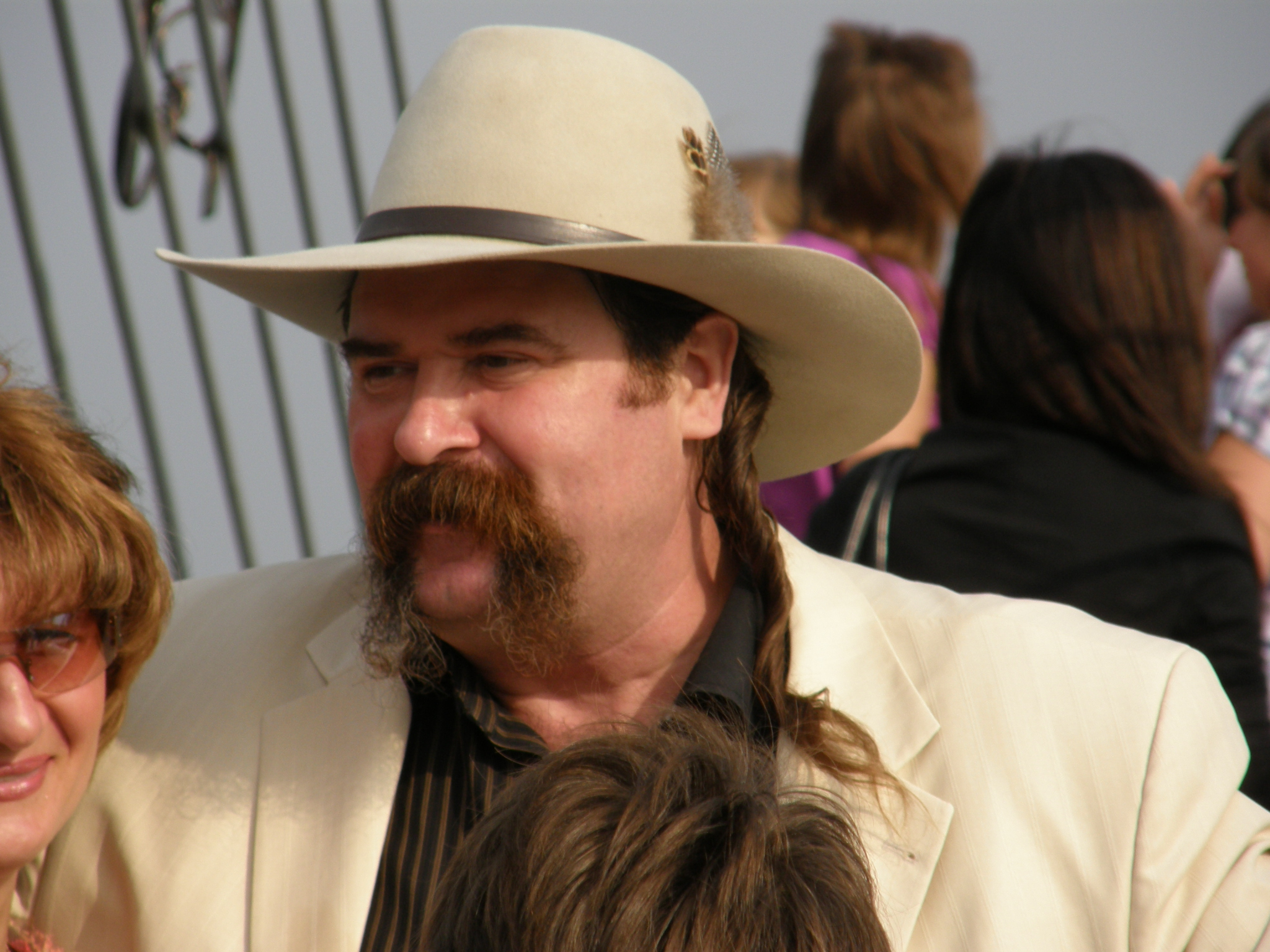
Сергей Каспрук

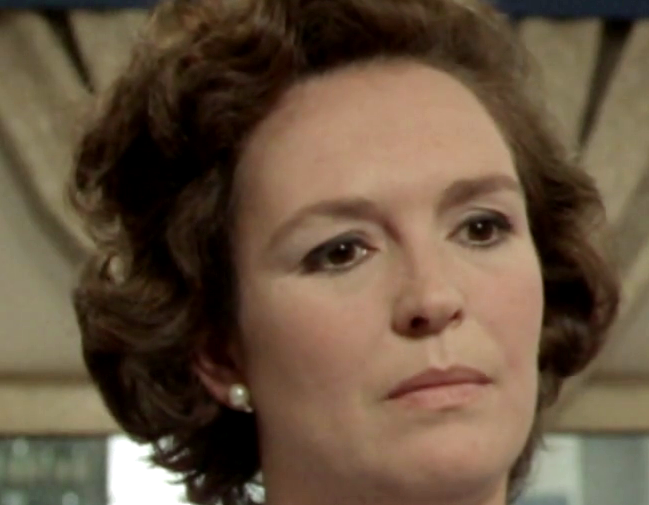
Маргарита Лосано

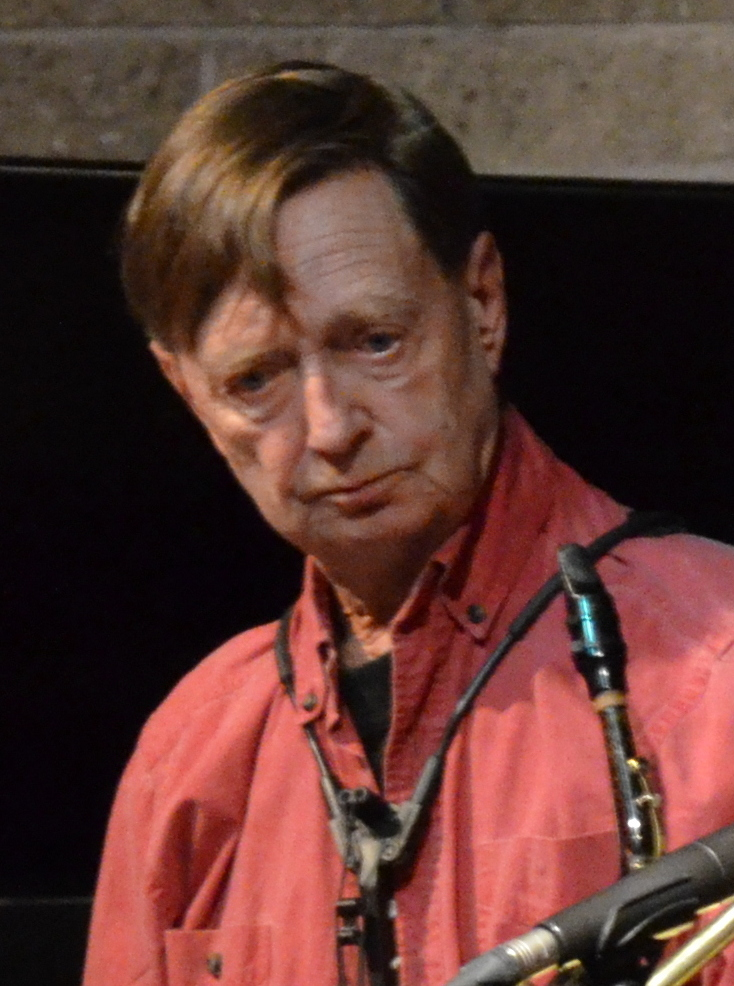
Збигнев Намысловский

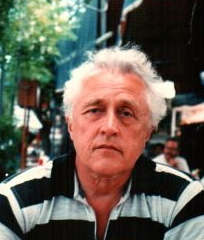
Борис Фурманов

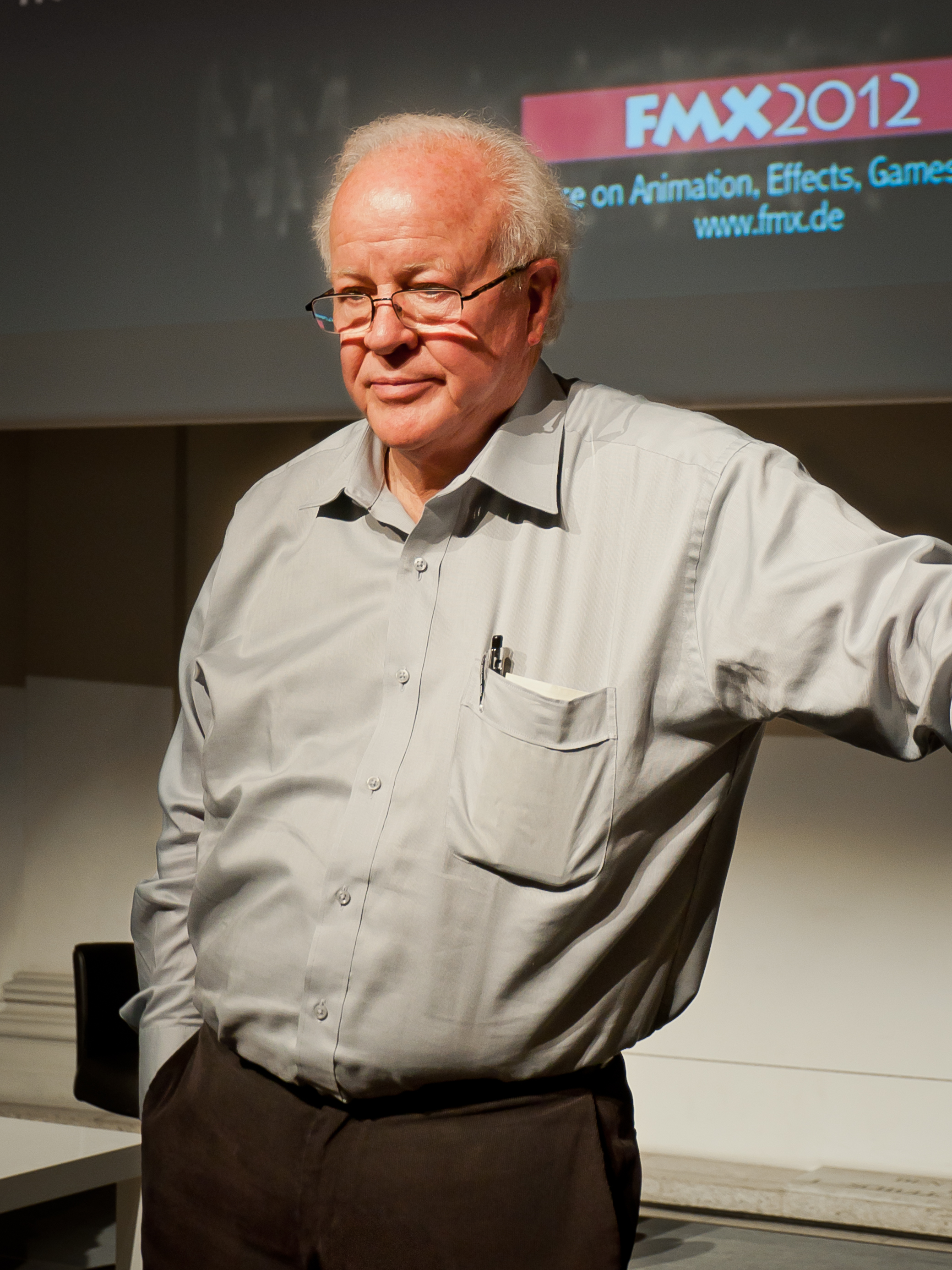
Дуглас Трамбулл

- Бартминьский, Ежи[пол.] (82) — польский языковед и фольклорист, действительный член Польской академии знаний (2014)[386].
- Векил, Али (83) [значимость?] — азербайджанский писатель[387].
- Гудец, Иван (74) — словацкий писатель, драматург и государственный деятель, министр культуры (1994—1998)[388].
- Даминов, Тургунпулат Абидович (80) — советский и узбекский педиатр, академик Академии наук Узбекистана (2000)[389].
- Дейч, Борис Давидович (83) — украинский государственный деятель, председатель Верховного Совета Автономной Республики Крым (2002—2006), Герой Украины (2013)[390].
- Деревянко, Евгения Ивановна (83) — советский и российский историк, археолог, доктор исторических наук (1982), заслуженный деятель науки РФ (1996)[391].
- Каспрук, Сергей Фёдорович (64) — донецкий кузнец[392].
- Лосано, Маргарита (90) — испанская актриса[393].
- Митич, Миодраг[серб.] (62) — югославский волейболист, бронзовый призёр чемпионата Европы (1979)[394].
- Намысловский, Збигнев (82) — польский джазовый музыкант и композитор[395].
- Рахман, Бушра[англ.] (77) — пакистанская писательница и депутат парламента Пакистана (2002—2013)[396].
- Репьёв, Дмитрий Петрович (69) — советский и российский актёр театра и режиссёр-постановщик, народный артист Республики Марий Эл (2002), двукратный лауреат Национальной театральной премии им. Й. Кырли (2011, 2016)[397]
- Трамбулл, Дуглас (79) — американский кинорежиссёр, мастер спецэффектов[398][399].
- Феленчак, Василий Андреевич[укр.] (74) — советский и украинский дирижёр, художественный руководитель Галицкого муниципального камерного оркестра, народный артист Украины[400].
- Фурманов, Борис Александрович (85) — советский и российский государственный деятель, министр архитектуры, строительства и жилищно-коммунального комплекса Российской Федерации (1991—1992)[401].

## 6 февраля

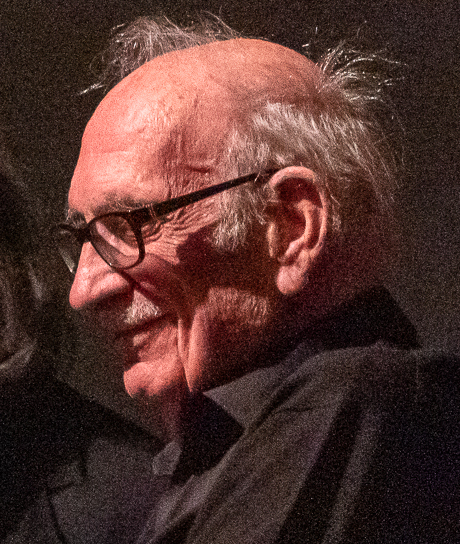
Джордж Крам

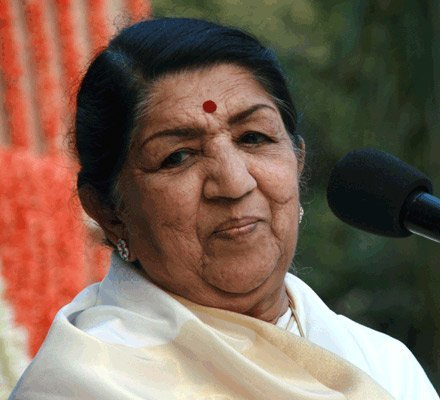
Лата Мангешкар

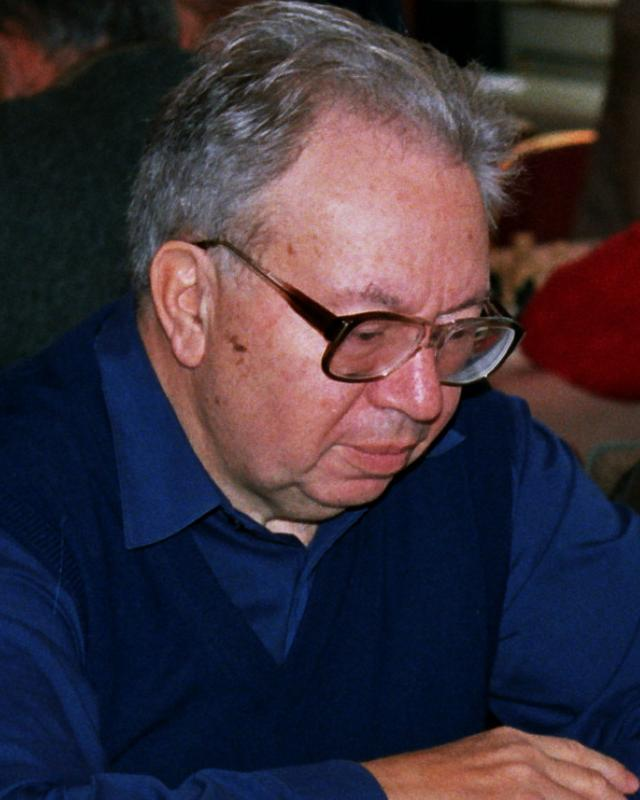
Абрам Хасин

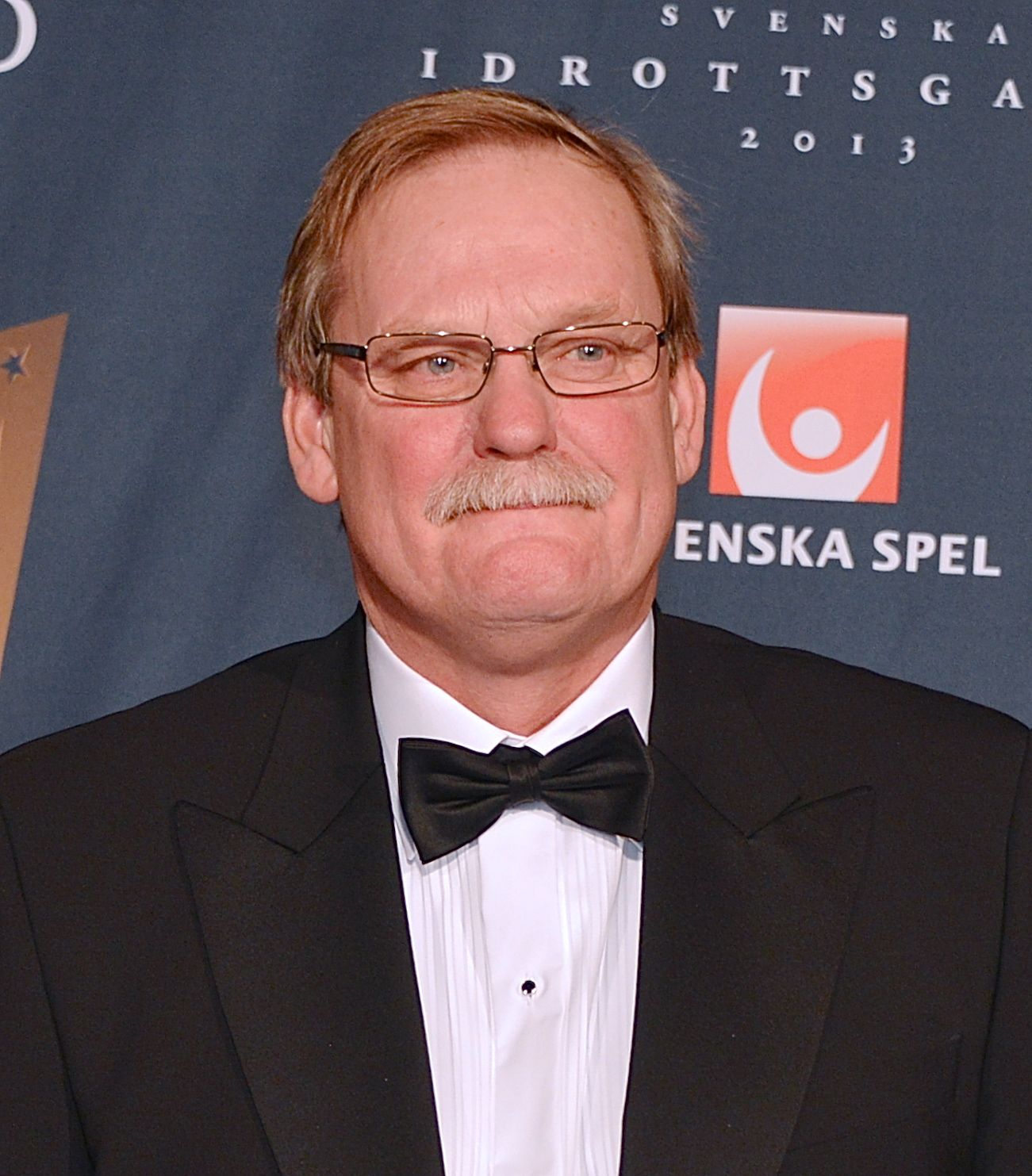
Ронни Хельстрём

- Аль-Кемани, Сайид[англ.] (74) — египетский философ и писатель, лауреат государственной премии Египта в области социальных наук (2009)[402].
- Астанин, Валерий Иванович (76) — советский волейболист и российский военачальник, мастер спорта СССР международного класса, генерал-лейтенант[403].
- Верпаковскис, Илмар (63) — советский и латвийский футболист и тренер[404].
- Гаракян, Ашот Иванович (72) — советский и российский тренер по боксу, заслуженный тренер России (о смерти объявлено в этот день)[405].
- Дерябкин, Владимир Игнатьевич (72) — цирковой артист, клоун, дрессировщик медведей; ученик Олега Попова, заслуженный артист Российской Федерации[406].
- Джонсон, Сил (85) — американский певец и продюсер[407].
- Крам, Джордж (92) — американский композитор[408].
- Кубяк, Рышард[пол.] (71) — польский спортсмен (академическая гребля), бронзовый призёр Олимпийских игр (1980)[409].
- Макаров, Сергей Михайлович (81) — советский и российский артист цирка, буффонадный клоун, заслуженный деятель искусств Российской Федерации (1999)[410].
- Мангешкар, Лата (92) — индийская певица[411].
- Мессауд, Абдельмалек Али (66) — алжирский футболист, игравший в национальной сборной[412].
- Нойенфельс, Ханс[нем.] (80) — немецкий театральный и оперный режиссёр, писатель, член Баварской академии изящных искусств (2005)[413].
- Погодин, Владимир Сергеевич (76) — российский искусствовед, почётный член РАХ (2012)[414].
- Рын, Здзислав Ян[пол.] (83) — польский психиатр, путешественник и дипломат, посол в Чили (1991—1997) и в Аргентине (2007—2008), действительный член Польской академии знаний[415].
- Хасин, Абрам Иосифович (98) — советский и российский шахматист, международный мастер (1964), гроссмейстер ИКЧФ (1972). Заслуженный тренер СССР (1968)[416].
- Хельстрём, Ронни (72) — шведский футболист, игравший в национальной сборной (1968—1980)[417].

## 5 февраля

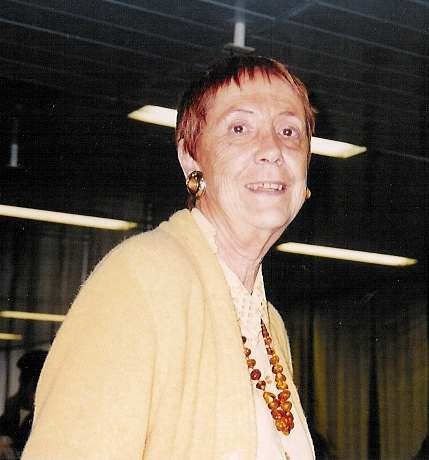
Анхелика Городишер

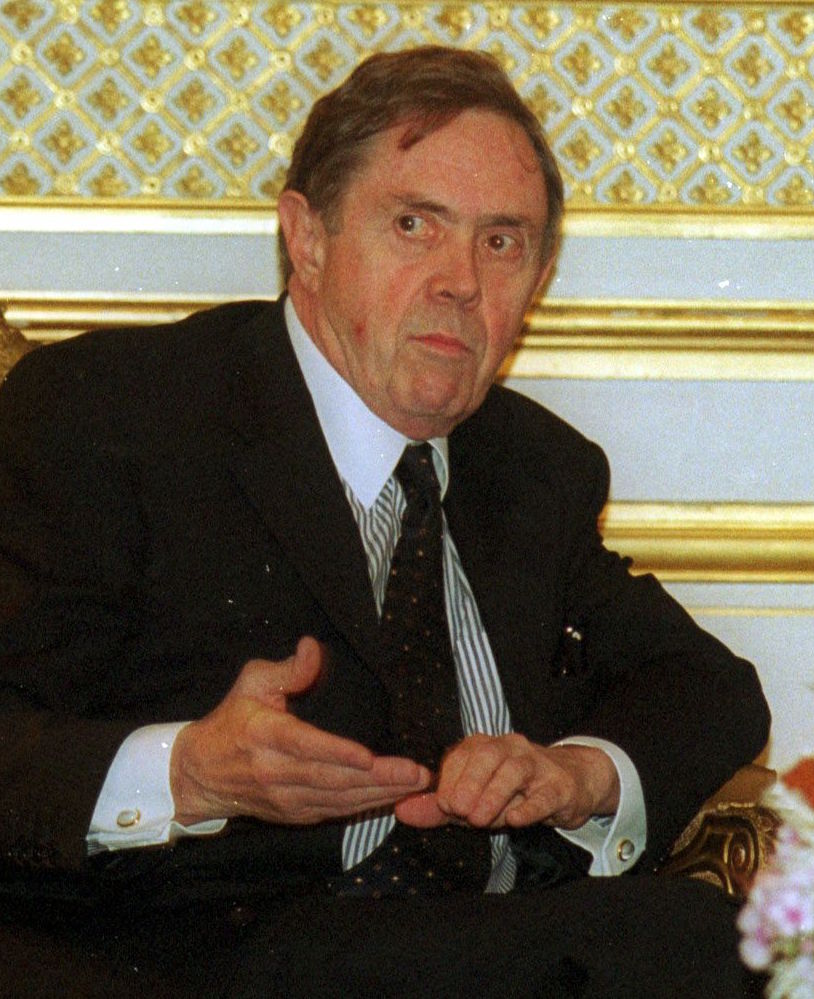
Дональд Джонстон

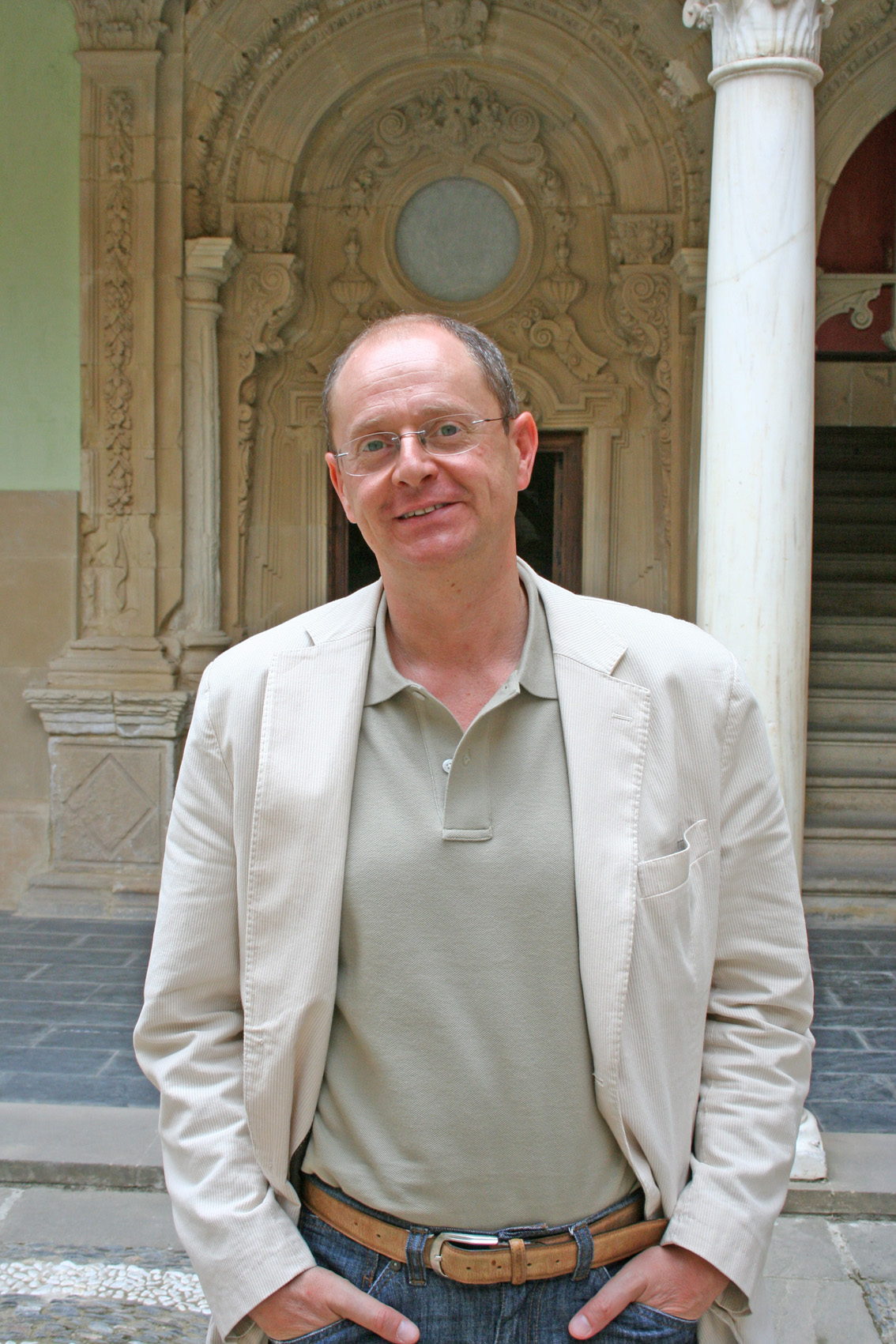
Фернандо Мариас Амондо

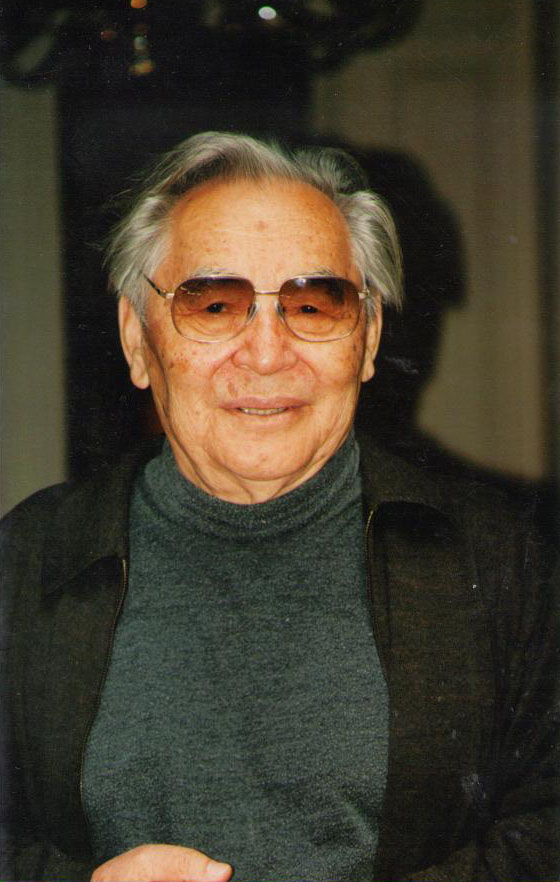
Абдижамил Нурпеисов

- Боднар, Тибор[англ.] (66) — венгерский спортивный стрелок, участник летних Олимпийских игр (1976, 1980)[418].
- Бузин, Александр Иванович (96) — советский и российский искусствовед[419].
- Бутурлин, Виктор Иванович (75) — российский кинорежиссёр, сценарист и педагог, заслуженный деятель искусств России (2004)[420].
- Гитлин, Тодд (79) — американский социолог, общественный активист и писатель, доктор философии, профессор[421].
- Городишер, Анхелика (93) — аргентинская писательница[422].
- Джонстон, Дональд (85) — канадский экономист, генеральный секретарь Организации экономического сотрудничества и развития[423].
- Куценко, Валентина Павловна (91) — советская киноактриса, советская и российская писательница[424].
- Кучирек, Иван (75) — чехословацкий велогонщик, выступавший на треке, трёхкратный чемпион мира 1980, 1981 и 1982 годов[425].
- Мариас Амондо, Фернандо (63) — испанский писатель и сценарист, лауреат Премии Надаля (2001)[426][427].
- Мельников, Борис Борисович (83) — советский фехтовальщик, олимпийский чемпион (1964), заслуженный мастер спорта СССР[428].
- Нисимура, Кэнта (54) — японский писатель[429].
- Нурпеисов, Абдижамил Каримович (97) — советский казахский писатель и переводчик, народный писатель Казахской ССР (1985), лауреат Государственной премии СССР (1974), Герой Труда Казахстана (2019)[430].
- Принс, Том (52) — американский профессиональный культурист[431].
- Пярнпуу, Лейли (72) — советская и эстонская шахматистка, многократная чемпионка Эстонии по шахматам, международный мастер (1990)[432].
- Тоцкий, Леонид Григорьевич (89) — советский и украинский художник-реставратор и художник-монументалист, заслуженный художник Украины (2016)[433].
- Фольварочный, Василий Иванович[укр.] (81) — украинский поэт, писатель, драматург, Заслуженный деятель искусств Украины (2001)[434].
- Фуэнтес, Рубен[исп.] (95) — мексиканский скрипач и композитор[435].
- Чендупатла, Джанга Редди[англ.] (86) — индийский телужский политик, депутат Лок сабхи (1984—1988)[436].
- Ялунин, Владимир Увенальевич (70) — российский деятель органов внутренних дел, начальник Главного управления исполнения наказаний минюста России (1998—2004), генерал-полковник внутренней службы (2002); несчастный случай[437].

## 4 февраля

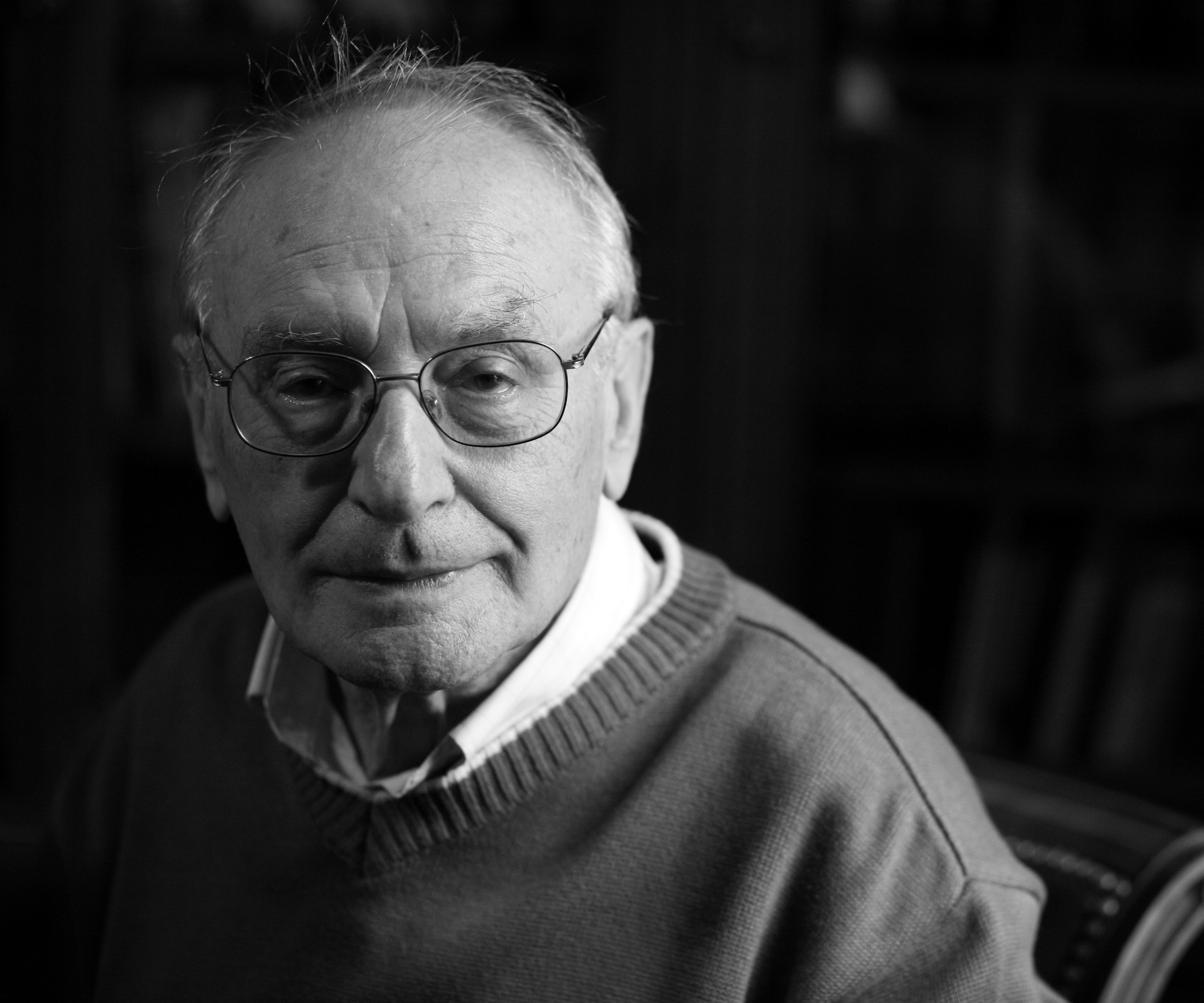
Юрий Манн

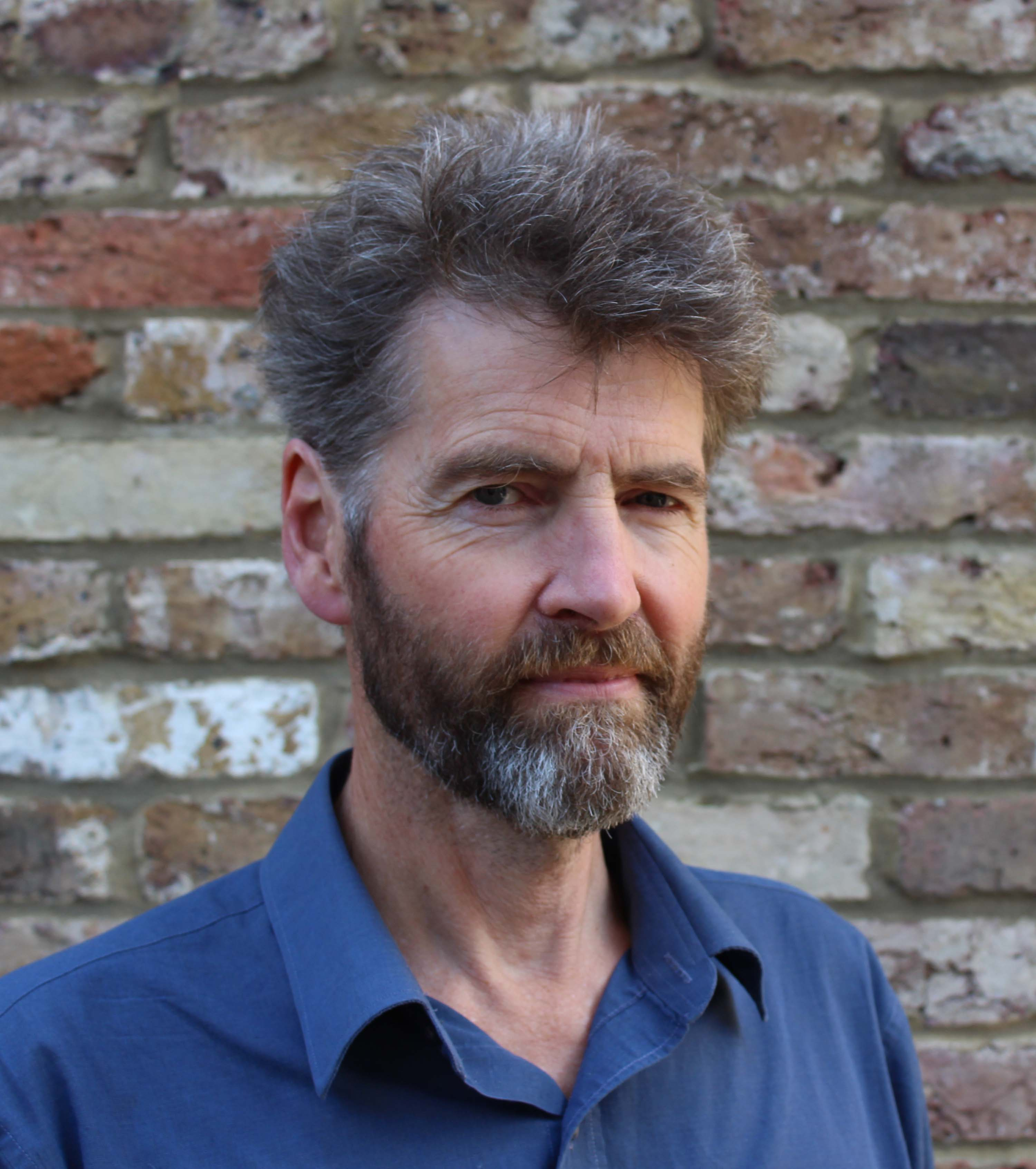
Нил Фолкнер

- Григорян, Артур[арм.] (63) — армянский композитор, художественный руководитель Государственного театра песни Армении, народный артист Армении (2011)[438].
- Лабазе, Жорж (78) — французский политик, депутат Национального собрания Франции (1981—1986), сенатор (2011—2017)[439].
- Макри, Ана Кармен[исп.] (105) — аргентинская политическая деятельница, депутат парламента Аргентины[440].
- Малоходжич, Весна[серб.] (73) — югославская и сербская актриса[441].
- Манн, Юрий Владимирович (92) — советский и российский литературовед, доктор филологических наук (1973), профессор (1991), сотрудник ИМЛИ РАН[442].
- Марали, Золани[пол.] (44) — южноафриканский боксёр, чемпион мира по версии IBO (2003—2004, 2009); убит[443].
- Осятыньский, Ежи[пол.] (80) — польский экономист и государственный деятель, министр финансов (1992—1993)[444].
- Рязанов, Валерий Васильевич (81) — советский и российский живописец, почётный член РАХ[445].
- Сидоренко, Виктор Алексеевич (92) — советский и российский учёный в области ядерной энергетики, член-корреспондент РАН (1991; член-корреспондент АН СССР с 1981)[446].
- Тодоров, Владимир Сергеевич (84) — советский и российский актёр, заслуженный артист Российской Федерации (2008)[447].
- Фолкнер, Нил (64) — британский археолог, историк, преподаватель, телеведущий, автор научно-популярных книг и левый политический активист троцкистского толка (о смерти объявлено в тот день)[448].

## 3 февраля

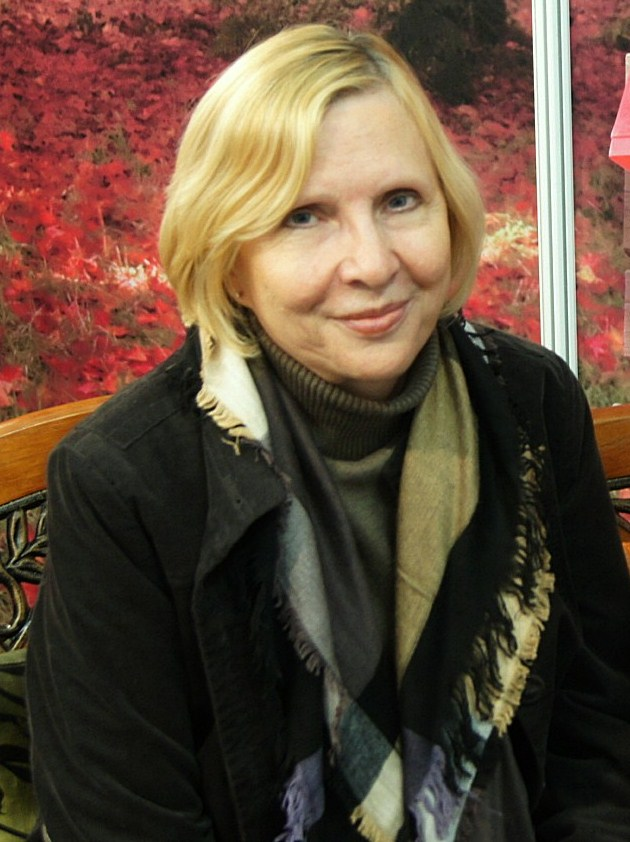
Мария Нуровская

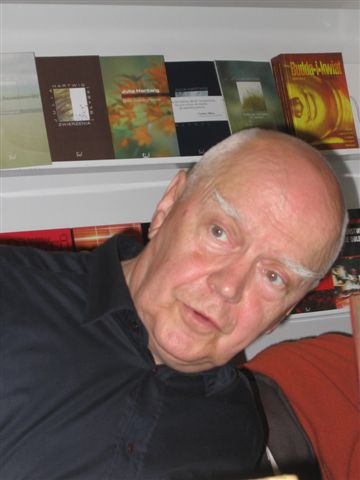
Ярослав Рымкевич

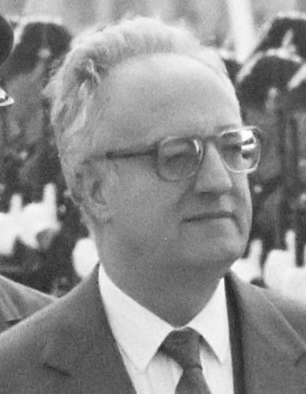
Христос Сардзетакис

- Абдель Азиз, Аида[араб.][значимость?] (86) — египетская киноактриса[449].
- Абу Ибрагим аль-Хашеми аль-Кураши (45) — один из лидеров Исламского государства; убит[450].
- Акбиев, Махмут Акбиевич (91) — советский инженер-металлург, доктор технических наук, заслуженный изобретатель Казахской ССР (1977), лауреат Государственной премии СССР (1984)[451].
- Антониу, Лауру[англ.] (79) — португальский кинорежиссёр, сценарист и продюсер, дипломант XII Московского международного кинофестиваля (1981)[452].
- Байгазаков, Чоробек (76) — советский и киргизский государственный деятель, депутат Жогорку Кенеша (1990—1995)[453][454].
- Бенсон, Герберт (86) — американский кардиолог, доктор медицинских наук, профессор Гарвардской медицинской школы[455].
- Будагова, Людмила Норайровна (89) — советский и российский литературовед-богемист, доктор филологических наук (1995), сотрудник Института славяноведения РАН, дочь Н. М. Сисакяна[456].
- Ванькова, Людмила[чеш.] (94) — чехословацкая и чешская писательница[457].
- Вирси, Фелипе[исп.] (78) — панамский государственный деятель, второй вице-президент Панамы (1994—1999)[458].
- Ингрэм, Алекс (77) — шотландский футболист, игрок «Эр Юнайтед» и сборной Шотландской футбольной лиги[459].
- Кирнан, Том[англ.] (83) — ирландский регбист и тренер, игрок (1960—1973) и тренер (1980—1983) национальной сборной[460].
- Ли, Клим (75) — советский и российский художник, книжный график, заслуженный художник Российской Федерации (2009), почётный член РАХ[461].
- Манн, Дитер[нем.] (80) — немецкий актёр театра и кино, лауреат Национальной премии ГДР (1984), лауреат Немецкой актёрской премии[нем.] за жизненные достижения (2020)[462].
- Миллинг, Мадис[эст.] (51) — эстонский актёр театра и кино, политик и спасатель, депутат Рийгикогу (с 2015); погиб при тушении пожара[463].
- Миро, Антонио[исп.] (74) — испанский модельер, создатель собственного бренда[464][465].
- Молокоедов, Олег Павлович[значимость?] (74) — советский музыкант, клавишник, педагог и актёр, журналист[466].
- Нуровская, Мария (77) — польская писательница[467].
- Пешков, Изяслав Борисович (85) — советский и российский учёный в области электроизоляционной и кабельной техники, доктор технических наук (1978), профессор (1980)[468].
- Рымкевич, Ярослав Марек (86) — польский писатель, переводчик и драматург[469].
- Сардзетакис, Христос (92) — президент Греции (1985—1990)[470].
- Скочек, Илья[словац.] (91) — чехословацкий и словацкий архитектор[471].
- Сохань, Лидия Васильевна (97) — советский и украинский социолог, член-корреспондент АН УССР / АН Украины / НАН Украины (1990)[472].
- Циркин, Юлий Беркович (86) — советский и российский историк-антиковед, доктор исторических наук, профессор Новгородского государственного университета[473].
- Чемоданов, Марти Петрович (94) — советский и российский историк и философ, доктор философских наук, профессор[474].

## 2 февраля

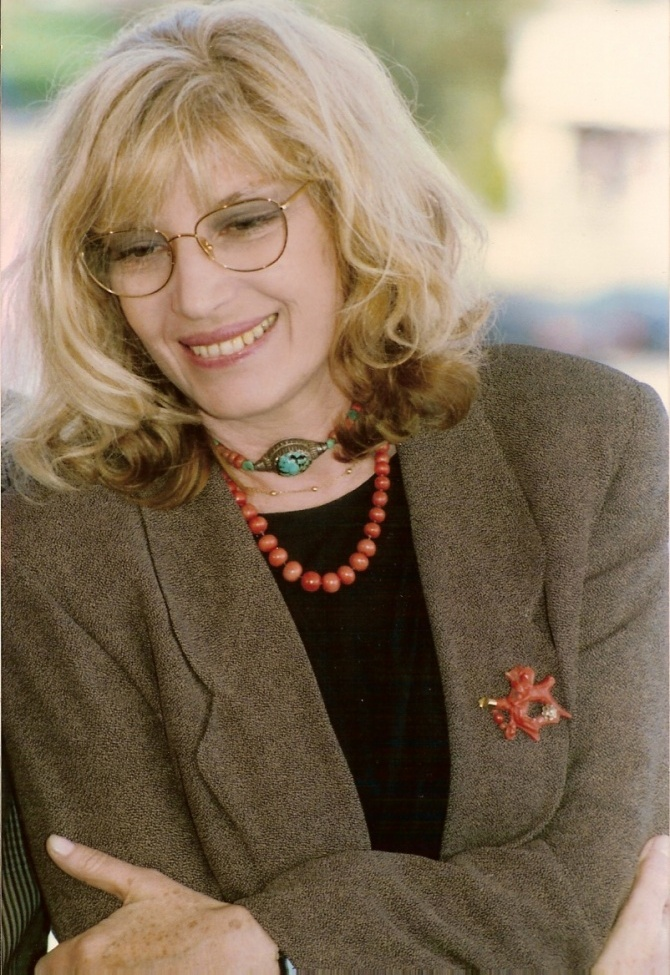
Моника Витти

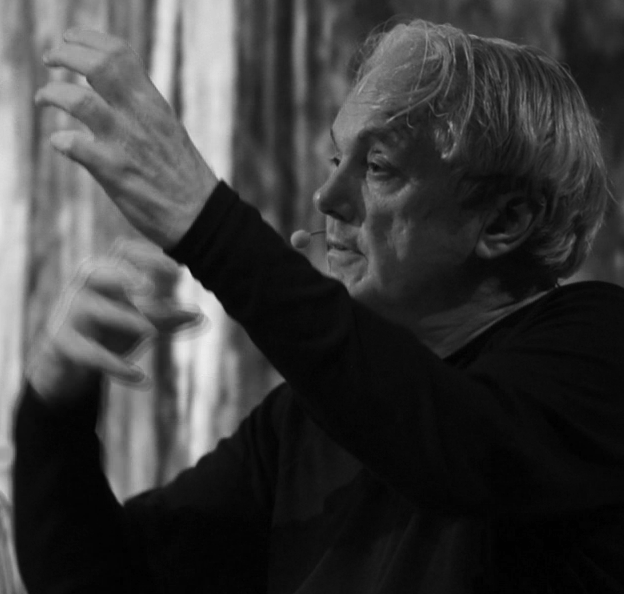
Роберт Блалак

- Абди, Джилали (78) — алжирский футболист, игрок национальной сборной[475][476].
- Абу-Ханна, Ханна[англ.] (88) — израильский палестинский поэт и писатель[477].
- Акилова, Вилоят Исахаровна (84) — советская и узбекская танцовщица и балетмейстер, народная артистка Узбекской ССР (1989)[478].
- Бабар, Гаджанан Дхармши[англ.] (78) — индийский политик, депутат Лок сабхи (2009—2014)[479].
- Байльерес, Альберто[исп.] (90) — мексиканский бизнесмен-миллиардер, президент Grupo BAL (с 1959 года), лауреат высшей награды Мексики медали Белисарио Домингеса[исп.] (2015)[480][481].
- Бауманн, Й. Александр[нем.] (79) — швейцарский политик, депутат Национального совета Швейцарии (1995—2011)[482].
- Бертен, Жорж[фр.] (73) — французский социолог[483].
- Блалак, Роберт (73) — американский художник и продюсер лауреат премии «Оскар» за лучшие визуальные эффекты (1978)[484].
- Део, Рамеш (93) — индийский киноактёр[485].
- Витти, Моника (90) — итальянская актриса[486].
- Зуба, Хамид (86) — алжирский футболист и футбольный тренер, игрок и менеджер национальной сборной[487][488].
- Карпио, Рустика[англ.] (91) — филиппинская актриса, лауреат кинофестиваля в Сан-Себастьяне «За лучшую женскую роль» (2010)[489].
- Леонар, Оливье[фр.] (58) — французский политический деятель, член Сената Франции[490].
- Макмиллан, Пол Ф.[англ.] (65) — британский химик, доктор наук, профессор[491].
- Оде, Аднан Абу[нем.] (88) — иорданский политический деятель, министр культуры Иордании (1970—1972), сенатор (1974—1982)[492][493].
- Сантьяго, Тилден[англ.] (81) — бразильский политик, депутат Палаты депутатов Бразилии (1991—2003)[494].
- Сигети, Ласло[словац.] (64) — словацкий венгерский политический деятель, министр образования Словакии (2006)[495][496].
- Тёйнстра, Клас[нидерл.] (76) — нидерландский политик, депутат Палаты представителей Нидерландов (1986—1994)[497].
- Триси, Ноэль[англ.] (70) — ирландский государственный деятель, министр финансов (1987—1989, 1992—1993), министр по европейским делам (2004—2007)[498].
- Фитч, Билл (87) — американский баскетбольный тренер[499].
- Форман, Эд[англ.] (88) — американский политик, член Палаты представителей США (1963—1965, 1969—1971)[500].
- Фриджерио, Эцио[нем.] (91) — итальянский художник-постановщик и художник по костюмам[501].
- Швыдько, Анна Кирилловна (77) — доктор исторических наук, профессор, заслуженный деятель науки и техники Украины, директор Днепровского регионального отделения научно-исследовательского института казачества Института истории Украины НАНУ[502].

## 1 февраля

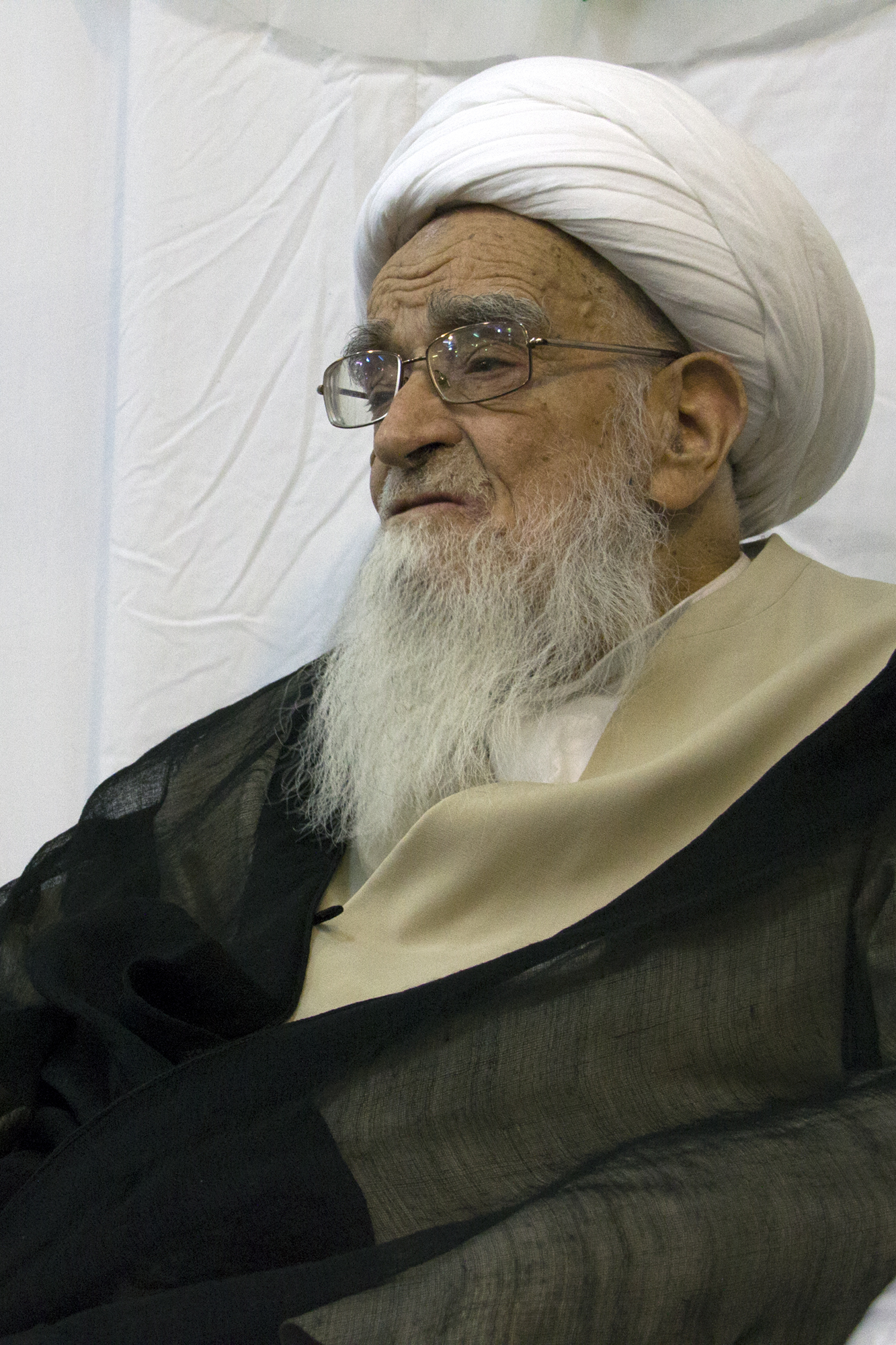
Сафи Гульпайгани

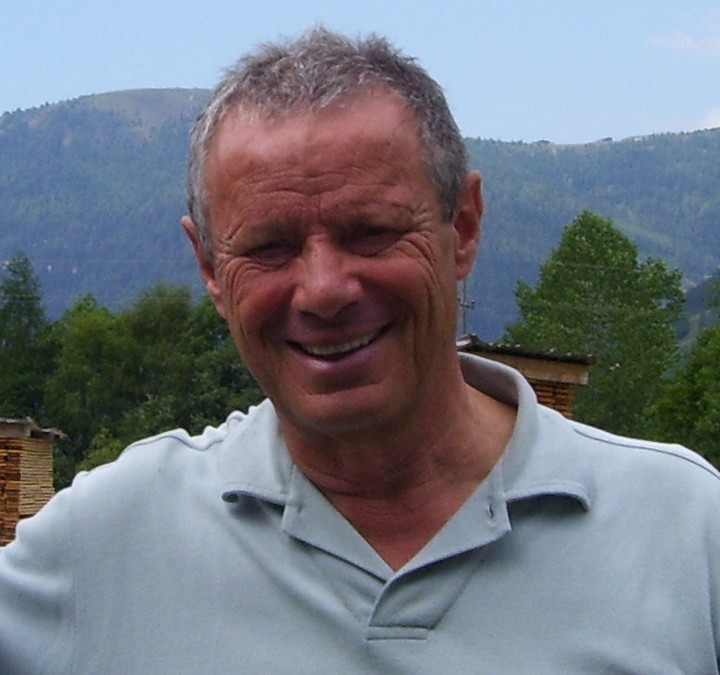
Маурицио Дзампарини

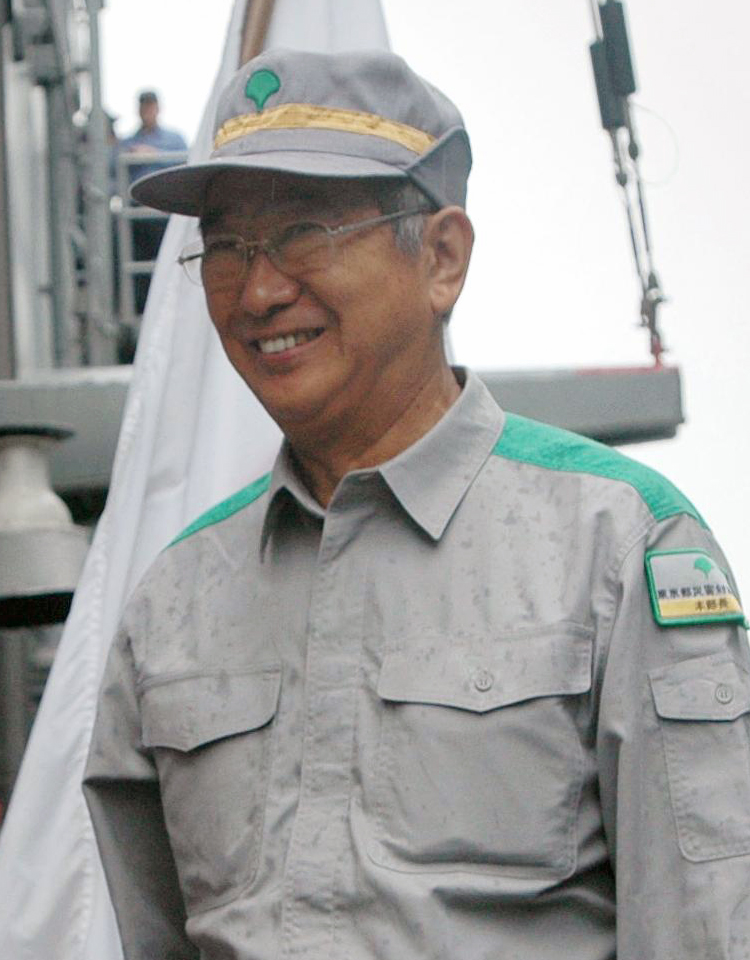
Синтаро Исихара

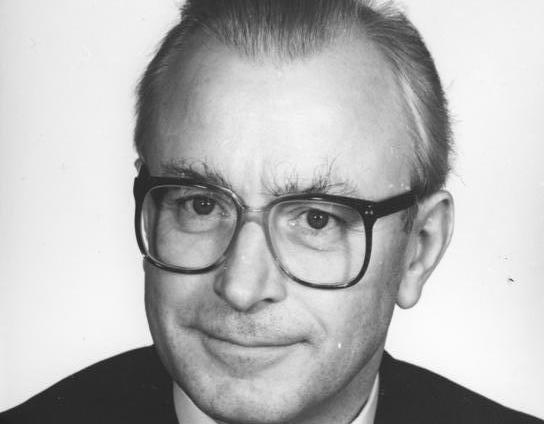
Вольфганг Шваниц

- Анашкин, Сергей Александрович (60) — советский и казахстанский футболист. Мастер спорта СССР (1990)[503].
- Бардавид, Исаак (90) — бразильский актёр[504].
- Барилли, Вальтер[нем.] (100) — австрийский скрипач, концертмейстер Венского филармонического оркестра (1939—1972), профессор Венской консерватории[505].
- Грациози, Паоло (82) — итальянский актёр театра и кино[506][507]
- Гульпайгани, Сафи Лутфулла (102) — иранский религиозный деятель, великий аятолла[508].
- Дзампарини, Маурицио (80) — итальянский бизнесмен, президент футбольного клуба «Палермо» (2002—2018)[509].
- Зазула, Джон (69) — американский предприниматель, основатель лейбла звукозаписи Megaforce Records[510].
- Иглесиас Марсело, Хуан[исп.] — испанский политик, сенатор (1982—2000)[511].
- Исихара, Синтаро (89) — японский писатель и государственный деятель, министр транспорта (1987—1988), губернатор Токио (1999—2012)[512].
- Каракис, Ирма Иосифовна (91) — советский и украинский архитектор[513].
- Кларк, Бад[англ.] (90) — американский политик, мэр Портленда (Орегон) (1985—1992)[514]
- Коржавый, Алексей Пантелеевич (79) — советский и российский учёный, доктор технических наук, лауреат Государственных премий СССР и Российской Федерации, заслуженный деятель науки РФ[515].
- Лусеро, Вильфридо[исп.] (86) — эквадорский политик, депутат Национального конгресса Эквадора (1979—1990, 1998—2007), председатель Национального конгресса (1988—1990, 2005—2007)[516].
- Марахов, Владимир Григорьевич (92) — советский и российский философ, специалист по социальной философии, доктор философских наук, профессор, декан философского факультета ЛГУ (1970—1978)[517].
- Олейничак, Станислав[пол.] (83) — польский баскетболист, участник Летних Олимпийских игр 1964 года в Токио[518].
- Парнас, Лесли[англ.] (90) — американский виолончелист, лауреат Международного конкурса имени П. И. Чайковского (1962)[519].
- Петелин, Виктор Васильевич (92) — советский и российский литературный критик, литературовед, прозаик, доктор филологических наук (1992)[520].
- Привин, Авис Гершович (74) — советский и российский кинооператор, заслуженный деятель искусств Республики Татарстан (1996), лауреат премии комсомола Татарии имени Мусы Джалиля (1980)[521].
- Репина, Елена Александровна (66) — советская и российская фехтовальщица и тренер по фехтованию, победитель и призёр первенств СССР, заслуженный тренер России[522][523].
- Семёнова, Алла Константиновна (62) — российская актриса театра кукол, заслуженная артистка Российской Федерации (1994)[524].
- Токтомышев, Советбек Жайлообекович (78) — киргизский физик и государственный деятель, ректор КНУ (1992—1998), академик НАН КР (1997), министр образования, науки и культуры (1998—1999)[525].
- Шваниц, Вольфганг (91) — немецкий государственный деятель, глава Ведомства по государственной безопасности ГДР (1989—1990)[526].
- Шлезингер, Александр Ефимович (92) — советский и российский геолог, cейсмостратиграф, доктор геолого-минералогических наук[527].